# Puebla de Zaragoza
Puebla de Zaragoza, oficialmente llamada Heroica Puebla de Zaragoza, o simplemente Puebla, es una metrópoli mexicana, cabecera del municipio de Puebla, capital y ciudad más poblada del estado de Puebla, así como de la Zona Metropolitana de Puebla-Tlaxcala y la cuarta ciudad más poblada del país. La ciudad también es conocida como Puebla de los Ángeles o Ciudad de los Ángeles (antiguo nombre de la ciudad), según la leyenda que dice que fue exactamente trazada por los ángeles, por lo cual se le denomina Angelópolis.
Se localiza en el Mesa Central o Mesa del Centro (antes llamada altiplanicie mexicana o altiplano central) de México, en la zona centrooccidental del estado, en la zona geográfica conocida como el Valle de Puebla.[cita requerida]
Fundada el 16 de abril de 1531 como Puebla de los Ángeles y construida de acuerdo con los planes del obispo Julián Garcés, está estratégicamente localizada entre la Ciudad de México y el puerto de Veracruz. Alberga algunas de las muestras más importantes de arquitectura civil y colonial, que abarcan épocas desde el renacimiento hasta el barroco neoclásico, y su centro histórico comprende mucha arquitectura colonial española, francesa y barroca, por lo que es considerado patrimonio de la humanidad por la UNESCO. Algunos de los edificios antiguos fueron gravemente dañados tras los terremotos del 15 de junio de 1999 y del 19 de septiembre de 2017, como la iglesia de San Agustín y el Palacio Municipal en 1999, y la Casa de Alfeñique en 2017.
La ciudad ha sido sede de acontecimientos importantes en la historia de México, por lo cual dichos eventos son recordados de manera muy importante con la celebración de desfiles, eventos como la batalla del 5 de mayo, donde el ejército mexicano derrotó al ejército francés, o como el combate del 18 de noviembre de 1910, donde las tropas federales y los hermanos Serdán (simpatizantes de Francisco I. Madero) conspiraban contra el gobierno de  Porfirio Díaz. También las fiestas religiosas son parte de la cultura debido a la influencia que ha tenido la religión católica a lo largo de la historia de la ciudad; entre las principales fiestas se encuentran la Candelaria, el carnaval, Semana Santa, Corpus Christi, la Santa Cruz, el día de la Virgen de Guadalupe, Navidad, el día de la Virgen del Carmen, el día de San José, el día del Señor de las Maravillas, el día de Santiago Apóstol, el día de la Inmaculada Concepción, el día de San Francisco, el día del Beato Sebastián de Aparicio, etc.
Entre sus principales productos están los textiles, la cerámica (Talavera), cristalería, azulejos, artesanías y alimentos procesados. Además, la ciudad es por excelencia una ciudad gastronómica y se trata de una de las fuentes de los platillos más conocidos de México, debido a la gran oferta de alimentos típicos de la misma, como el Chile en Nogada, las Chalupas, las cemitas y el mole poblano; todos originarios del estado. El traje típico de la ciudad es el conocido traje de China Poblana.
La conurbación, integrada por la ciudad y municipio de acuerdo con el último censo realizado por Instituto Nacional de Estadística y Geografía, el Consejo Nacional de Población y la Secretaría de Desarrollo Social en 2020, ubican a Puebla como la cuarta ciudad más grande de México, después de la Ciudad de México, Monterrey y Guadalajara.
Con su constante crecimiento, la ciudad ha sido catalogada como Ciudad global, en 2024 repuntó el puesto 114 a nivel mundial
Puebla es el cuarto núcleo económico más grande el país, con un PIB de 108,500 millones de dólares. Por delante de Tijuana Toluca o Querétaro.
Puebla es parte de la Zona metropolitana de Puebla-Tlaxcala, la cuarta más grande de México con 28 municipios de los estados de Puebla y Tlaxcala, que en el censo realizado en 2020 contaba con una población 2 776 893 habitantes; por otro lado, es la número 19 de América del Norte, y la número 13 en Hispanoamérica. Si solo se toma en cuenta la población del municipio, Puebla es el cuarto municipio más poblado del país, después de León (Guanajuato), Iztapalapa (Ciudad de México) y Tijuana (Baja California).

## Toponimia
Antiguamente el área donde se asienta la ciudad se llamaba Cuetlaxcoapan (del náhuatl: Cuetlaxcōāpan ‘Donde las serpientes cambian su piel’). En 1531 fray Toribio de Benavente informó al Consejo de Indias el «ensayo de la Puebla de los Ángeles». El 20 de marzo de 1532, por cédula de la reina Isabel de Portugal, dada en Medina del Campo, le concede el título de Ciudad de los Ángeles. El 11 de septiembre de 1862, por decreto del presidente Benito Juárez, recibió el título de Puebla de Zaragoza, en honor del general Ignacio Zaragoza; y el de Heroica Puebla de Zaragoza por decreto del Congreso del Estado el 4 de agosto de 1950.
Actualmente y por decreto del 23 de abril de 2014 del Congreso del Estado se le denominó Cuatro Veces Heroica Puebla de Zaragoza.

## Símbolos

### Escudo de armas

Escudo de Puebla

El escudo de la ciudad tiene forma circular acorazonado con cinco torres doradas en el centro, y dos ángeles sobre de ellas. Las letras K.V. hacen referencia a Carlos V (en latín Karolus V) Emperador romano-germánico y Rey de España. Alrededor se encuentra el Salmo 91:11 en latín: "ANGELIS SVIS DEVS MANDAVIT DE TE VT CVSTODIANT TE IN OMNIBUS VIIS TVIS" Angelis suis Deus mandavit de te ut custodiant te in omnibus viis tuis. Que en una traducción al español dice: "Dios mandó a sus ángeles para que te cuiden en todos tus caminos". El escudo hace referencia a la leyenda de la fundación de la ciudad. De acuerdo con esta leyenda, fueron los ángeles quienes trazaron la ciudad y quienes subieron las campanas a las imponentes y altísimas torres de la catedral. De ahí que el nombre original, y el más conocido de la ciudad, sea "Puebla de los Ángeles".
Partiendo de abajo hacia arriba este escudo tiene el siguiente significado:
- Un río azul representa la abundancia de este elemento natural en la ciudad.
- El campo verde indica la fertilidad de la tierra.
- El edificio en oro representa a la ciudad.
- Los remates de las 5 torres, según ciertas opiniones, hacen referencia a la cifra ordinal del monarca Carlos V., otros creen que es alusión a los cinco miembros del consejo cuyas firmas figuran en el reverso del documento a los lados del edificio en oro.
- Los ángeles volando más arriba igualmente en oro las iniciales del emperador Carlos V de España.

El escudo de armas de la ciudad, fue otorgado por el primer rey de España, procedente de la casa de Austria, Carlos V y su madre, la Reina Juana de Castilla el 20 de julio de 1538.

## Historia

### Época prehispánica
Durante la etapa lítica, que comienza con la llegada del hombre a América y al actual territorio mexicano (alrededor del año 30000 a. C.) y concluye hacia el 7000 a. C., con los primeros indicios de agricultura, el valle de Tehuacán fue el escenario del desarrollo de un grupo humano que con el tiempo habría de convertirse en uno de los primeros cultivadores del maíz en Mesoamérica. Los indicios más antiguos de la presencia humana en Puebla provienen de El Riego, fechados con carbono 14 en el año 20000 a. C. Los ocupantes de El Riego empleaban una tecnología lítica muy simple, en la que la falta de puntas de herramientas cortantes es característica. Las herramientas estaban orientadas a la actividad recolectora y el procesamiento de vegetales, así como al aprovechamiento de pequeñas especies animales; en ella se asentaron varios grupos étnicos en la parte norte, sur y oriente del estado, tales como mexicas, otomíes, mixtecos, ixaltecos, zapotecos y totonacas. El estado de Puebla ha sido de gran importancia en la historia de México. Dentro de él se han hallado los restos más antiguos del cultivo de maíz en la región de Tehuacán; fue el escenario de ciudades prehispánicas tan importantes como Cantona y Cholula.

#### Periodo formativo (1800 a.C.-150 d.C.)
En el año 2010, durante la exploración arqueológica del inmueble conocido como La Casa del Mendrugo, se encontró cerámica de tradición indígena con formas, decoraciones y colores artísticos de la alfarería del horizonte formativo; junto con un entierro humano, que el equipo de antropólogos físicos llamó "Chuchita".

#### Periodo clásico (150 d.C.-650 d.C.)
En el estanque de Los Pescaditos, ubicado en el actual Paseo de San Francisco, fueron recuperadas cuatro ollas pequeñas de cerámica alisada, con restos de pintura roja, también depositadas como ofrenda sobre el lecho del estanque.

#### Periodo posclásico (900 d.C.-1500 d.C.)
Se han encontrado materiales de esta época en el Museo Amparo, el ex Convento de Santo Domingo (actual centro comercial La Victoria), Los Sapos y el Hospital de Bubas.

### Época virreinal

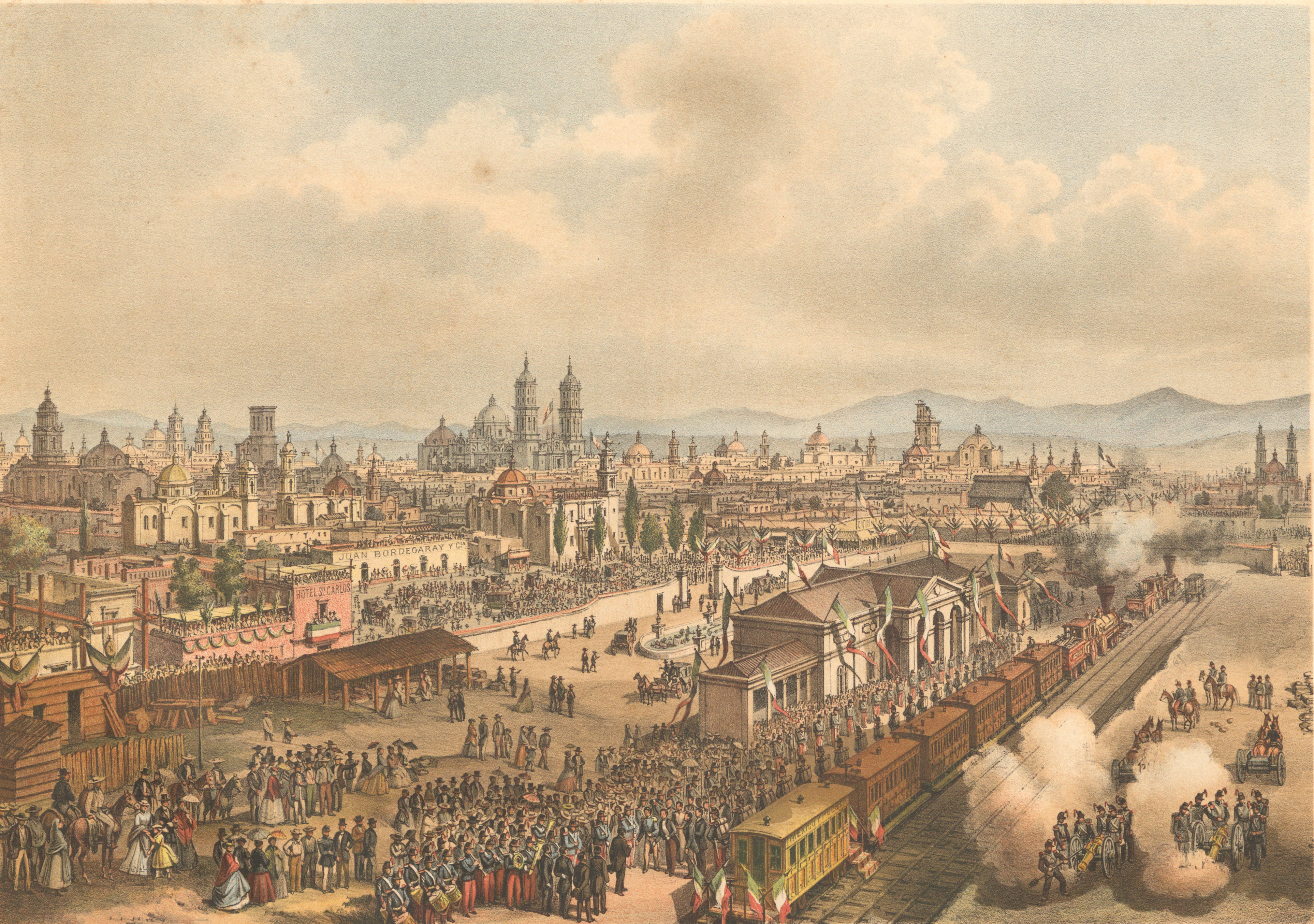
Puebla en el en el libro "México y sus alrededores", ilustración de Casimiro Castro.

La necesidad de una ruta comercial más corta entre la Ciudad de México y Veracruz, así como el creciente número de españoles marginados del sistema de encomiendas, hizo que se comenzara a plantear la creación de una ciudad alejada de los asentamientos indígenas y dedicada al descanso y comercio de españoles. Durante el año de 1530 Sebastián Ramírez de Fuenleal, presidente de la Segunda Real Audiencia de México, comisionó a fray Toribio de Benavente «Motolinía» para que partiera de su diócesis en Tlaxcala a buscar algún sitio adecuado para la creación de la nueva ciudad para albergar a dichos españoles y a los que en el futuro fuesen llegando a la Nueva España. Las líneas generales de las principales controversias alrededor de la fecha de la fundación se definieron durante el período virreinal. Los cronistas, como Motolinía, Herrera y Tordesillas, Torquemada, Betancourt y Gil González Dávila, mezclaron la leyenda, los hechos y hechos no comprobables. Así que por fin fue fundada por los españoles con una misa solemne el 16 de abril de 1531 con el nombre de Puebla de los Ángeles. Aunque mediante cédula real en marzo de 1532 fue elevada al rango de ciudad es decir, Ciudad de los Ángeles, se le siguió llamando Puebla hasta la actualidad. La leyenda dice que los ángeles bajaron en sueños a Julián Garcés, primer obispo de Tlaxcala, y le señalaron el lugar donde había de fundar la nueva población española en el valle Poblano-Tlaxcalteca. En recuerdo de ello, el escudo concedido por Carlos V a la ciudad consiste en una iglesia de cinco torres sostenida por dos ángeles.
Es de resaltar que en el verano de 1531 hubo fuertes lluvias torrenciales que arrasaron con las primeras construcciones precariamente construidas en adobe y zacate. Reunido el primer cabildo, se consideró que el lugar más adecuado para ubicar la ciudad sería en la orilla contraria del río, el Almoloyan (San Francisco) y allí se trazaría la Plaza Mayor. La fundación civil de la ciudad tendría lugar el 29 de septiembre de 1532, festividad de san Miguel Arcángel, lo que haría que este arcángel llegase a ser su patrono.
La ciudad permanecería en poder español hasta el 26 de julio de 1821, cuando tras 48 días de asedio Puebla fue entregada al Ejército Trigarante por el teniente coronel José Ruiz de Apodaca y Berenguer.

### México independiente

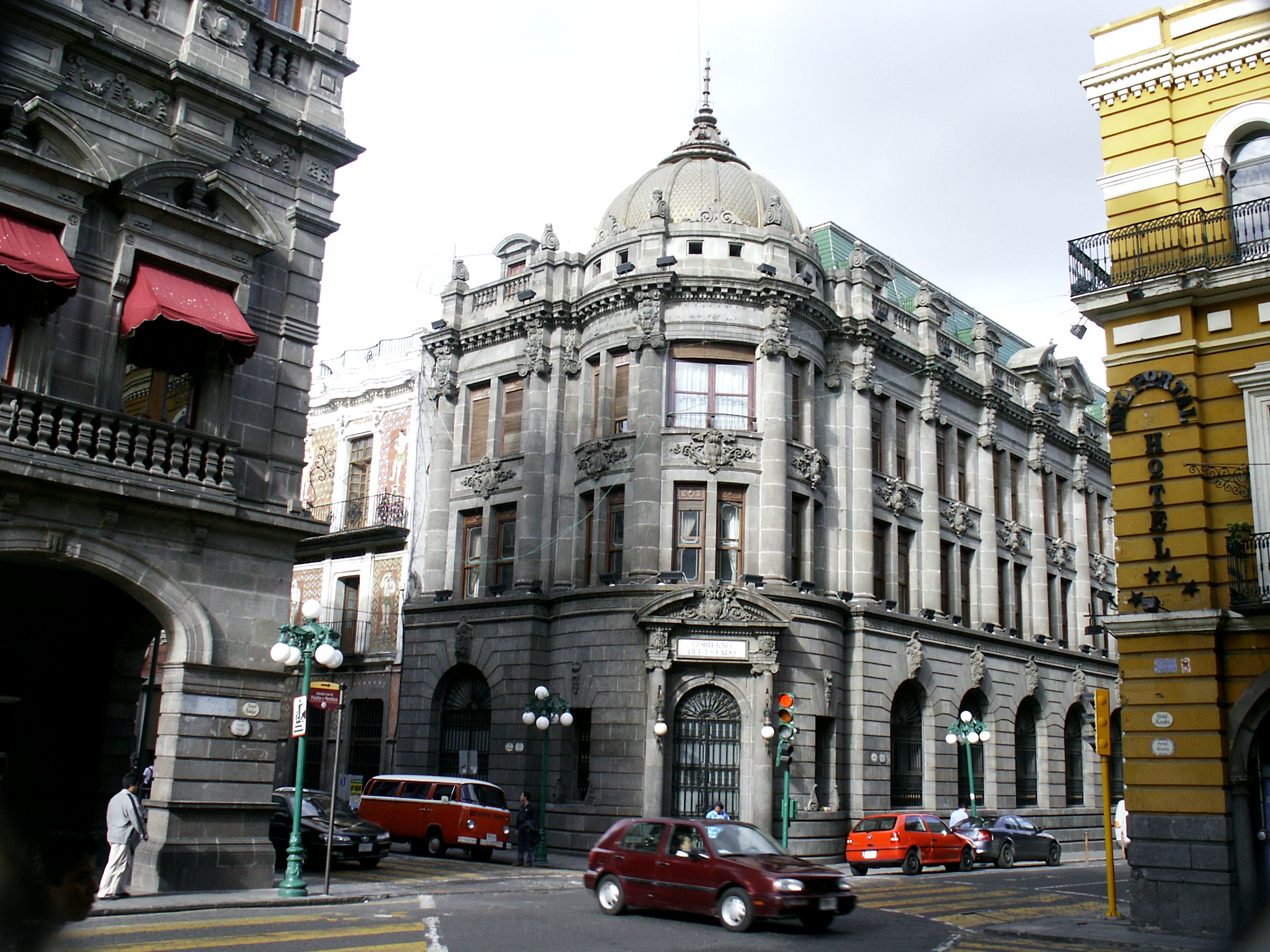
Salón de protocolos del Gobierno del Estado de Puebla, en la capital poblana.

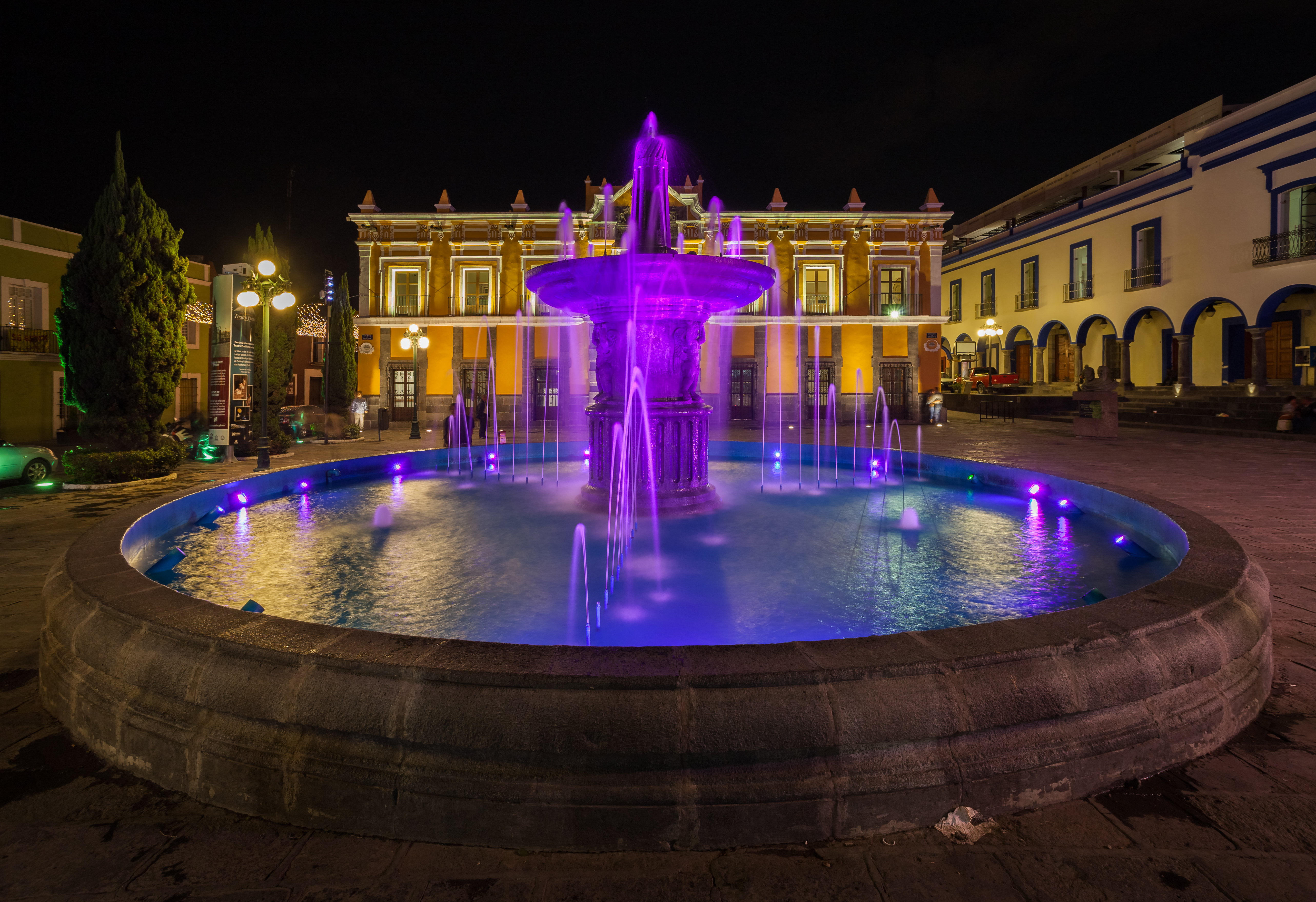
Fuente del Teatro Principal por la noche

Después de la Independencia de México (1821), Puebla se convierte en un centro cultural importante en el que se forjará un grupo de humanistas extraordinarios; entre ellos, el que va a convertirse en el auténtico partero del alma nacional: Francisco Javier Clavijero. En Puebla se imprime y difunde al plan consumador de la Independencia; es en Puebla donde reside y muere Ramos Arizpe, que da paternidad al federalismo. Aquí Ignacio Comonfort aplica las primeras Leyes de Reforma. De esa generación son poblanos: Gabino Barreda y José María Lafragua. Ignacio Manuel Altamirano es rector de la máxima casa de estudios y Guillermo Prieto dirige la Escuela Normal.

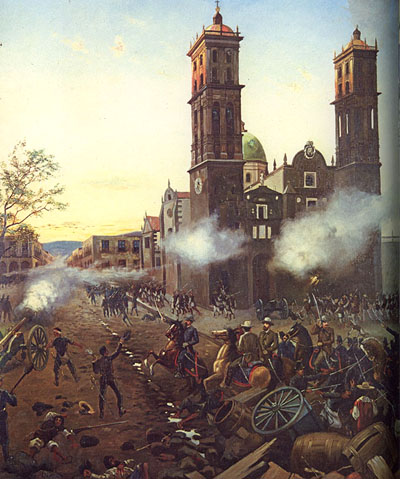
La batalla de Puebla.

Cabe destacar la importancia de la ciudad durante la Intervención Francesa, cuando el 5 de mayo de 1862, las fuerzas mexicanas, comandadas por el general Ignacio Zaragoza (en los Cerros de Loreto y Guadalupe), derrotan a la armada francesa en una singular batalla. Sin embargo la ciudad caería en manos franco mexicanas imperialistas luego de un segundo asedio en mayo de 1863, con lo cual se suponía que desaparecía el ejército mexicano, pues la mayor parte de la oficialidad fue enviada como prisionera a Francia; con esta acción Puebla permaneció bajo control imperial hasta 1867.
La derrota francesa que surge con la toma de la ciudad el 2 de abril de 1867 por parte del General Porfirio Díaz, es el prólogo de la caída del imperio de Maximiliano.
A la caída del Imperio de Maximiliano, el presidente Benito Juárez le dio el nombre de Puebla de Zaragoza, como medida de represalia al grupo conservador que dominaba la ciudad en esa época[cita requerida].
Durante el Porfiriato, la ciudad mantiene su prestigio y nivel social, convirtiéndose en un lugar de recreación, esparcimiento y estudios; así como en importante centro de desarrollo comercial, siendo en esta ciudad donde floreció la industria textil a principios del siglo XX.

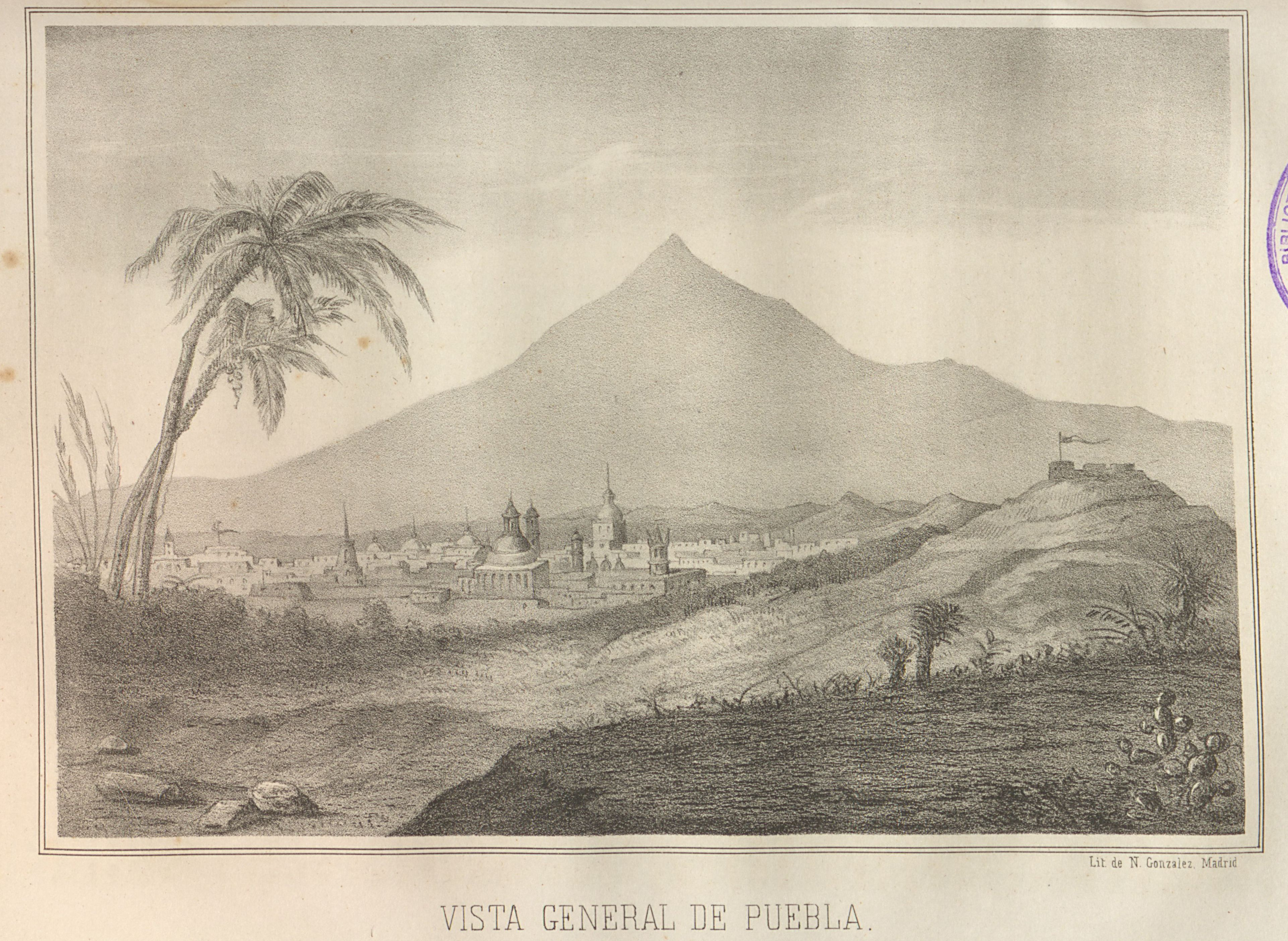
Vista general de Puebla en una litografía de mediados del

Durante el gobierno de Porfirio Díaz, fue promovida la inmigración europea, llegando a Puebla numerosos inmigrantes, principalmente de España, Italia, Alemania, Francia y Líbano. Los españoles sin duda son la comunidad europea más grande en esta ciudad, la arquitectura y la gastronomía son evidentes. Los inmigrantes españoles llegaron principalmente de Castilla, Aragón y Galicia.
La historia de Puebla con Francia se puede reconocer, ya que fue en la batalla de Puebla donde el ejército mexicano liberal derrotó al ejército francés de Napoleón III y la mantuvo hasta 1863, cuando cayó en manos de los franceses y después en 1867 cuando vuelven a ser vencidos en la batalla del 2 de abril por el entonces general Porfirio Díaz. Los italianos se instalaron en el cercano poblado de Chipilo, a finales del siglo XIX, más de 600 vénetos del norte de Italia se instalaron en esta región, dando así una arquitectura Véneta, al igual que comida como la Polenta y el dialecto "véneto" se puede escuchar en esta región[cita requerida].
La arquitectura de Chipilo es del norte de Italia y siguen costumbres y tradiciones italianas. Los alemanes se instalaron en la colonia Humboldt, construyendo edificios típicos de Baviera, cuyo mejor ejemplo es la iglesia Luterana en esta colonia. También instalaron el Colegio Alemán Alexander von Humboldt, preservando la lengua alemana y la cultura germánica; durante la Segunda Guerra Mundial se cerró y terminada la guerra reabrió y continuó impartiendo clases hasta la actualidad.

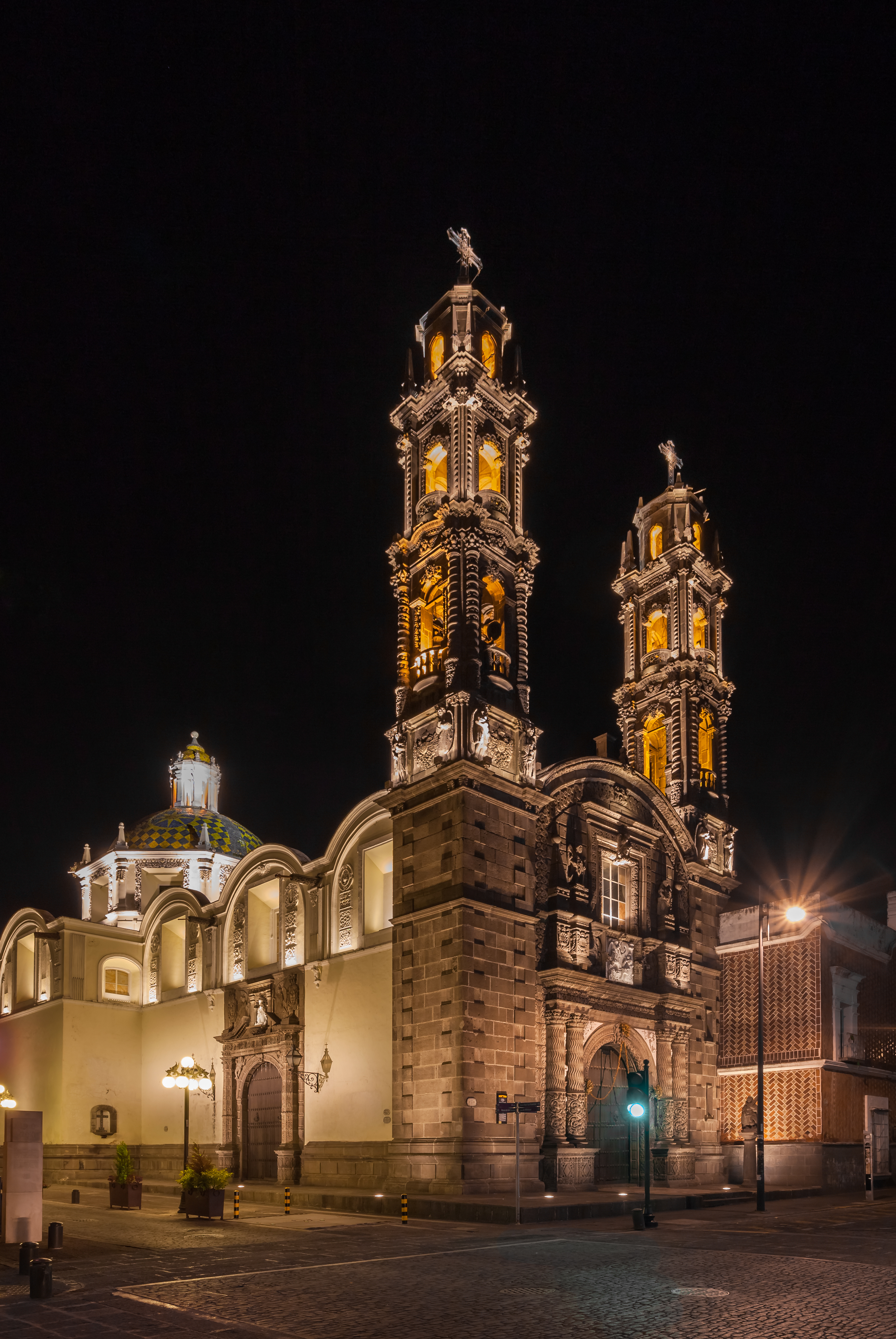
Templo de San Cristóbal.

### México posrevolucionario
Con la llegada del siglo XX y la desigualdad social, es en esta ciudad donde los hermanos Aquiles, Carmen y Máximo Serdán son los primeros partícipes de la conspiración en contra del gobierno Porfirista. Sin embargo, son delatados y los soldados federales intentan detenerlos en su casa, ubicada en la Calle 6 Oriente en el centro histórico de la ciudad; convirtiéndose así en unos de los primeros mártires de la revolución mexicana (18 de noviembre de 1910).
Pasando la segunda mitad del siglo XX, la ciudad de Puebla es testigo de las profundas transformaciones sociales que acompañaron a México en el año de 1968. Además también empieza la transformación en cuanto a infraestructura e inversión como lo fue el entubamiento del río de San Francisco (1967), la llegada de Volkswagen (1968), la creación de parques industriales, la construcción del primer centro comercial (1976) y la expansión de la mancha urbana al sur, perfilándose como una ciudad moderna y virreinal.
Para la segunda parte del siglo XX, Puebla se encontraba en un crecimiento demográfico debido al auge de industrias y de actividades comerciales. Al finalizar la década de los cincuenta se puso en marcha un Programa de Cooperación para Construcción de Costos Mínimos impulsados por el gobierno estatal y destinado a los sectores menos favorecidos, Por otra parte, muchas vecindades y casas del centro histórico se habían trasformado en locales comerciales por lo que muchos de sus antiguos habitantes tuvieron que desplazarse hacia la periferia de la ciudad. 
A inicios de la década de 1960, la ciudad se empieza a organizar en 13 zonas que dan paso a nuevas colonias que se extendieron hacia el sur y oriente de la zona centro como Mayorazgo, Los Ángeles, Granjas del Sur, Bugambilias, San Baltazar Campeche y Jardines de San Manuel. 
Tras el Terremoto de México de 1985, la ciudad de Puebla experimentó un crecimiento poblacional que ya se había gestado desde inicios del siglo XX, para 1990 la población del estado había aumentado más del 23 por ciento, de acuerdo con lo registrado en los censos del INEGI
En el año de 1987 la Unesco declara al centro histórico de la Ciudad de Puebla, Patrimonio Cultural de la Humanidad.

### SigloXXI

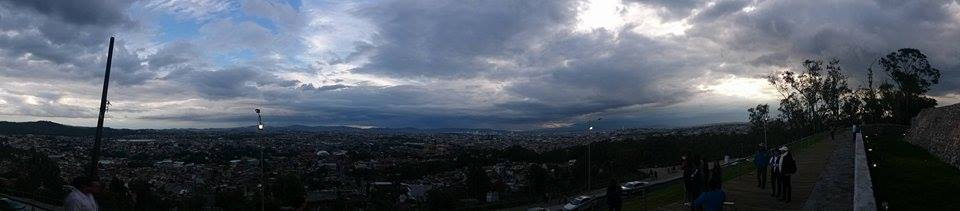
Vista panorámica desde los fuertes de Loreto y Guadalupe

En honor a la batalla de Puebla, el Banco de México emitió el billete de 500 pesos que contenía en su parte frontal al General Ignacio Zaragoza junto con una escena de la batalla del 5 de mayo y al reverso una vista de la catedral poblana; la fecha de inicio de circulación fue el 3 de octubre de 1994, terminando de circular el 31 de agosto del 2010.
La ciudad se encuentra en una zona cercana al estado de Tlaxcala y a 2 horas de la Ciudad de México. Está comunicada por carreteras federales y autopistas; entre ellas las más importantes son: la autopista 150D (México-Córdoba) en el eje oriente-poniente, la autopista 438D (Puebla-Atlixco) hacia al sur, así como varias vías hacia el norte y noreste. En especial la autopista México-Córdoba sirve como nudo principal que conecta los valles altos del centro-sur de México con el sur y sureste del país.
Anualmente se celebra el Oktoberfest, que en 2005 contó con la participación de más de 4,000 poblanos, disfrutando de comida, vestimenta y música principalmente alemana; es probablemente el más grande en México después de la capital mexicana[cita requerida]. Puebla es una ciudad industrial y comercial, en donde sobresale la industria textil y automotriz. El comercio, ocupa la posición número 19 en América Latina y el séptimo a nivel nacional.
Puebla cuenta con un aeropuerto internacional localizado a 23 kilómetros al noroeste de la ciudad, en el municipio de Huejotzingo.

## Geografía

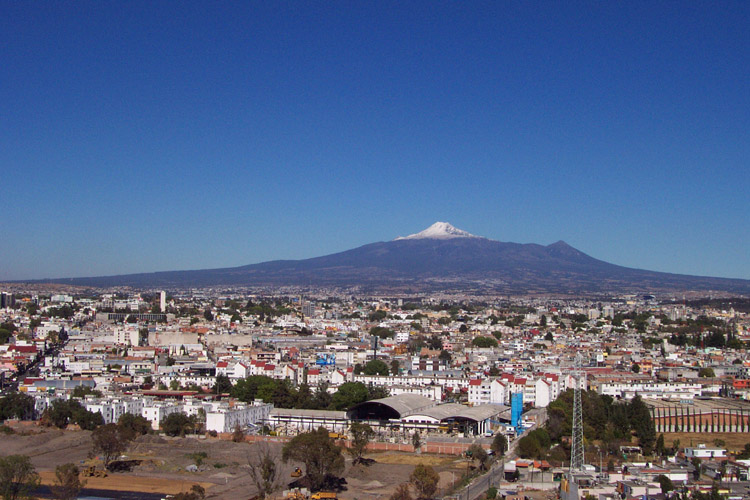
Panorámica de Puebla con la Malinche al fondo

Puebla está ubicada en el valle de Puebla-Tlaxcala, rodeado por montes y montañas del Eje Neovolcánico Transversal. Unos 40 km al poniente se alzan los volcanes Popocatépetl e Iztaccíhuatl, ofreciendo a los residentes una magnífica vista de sus picos helados. El volcán La Malinche está ubicado al norte de la ciudad. En días claros, además, se aprecia el colosal Pico de Orizaba al oriente. Hidrológicamente, la corriente del río Atoyac recorre la ciudad de norte a sur, desembocando en el lago de Valsequillo. Otros ríos que cruzan la ciudad son el Alseseca y el San Francisco. Este último tiene parte de su cauce muy cerca del centro histórico; actualmente, se encuentra entubado en su paso por la zona urbana.

### Clima
Según la clasificación climática de Köppen, Puebla presenta un clima templado (cwb). El clima está regulado por la altitud de la ciudad. Los inviernos son frescos con mañanas frías. En los meses más fríos (diciembre y enero) las máximas se sitúan entre los 15 C° a los 23 C°, aunque hay días que puede ser o más baja o más alta. Las mínimas suelen ser de entre los 10 C° a los 3 C°, igualmente puede variar dependiendo de los frentes fríos que se presenten. La temperatura baja de los cero grados un promedio de 3 veces al año. La más baja registrada fue de -7.0 C°.
Los veranos son templados con tardes calurosas y noches agradables. El calor no suele ser tan agobiante como otras ciudades, sin embargo hay días muy cálidos incluso de noche. Las máximas se sitúan entre los 27 C° a los 33 C° y las mínimas entre los 12 C° a los 16 C°. La temperatura más alta registrada fue de 36.0 C°. El verano es a la vez la temporada de lluvias lo que hace templar el clima haciéndolo agradable. 
Hay dos estaciones de lluvia muy bien marcadas. De mayo a octubre suele llover a diario por las tardes, presentándose granizadas y fuertes vientos. Los huracanes y las tormentas tropicales suelen afectar a la ciudad todos los años. De noviembre a marzo el clima es seco, con muy pocas o ninguna precipitación haciendo que la vegetación se torne de un color café.
La altura de la ciudad hace que los rayos del sol peguen más directamente por lo que en meses de calor la sensación térmica es mayor, en ocasiones rozando los 40 C°.
Nunca ha nevado en la ciudad de Puebla, y debido a su seco invierno, es muy improbable que suceda alguna vez.
| Parámetros climáticos promedio de Puebla de Zaragoza       | Parámetros climáticos promedio de Puebla de Zaragoza | Parámetros climáticos promedio de Puebla de Zaragoza | Parámetros climáticos promedio de Puebla de Zaragoza | Parámetros climáticos promedio de Puebla de Zaragoza | Parámetros climáticos promedio de Puebla de Zaragoza | Parámetros climáticos promedio de Puebla de Zaragoza | Parámetros climáticos promedio de Puebla de Zaragoza | Parámetros climáticos promedio de Puebla de Zaragoza | Parámetros climáticos promedio de Puebla de Zaragoza | Parámetros climáticos promedio de Puebla de Zaragoza | Parámetros climáticos promedio de Puebla de Zaragoza | Parámetros climáticos promedio de Puebla de Zaragoza | Parámetros climáticos promedio de Puebla de Zaragoza |
| Mes                                                        | Ene.                                                 | Feb.                                                 | Mar.                                                 | Abr.                                                 | May.                                                 | Jun.                                                 | Jul.                                                 | Ago.                                                 | Sep.                                                 | Oct.                                                 | Nov.                                                 | Dic.                                                 | Anual                                                |
| ---------------------------------------------------------- | ---------------------------------------------------- | ---------------------------------------------------- | ---------------------------------------------------- | ---------------------------------------------------- | ---------------------------------------------------- | ---------------------------------------------------- | ---------------------------------------------------- | ---------------------------------------------------- | ---------------------------------------------------- | ---------------------------------------------------- | ---------------------------------------------------- | ---------------------------------------------------- | ---------------------------------------------------- |
| Temp. máx. abs. (°C)                                       | 29.5                                                 | 32.0                                                 | 35.0                                                 | 36.0                                                 | 36.5                                                 | 34.0                                                 | 33.0                                                 | 33.0                                                 | 32.0                                                 | 33.0                                                 | 31.0                                                 | 30.5                                                 | 36.5                                                 |
| Temp. máx. media (°C)                                      | 23.0                                                 | 24.0                                                 | 25.9                                                 | 27.5                                                 | 27.9                                                 | 26.3                                                 | 25.3                                                 | 25.3                                                 | 24.8                                                 | 24.8                                                 | 24.4                                                 | 23.6                                                 | 25.2                                                 |
| Temp. media (°C)                                           | 13.9                                                 | 15.1                                                 | 17.1                                                 | 19.0                                                 | 19.8                                                 | 19.4                                                 | 18.4                                                 | 18.4                                                 | 18.2                                                 | 17.3                                                 | 15.8                                                 | 14.5                                                 | 17.2                                                 |
| Temp. mín. media (°C)                                      | 4.9                                                  | 6.2                                                  | 8.4                                                  | 10.5                                                 | 11.7                                                 | 12.5                                                 | 11.6                                                 | 11.5                                                 | 11.5                                                 | 9.9                                                  | 7.3                                                  | 5.5                                                  | 9.3                                                  |
| Temp. mín. abs. (°C)                                       | -5.5                                                 | -1.5                                                 | -2.0                                                 | 1.0                                                  | 5.0                                                  | 5.0                                                  | 4.0                                                  | 4.5                                                  | 0.0                                                  | 2.0                                                  | -4.5                                                 | -6.0                                                 | -6.0                                                 |
| Precipitación total (mm)                                   | 11.5                                                 | 7.1                                                  | 9.5                                                  | 28.7                                                 | 84.0                                                 | 194.6                                                | 156.6                                                | 167.5                                                | 197.7                                                | 80.4                                                 | 18.3                                                 | 5.3                                                  | 961.2                                                |
| Días de precipitaciones (≥ 0.1 mm)                         | 1.5                                                  | 1.6                                                  | 2.5                                                  | 6.2                                                  | 12.7                                                 | 18.2                                                 | 17.7                                                 | 18.0                                                 | 18.8                                                 | 10.1                                                 | 3.1                                                  | 1.3                                                  | 111.7                                                |
| Horas de sol                                               | 241.4                                                | 237.8                                                | 258.7                                                | 240.9                                                | 233.1                                                | 196.3                                                | 191.3                                                | 217.8                                                | 172.2                                                | 218.9                                                | 218.9                                                | 229.0                                                | 2656.3                                               |
| Humedad relativa (%)                                       | 53                                                   | 48                                                   | 50                                                   | 57                                                   | 66                                                   | 69                                                   | 68                                                   | 71                                                   | 66                                                   | 62                                                   | 62                                                   | 56                                                   | 61                                                   |
| Fuente n.º 1: Servicio Meteorológico Nacional, Weatherbase |                                                      |                                                      |                                                      |                                                      |                                                      |                                                      |                                                      |                                                      |                                                      |                                                      |                                                      |                                                      |                                                      |
| Fuente n.º 2: Colegio de Postgraduados (sol y humedad)     |                                                      |                                                      |                                                      |                                                      |                                                      |                                                      |                                                      |                                                      |                                                      |                                                      |                                                      |                                                      |                                                      |

### Relieve
La ciudad cuenta con una altitud media de 2140 metros sobre el nivel del mar. Se ubica en un valle relativamente plano, que tiene elevaciones importantes hacia el poniente y el norte, mientras que hacia el oriente el ascenso es más gentil. El único descenso se presenta hacia el sur, donde el valle de Puebla colinda con el valle de Atlixco (hacia el suroeste) y la Mixteca poblana (hacia el sur y el sureste).
Entre las pocas elevaciones presentes en la zona urbana se encuentran: al oeste, el Cerro de San Juan o Centépetl (2210 m s. n. m.); al centro, el cerro de Acuyametepec o de Los Fuertes (2240 m s. n. m.); al este, los cerros de Tepozúchitl (2300 m s. n. m.) y de Amalucan (2300 m s. n. m.). En el límite oriental de la zona urbana se encuentra la sierra de Amozoc que, con el área protegida de Flor del Bosque que contiene, es un importante pulmón verde de la ciudad.

### Hidrografía
La principal corriente de la ciudad de Puebla es el río Atoyac que recorre el municipio primero en sentido norte-sur por su extremo oeste sirviendo en varios tramos de límite con los municipios de Cuautlancingo, San Andrés Cholula y Ocoyucan y luego tuerce bruscamente hacia el este cruzando a través de la cuenca del Valsequillo donde había formado un cañón que era denominado Balcón del Diablo en el cual fue construido la Presa de Valsequillo, oficialmente denominada Manuel Ávila Camacho, que tiene 405 millones de metros cúbicos de capacidad y es el principal cuerpo de agua del municipio.
Existen además numerosos arroyos que descienden desde las laderas de la Malinche y que tras atravesar la mancha urbana de Puebla de Zaragoza desaguan en la presa de Valsequillo. La mayoría de ellos han formado barrancas en su descenso debido a la naturaleza del suelo que atraviesan, dichas barrancas han sido en muchos casos urbanizadas o presentan grave deterioro ecológico; el principal de estos es el Arroyo Alseseca y al noroeste del territorio el Arroyo Actiopa-Ametlapaneca.
La ciudad pertenece a la región hidrológica del río Balsas.

### Climatología
Los climas dominantes en el territorio poblano son los climas templados, con diversos grados de humedad. La tercera parte del territorio posee un clima templado subhúmedo con lluvias en verano. Esta porción corresponde a la región del centro del estado. las temperaturas anuales son de 16.º en promedio, y la pluviosidad oscila entre los 600 y 800 mm anuales. La estación de más lluviosa es el verano. Los espacios con clima templado en Puebla suman alrededor de 40% de la superficie del territorio.
Otro 39% corresponde a los climas cálidos. Las temperaturas cálidas se deben a una menor altitud en comparación con ámbitos geográficos como el valle de Puebla. Poco más del 18% de la superficie de Puebla posee algún tipo de climas secos o semisecos. Se trata principalmente de la parte sur del valle de Tehuacán y los Llanos de San Juan y de San Andrés, localizados tras las altas montañas del oriente del estado.

### Flora y fauna

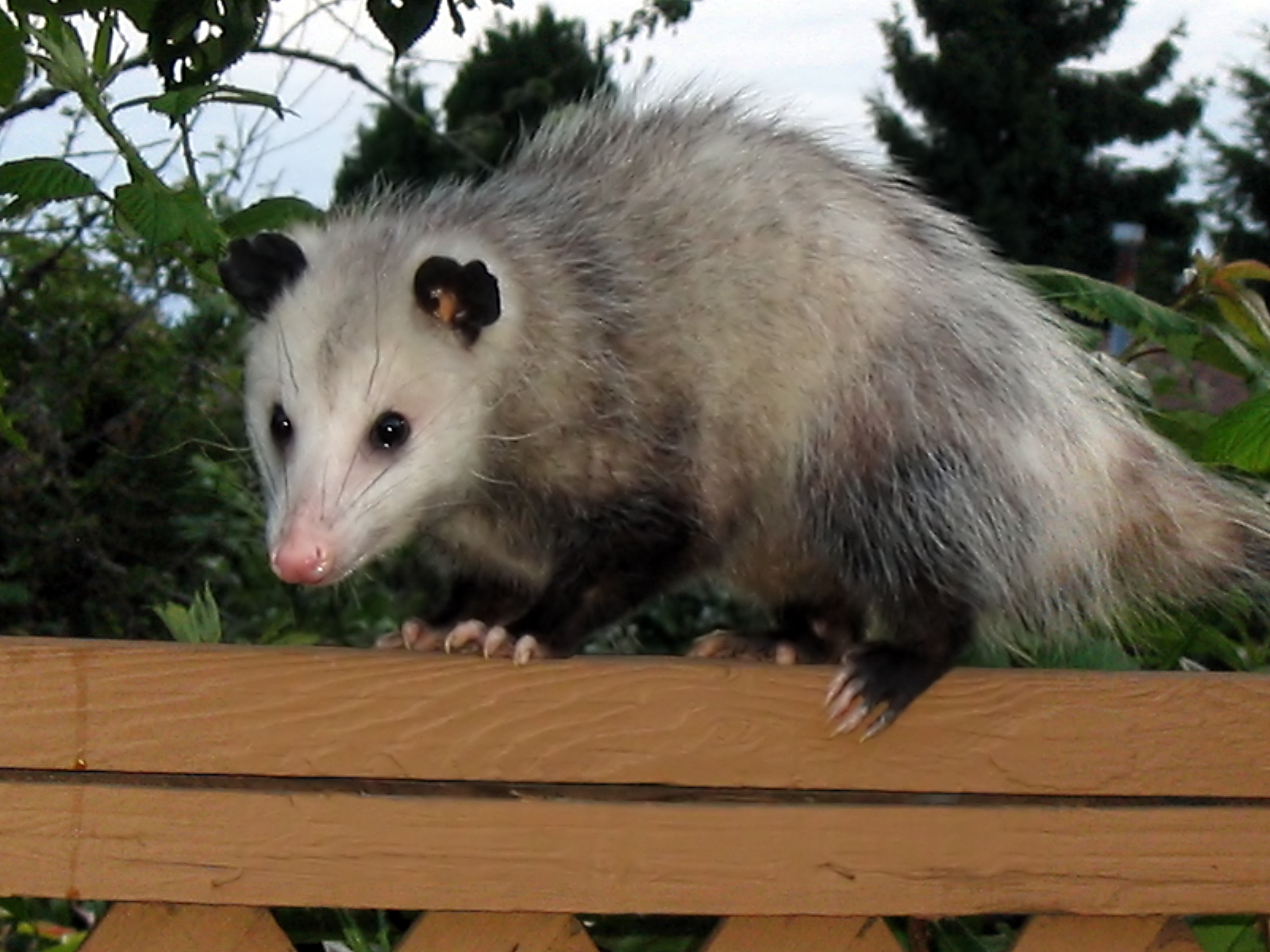
El tlacuache es una especie presente en la ciudad de Puebla.

La zona urbana de Puebla se encuentra asentada sobre terrenos antiguamente cubiertos por bosques templados y pastizales naturales e inducidos. Con el progresivo crecimiento de la ciudad, estos ecosistemas fueron erradicados casi por completo. Los primeros esfuerzos de reforestación incluyeron especies exóticas, en especial eucaliptos y pirules, que tienen un alto grado de adaptación y han desplazado a la flora nativa. Las principales zonas verdes de la ciudad, como el cerro de Amalucan, la zona de Los Fuertes y la 25 Zona Militar, se encuentran cubiertas por estas especies, mientras que sólo al extremo oriental de la ciudad quedan relictos de bosque mixto de encino, sabino y pino. Fuera de eso, la flora de la ciudad es principalmente ruderal y ornamental. Entre las especies más visibles destacan:
- Nativas: encino capulincillo (Quercus castanea), sabino (Juniperus deppeana), enebro triste (Juniperus poblana), tlacocote (Pinus leiophylla), tronadora (Tecoma stans), capulín (Prunus serotina), fresno (Fraxinus uhdei), magueyes (Agave spp.) y nopales (Opuntia spp.).

- Ruderales: ortiga (Wigandia urens), polocote (Tithonia tubaeformis), mirasol morado (Cosmos bipinnatus), tabaquillo (Nicotiana glauca), flor de mundo (Leonotis nepetifolia), higuerilla (Ricinus communis), entre otras.

- Ornamentales: jacaranda (Jacaranda mimosifolia), laurel de la India (Ficus benjamina), casuarina (Casuarina equisetifolia), cedro blanco (Cupressus lusitanica), álamo blanco (Populus alba), entre otras.

Junto con los espacios naturales, también la fauna local se ha visto gravemente afectada con el crecimiento de la ciudad. Por otra parte, las especies sinántropas, que se adaptan o incluso se benefician de la presencia humana, han prosperado en la zona; entre ellas, la rata negra (Rattus rattus), la ardilla vientre rojo (Sciurus aureogaster), el cacomixtle (Bassariscus astutus), el tlacuache (Didelphis virginiana), la paloma bravía (Columba livia), el gorrión doméstico (Passer domesticus) y el zanate (Quiscalus mexicanus).

### Medio ambiente
La mayor parte del municipio ha sido deforestado, incluyendo las partes bajas del volcán Malinche y toda la sierra de Amozoc, debido a la tala y la agricultura estacional.
La sierra del Tentzon y las elevaciones más altas del volcán Malinche aún conservan el Trans-Cinturón Volcánico Mexicano de pino-encino, ecorregión de bosques de pino, encino y otras especies. En los bosques de pinos el pino de Montezuma (Pinus montezumae) es predominante, con el pino de Hartweg (Pinus hartwegii), el Pino teocote en áreas secas con suelos poco profundos y el Pino-abeto en diversos bosques junto con el oyamel (Abies religiosa).
La fauna se compone principalmente de pequeños mamíferos como conejos y zorrillos, así como aves como búhos, buitres y aves acuáticas silvestres.

## Demografía
La ciudad de Puebla de Zaragoza cuenta con una población de 1 542 232 habitantes según datos del XIV Censo de Población del INEGI en el año 2020 representando un aumento de 108 170 habitantes respecto al censo de 2010; siendo por su población la ciudad más poblada del estado de Puebla y la 5° ciudad más poblada de México. Su área urbana se extiende por otros municipios del estado de Puebla y del vecino de Tlaxcala conformando la Zona Metropolitana de Puebla-Tlaxcala que cuenta en 2020 según datos del INEGI con una población de 2 776 893 habitantes por lo que es la 4° área metropolitana más poblada de México solo debajo de la Ciudad de México, Monterrey y Guadalajara.
| Gráfica de evolución demográfica de Puebla de Zaragoza entre 1900 y 2020                          |
|                                                                                                   |
| Población de los censos del Instituto Nacional de Estadística y Geografía (INEGI) de 1900 a 2020. |

### Religión
La mayoría de la población es católica. Siendo la ciudad de Puebla una de las más devotas a este credo en el país.
Dentro de la ciudad hay otras importantes confesiones religiosas tales como los evangélicos, mormones y testigos de Jehová.

## Política y gobierno
Puebla de Zaragoza es la capital del estado de Puebla por lo que alberga al gobierno del estado y también es la cabecera municipal del municipio de Puebla. La vida política del estado de Puebla se organiza en torno a las disposiciones de la Constitución Política del Estado Libre y Soberano de Puebla, que provee un gobierno republicano, representativo y popular, dividido en tres poderes independientes (ejecutivo, legislativo y judicial) que no pueden reunirse en una sola persona o institución. Su relación con la federación mexicana lo sujeta a las disposiciones generales que afectan a toda la nación, pero retiene su autonomía con respecto a los demás estados, nacionales o extranjeros.

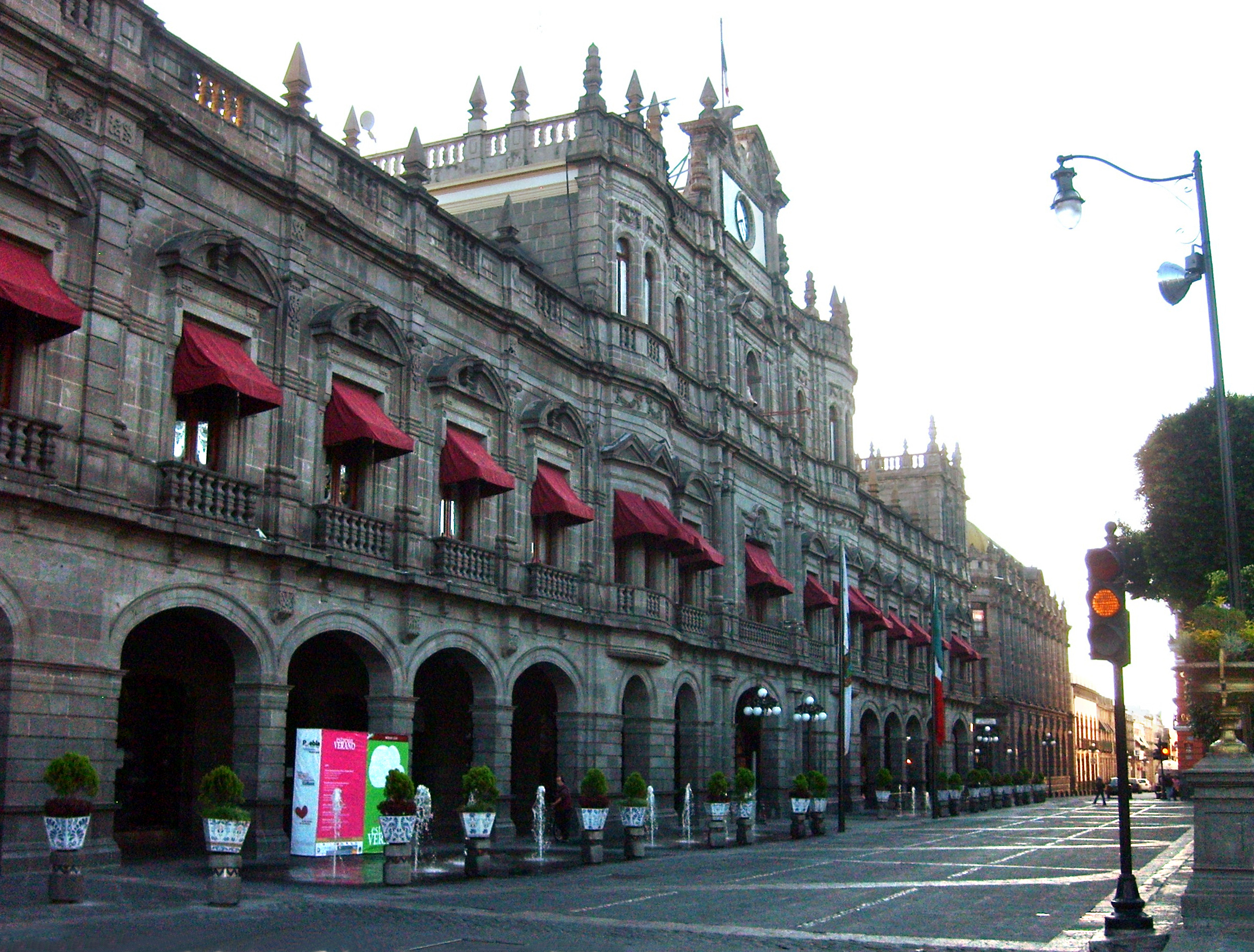
Palacio Municipal de Puebla

El gobierno del municipio de Puebla le corresponde al ayuntamiento que tiene su sede en el Palacio Municipal de Puebla en el centro histórico de Puebla de Zaragoza, localizado frente al Zócalo y la Catedral de Puebla; el ayuntamiento se encuentra conformado por el presidente Municipal, un síndico y el cabildo integrado por 22 regidores, quince de los cuales son electos por mayoría relativa y los siete restantes por mediante el principio de representación proporcional, todos son electos mediante el voto universal, directo y secreto en un proceso electoral celebrado el primer domingo de julio del año de la elección y que asumen sus cargos el 15 de febrero del siguiente año, por un periodo de tres años que no son reelegibles para el inmediato pero si de forma alternada.
Precisamente por ser la ciudad capital del estado, es sede de los tres poderes: Ejecutivo, Legislativo y Judicial del Estado. El gobernador es Sergio Salomón Céspedes, proveniente de Movimiento Regeneración Nacional .
El presidente municipal para el período 2024-2027 es José Chedraui Budib del Movimiento de Regeneración Nacional.
El gobierno municipal se integra orgánicamente por la Secretaría del Ayuntamiento, la Tesorería Municipal, la Contraloría Municipal, las Secretarías de Gobernación, Desarrollo Social y Participación Ciudadana, Administración y Tecnologías de la Información, Seguridad Pública y Tránsito Municipal, Desarrollo Económico y Turismo, Desarrollo Urbano y Obras Públicas, Medio Ambiente y Servicios Públicos y las coordinaciones de Comunicación Social y de Transparencia.

### Subdivisión administrativa

Juntas municipales

El municipio de Puebla se divide para su administración interior, además de la cabecera municipal, en 17 juntas auxiliares, estas son electas mediante plebiscito popular celebrado el último domingo de marzo del año correspondiente y conformadas por un Presidente Auxiliar y cuatro regidores, todos para un periodo de tres años y que asumen sus cargos el día 15 de abril siguiente a su elección.

### Representación legislativa
Para la elección de diputados locales representantes de la población en el Congreso de Puebla y diputados federales integrantes de la Cámara de Diputados de México, el municipio de Puebla se encuentra integrado en los siguientes distritos electorales:
Local:
- I Distrito Electoral Local de Puebla con cabecera en la ciudad de Puebla de Zaragoza.
- II Distrito Electoral Local de Puebla con cabecera en la ciudad de Puebla de Zaragoza.
- III Distrito Electoral Local de Puebla con cabecera en la ciudad de Puebla de Zaragoza.
- IV Distrito Electoral Local de Puebla con cabecera en la ciudad de Puebla de Zaragoza.
- V Distrito Electoral Local de Puebla con cabecera en la ciudad de Puebla de Zaragoza.
- VI Distrito Electoral Local de Puebla con cabecera en la ciudad de Puebla de Zaragoza.

Federal:
- VI Distrito Electoral Federal de Puebla con cabecera en la ciudad de Puebla de Zaragoza.
- IX Distrito Electoral Federal de Puebla con cabecera en la ciudad de Puebla de Zaragoza.
- XI Distrito Electoral Federal de Puebla con cabecera en la ciudad de Puebla de Zaragoza.
- XII Distrito Electoral Federal de Puebla con cabecera en la ciudad de Puebla de Zaragoza.

### Presidentes municipales de la ciudad de Puebla

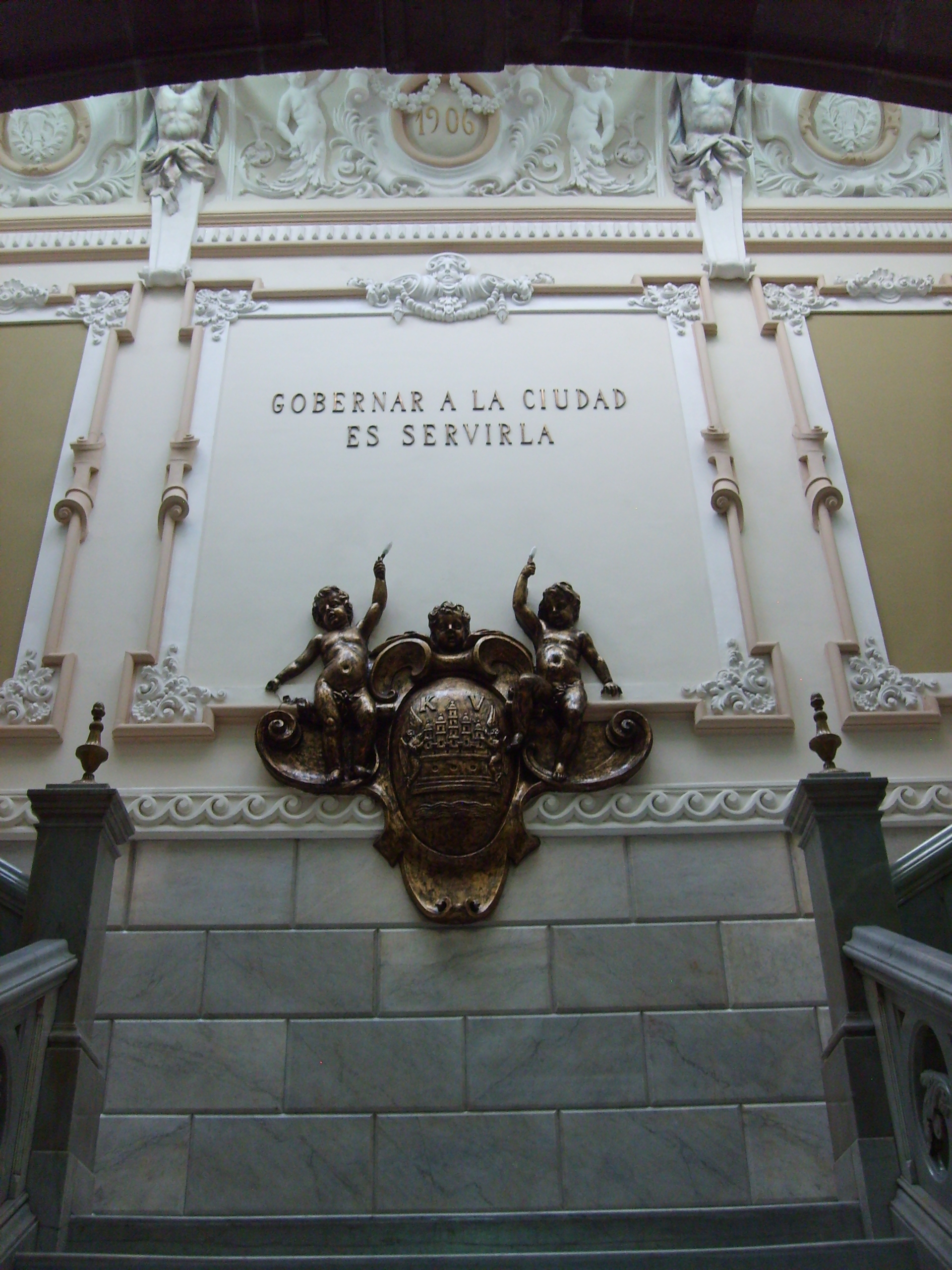
Interior del Palacio del Ayuntamiento

- (1972): Gonzalo Bautista O'Farrill
- (1972-1975): Luis Vázquez Lapuente
- (1975-1978): Eduardo Cué Merlo
- (1978-1981): Miguel Quirós Pérez
- (1981-1984): Victoriano Álvarez García
- (1984-1986): Jorge Murad Macluf
- (1986-1987): Amado Camarillo Sánchez
- (1987-1990): Guillermo Pacheco Pulido
- (1990-1993): Marco Antonio Rojas Flores
- (1993-1996): Rafael Cañedo Benítez
- (1996-1999): Gabriel Hinojosa Rivero
- (1999-2001): Mario Marín Torres
- (2002-2005): Luis Paredes Moctezuma
- (2005-2008): Enrique Doger Guerrero
- (2008-2011): Blanca Alcalá Ruiz
- (2011-2014): Eduardo Rivera Pérez
- (2014-2016): José Antonio Gali Fayad
- (2016-2018): Luis Banck Serrato
- (2018-2021): Claudia Rivera Vivanco
- (2021-2024): Eduardo Rivera Pérez
- (2024): Adán Domínguez Sánchez
- (2024-2027): José Chedraui Budib

## Economía

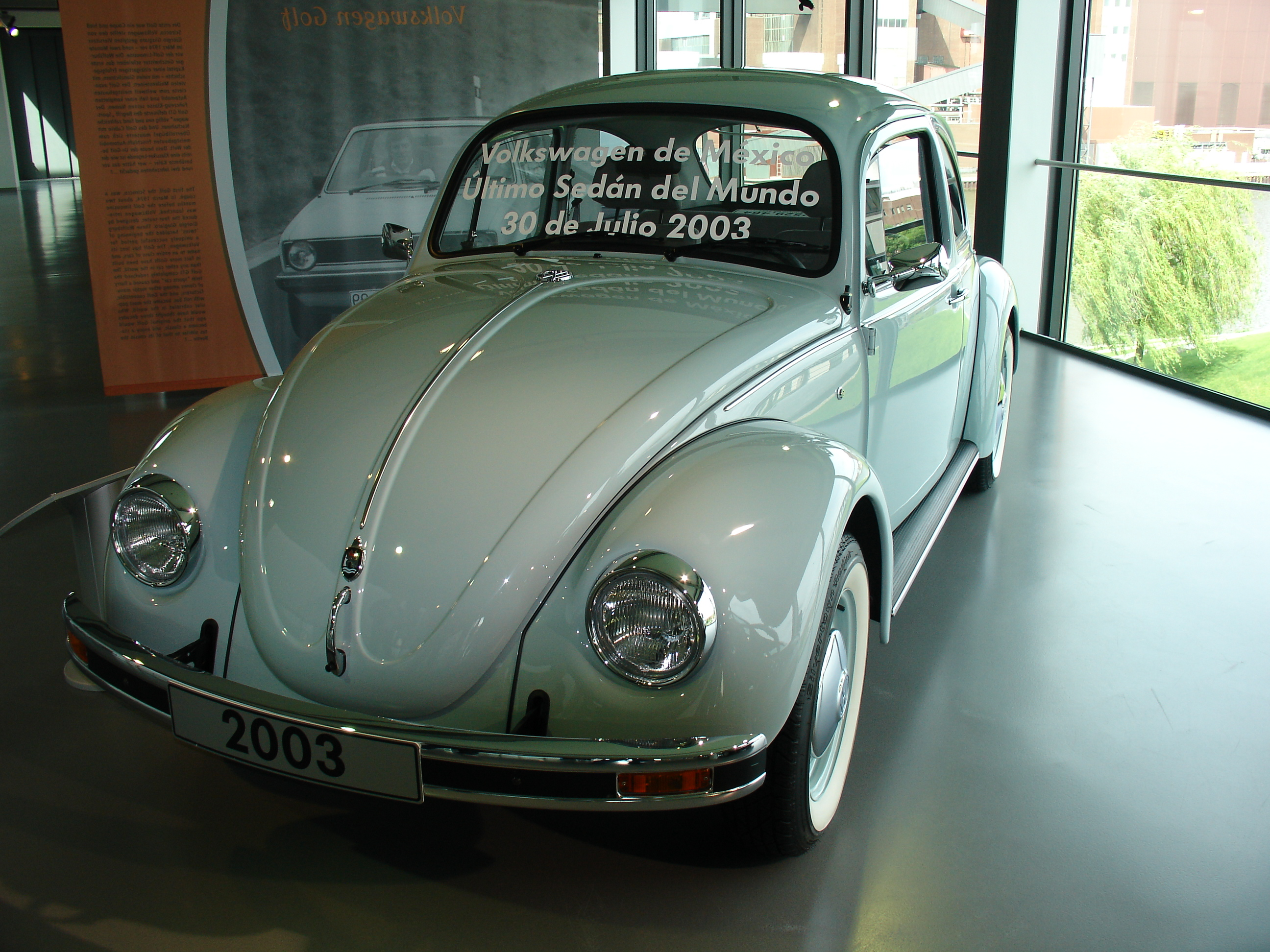
El último Volkswagen Sedán (Vocho) del mundo, fabricado en Puebla de Zaragoza en el museo de Wolfsburg, Alemania.

El Municipio de Puebla a nivel nacional es la quinta demarcación que más PIB aporta, pues con un PIB PPA de 78,503 millones de dólares, solo está por detrás de los municipios de Guadalajara, Monterrey y las alcaldías Miguel Hidalgo y Cuauhtémoc.
La economía de Puebla está activa en los tres sectores económicos (actividades económicas) que son el Primario, Secundario y Terciario. Las actividades primarias se basan en la agricultura que todavía tiene lugar en el municipio, pero la degradación del medio ambiente y el crecimiento de la ciudad está haciendo de este un sector menor de la economía. Cultivos planteados incluyen maíz, frijol, trigo, avena, aguacates, peras, manzanas, melocotones, cerezas estrangulación, espinos mexicanos, nueces y zapotes blancos. La mayoría de la agricultura se lleva a cabo en pequeñas parcelas en los bordes de la municipalidad. Asimismo ganado vacuno, cerdos, ovejas y caballos son criados.
Las actividades secundarias se basan en la industria, que representa alrededor del ochenta por ciento de la economía y se basa principalmente en las afueras de la ciudad, así como en algunos municipios conurbados. Los principales productos incluyen metales básicos, productos químicos, artículos eléctricos y textiles. Un sector en crecimiento es el procesamiento de alimentos. Muchas industrias se consolidan en los parques, como el 5 de mayo Parque Industrial, la Zona Industrial Resurrección y el Parque Industrial Puebla 2000.
Actualmente, Puebla se consolida como un clúster automotriz importante en México, debido al gran auge y desarrollo de la industria automotriz. Es también una de las principales ciudades en la industria metalmecánica.
La ciudad también fue pionera en la producción y exportación textil a nivel nacional, y una de las mayores distribuidoras de mezclilla en México, la industria de la moda es otro de los sectores que crece a buen ritmo en la ciudad. La ciudad también se consideró la capital mundial del diseño e innovación en 2014, debido a la cantidad de diseñadores en los diferentes ámbitos empresariales y profesionales.

### Turismo
En lo que a Puebla corresponde, se tiene infraestructura para el turismo nacional, internacional, y local.
Se cuenta con hoteles, moteles, hostales, casas de huéspedes, suites, apartamentos y campamentos repartidos por todo el municipio de Puebla.
Según cifras de la Secretaría de Turismo de Puebla, en el 2018 había 301 hoteles en la ciudad que sumaban en total 12,736 cuartos. Así mismo, dentro de la Zona Metropolitana la cantidad de hoteles y habitaciones ascendía.
| Tipo de hotel  | Número de hoteles | Total de cuartos |
| -------------- | ----------------- | ---------------- |
| 5 estrellas    | 40                | 2537             |
| 4 estrellas    | 47                | 3523             |
| 3 estrellas    | 62                | 2641             |
| 2 estrellas    | 28                | 495              |
| 1 estrella     | 27                | 631              |
| Sin clasificar | 97                | 2909             |
| Total          | 301               | 12 736           |

El turismo está siendo promovido como una novedosa y creciente fuente de ingresos, particularmente asociada con la organización de grandes eventos de negocios como ancla a partir de la cual se pretende sorprender al visitante con una oferta turística más variada. En recientes años desde 2012 se ha incrementado el número de visitantes por lo que se ha invertido en mayor infraestructura hotelera, de comida y museos.

## Cultura
El valor histórico y cultural de la arquitectura de Puebla son las razones principales de que la ciudad fuera elegida como Patrimonio de la Humanidad. Varios estilos y técnicas como la barroca, renacentista y la arquitectura clásica están representados aquí en más de 5000 edificios, lo que la convierte en la segunda ciudad con más edificios y monumentos históricos en Latinoamérica solo después de Cuzco, Perú.
El centro histórico está lleno de iglesias, monasterios, palacios, etc, todo hecho en piedra de cantera gris, ladrillo rojo y decorado con azulejos multicolores. Puebla es también considerada como la "cuna del barroco mexicano", tanto en la arquitectura, en las artes decorativas y una de los cinco ciudades virreinales más importantes de México.

### Arquitectura

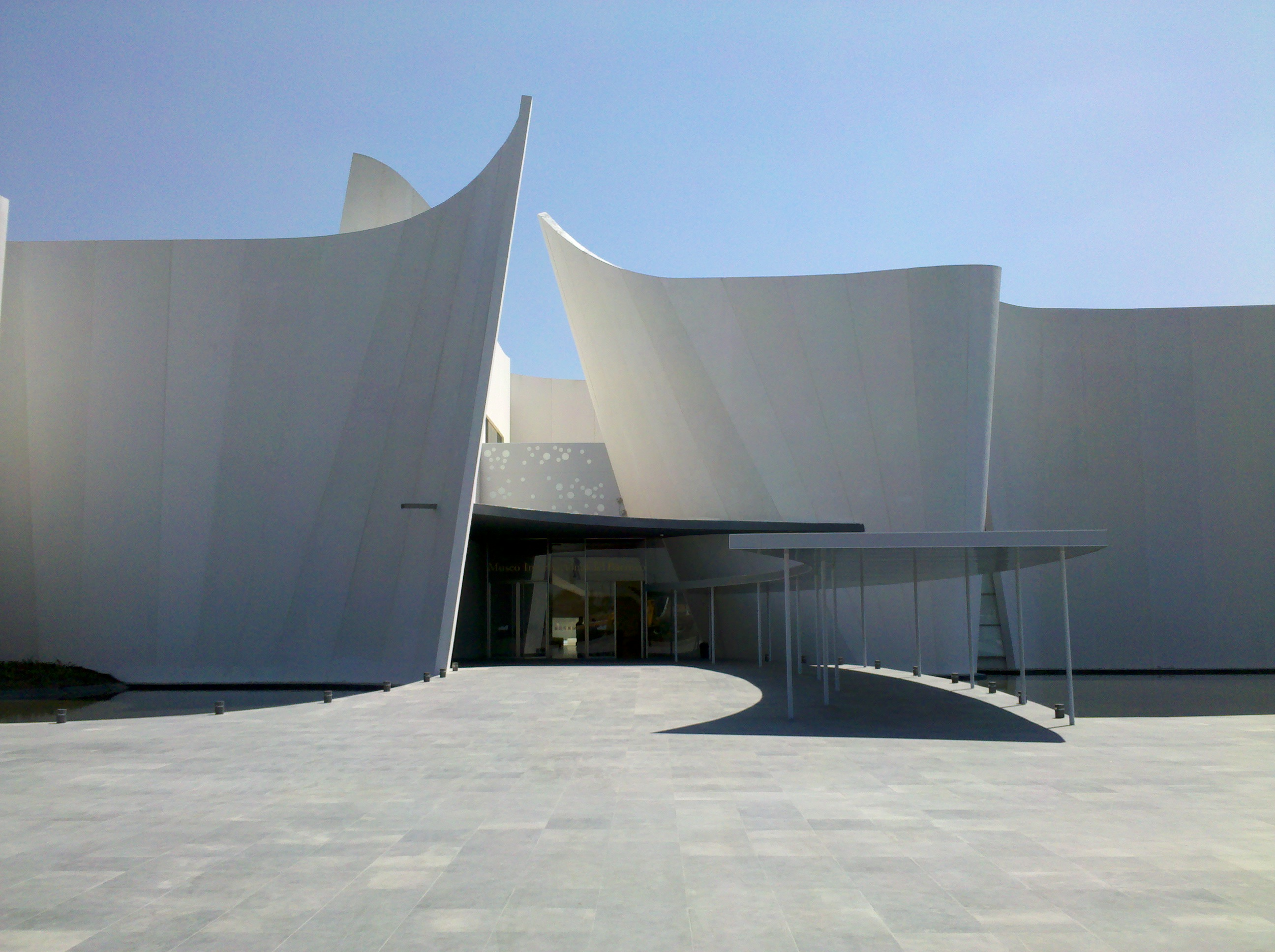
Museo Internacional del Barroco.

Las formas arquitectónicas de la colonia son producto de corrientes arquitectónicas francesas y españolas que durante la fundación de Puebla resplandecían en el continente europeo y que de manera paralela dejaron influencia en esta ciudad. En el centro histórico se puede apreciar el más puro ejemplo de arquitectura barroca y neoclásica comenzando con la catedral, el teatro principal, el palacio municipal y edificios a los alrededores, en la Av. Juárez se encuentra este estilo arquitectónico en casonas residenciales algunas cuantas convertidas en boutiques y restaurantes. El centro histórico alberga edificios coloniales de carácter religioso y civil, los cuales destacan por su trascendencia arquitectónica e histórica, y constituyen una rica mezcla de estilos cuya raíz se halla en aportaciones culturales españolas y mestizas (principalmente en iglesias), y posteriormente en influencias europeas y orientales (principalmente francesas, alemanas y árabes).
Asimismo, el centro histórico de Puebla posee una excelente infraestructura de museos, teatros, galerías, bibliotecas y espacios para conciertos; mención especial se puede hacer del Zócalo de Puebla, la Biblioteca Palafoxiana, el Teatro Principal, el Teatro de la Ciudad y el Complejo Cultural Universitario. Actualmente existen proyectos en construcción que comprenden espacios culturales como el Museo Internacional Barroco.
Durante el Porfiriato el estilo francés invadió la ciudad debido a la pasión del entonces presidente Porfirio Díaz por las corrientes de estilo francés, diversos arquitectos franceses fueron los encargados de dar forma a las estructuras que se levantan en la ciudad. El paso del tiempo dejó plasmadas diversas corrientes que pasan desde el barroco, al churrigueresco, neogótico, art noveau, renacentista y el neoclásico más puro. Hasta las líneas arquitectónicas propias de las décadas de los '40, '50 y '60 el art déco y las líneas audaces de los arquitectos posmodernistas de entonces. Algunos estilos arquitectónicos que se encuentran en la ciudad son:
- Barroco incipiente
- Barroco
- Virreinal
- Neoclásico
- Moderno
- Ecléctico
- Art Déco
- Renacentista

### Barrios
El centro histórico de la ciudad muestra impresionantes edificios de arquitectura virreinal española, y por lo mismo ha sido declarado como "Patrimonio de la Humanidad" por la UNESCO. Algunos de estos edificios han sido restaurados, sin embargo varios edificios fueron dañados después del terremoto de 1999.
De todos los edificios virreinales, el más impresionante es la catedral de Puebla, la cual presume ser la más grande de Latinoamérica en base, cuyo estilo es neoclásico. La capilla del Rosario, nos muestra un poco del exquisito barroco mexicano, y está, en su interior, casi completamente cubierta de oro.
- El Zócalo sigue siendo el centro cultural, político y religioso de la ciudad. Fue el primer bloque construido de la ciudad, con el resto del centro histórico trazado de la misma forma de un tablero de ajedrez. Esta plaza principal originalmente era rectangular, pero más tarde se hizo cuadrados porque la versión anterior se consideraba fea. Hasta el final del siglo XVIII, este fue el principal mercado de la ciudad. Durante gran parte del periodo virreinal, fue la principal fuente de agua potable a través de una fuente que había sido instalado en el centro de mediados del siglo XVI. Hoy, el Zócalo es una plaza llena de árboles y contiene un gran número de esculturas, pero la nota más importante es la del Arcángel Miguel que se encuentra en una fuente situada en el centro en 1777. Muchos edificios notables rodean el Zócalo como el Palacio Municipal, la Casa de los Muñecos y la catedral. La mayoría de las calles de Puebla son nombrados en un sistema de numeración, que se centra en la esquina noroeste del Zócalo.

- San Francisco localizado en el paseo de San Francisco, conocido antiguamente Colonia Industrial y Tívoli del Estanque de Pescaditos. El Centro Comercial está construido sobre los terrenos que pertenecieron durante el virreinato al sr. García de Aguilar; soldado de Hernán Cortés y luego alcalde Mayor de Puebla. Y donde posteriormente a finales del siglo XIX se construyeron dos industrias: La curtiduría “La Piel de Tigre” y la fábrica textil “La Guía”.

Las construcciones y los detalles arquitectónicos pertenecientes a estas industrias, están integradas armónicamente con los materiales modernos que se utilizaron para la construcción del Centro Comercial dando como resultado un rescate histórico y arquitectónico único en México. Este desarrollo además de estar situado a un lado del Centro de Convenciones y del templo de san Francisco de Asís, cuenta con: áreas verdes, un corredor comercial y un hotel boutique.

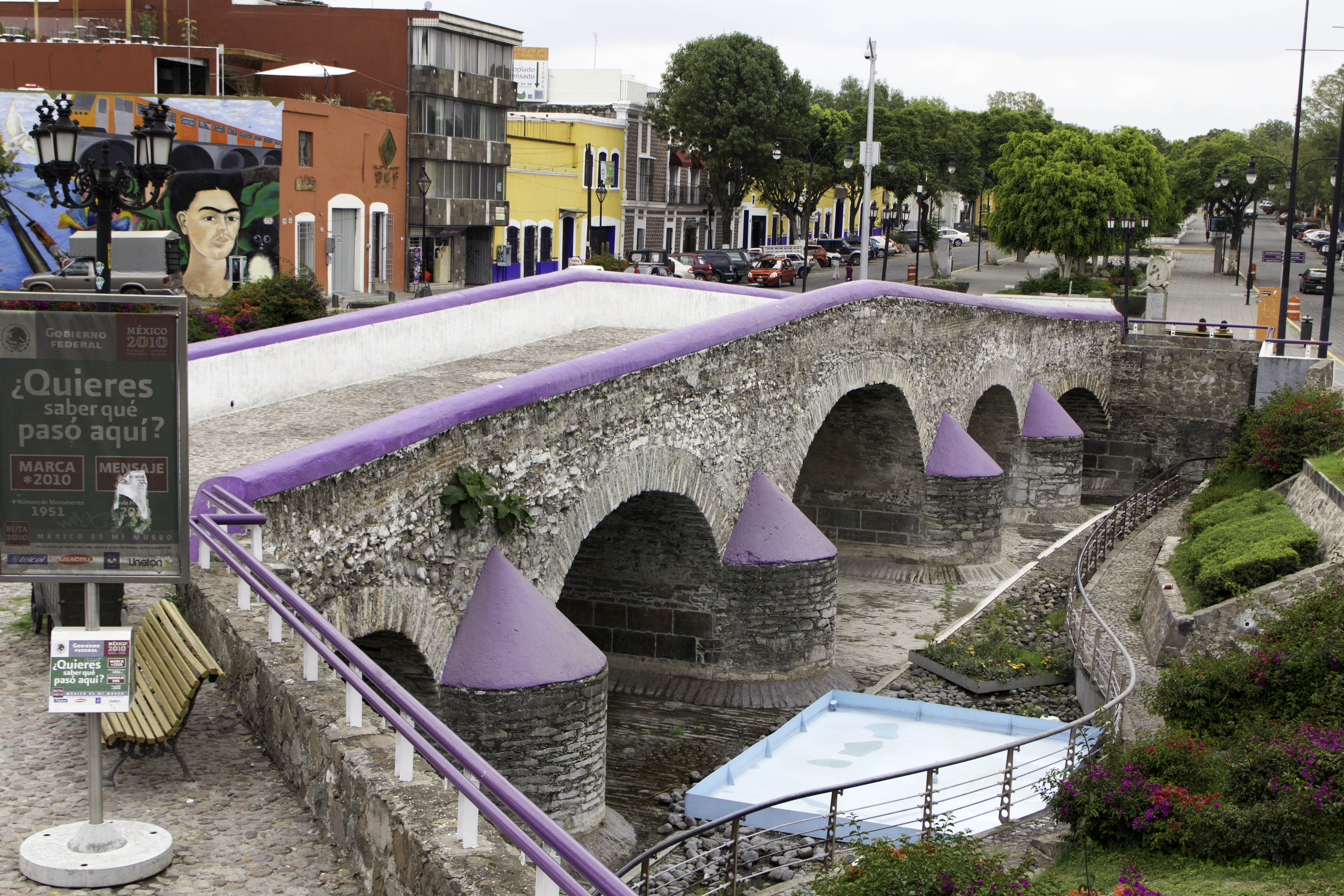
Puente de Ovando cerca del barrio de Analco.

- Barrio de Analco: Es uno de los más antiguos barrios ubicados en la ciudad, su significado en náhuatl quiere decir “al otro lado del río". Sus comienzos se remontan hacia 1531, fecha en la cual los indígenas tlaxcaltecas se establecieron en dicho lugar. A un lado del barrio se encontraba el río San Francisco, de ahí que recibiera el nombre de Analco. Cerca de este barrio se encuentra el Puente de Ovando, uno de los lugares más antiguos de la ciudad y que aún conserva su fama.

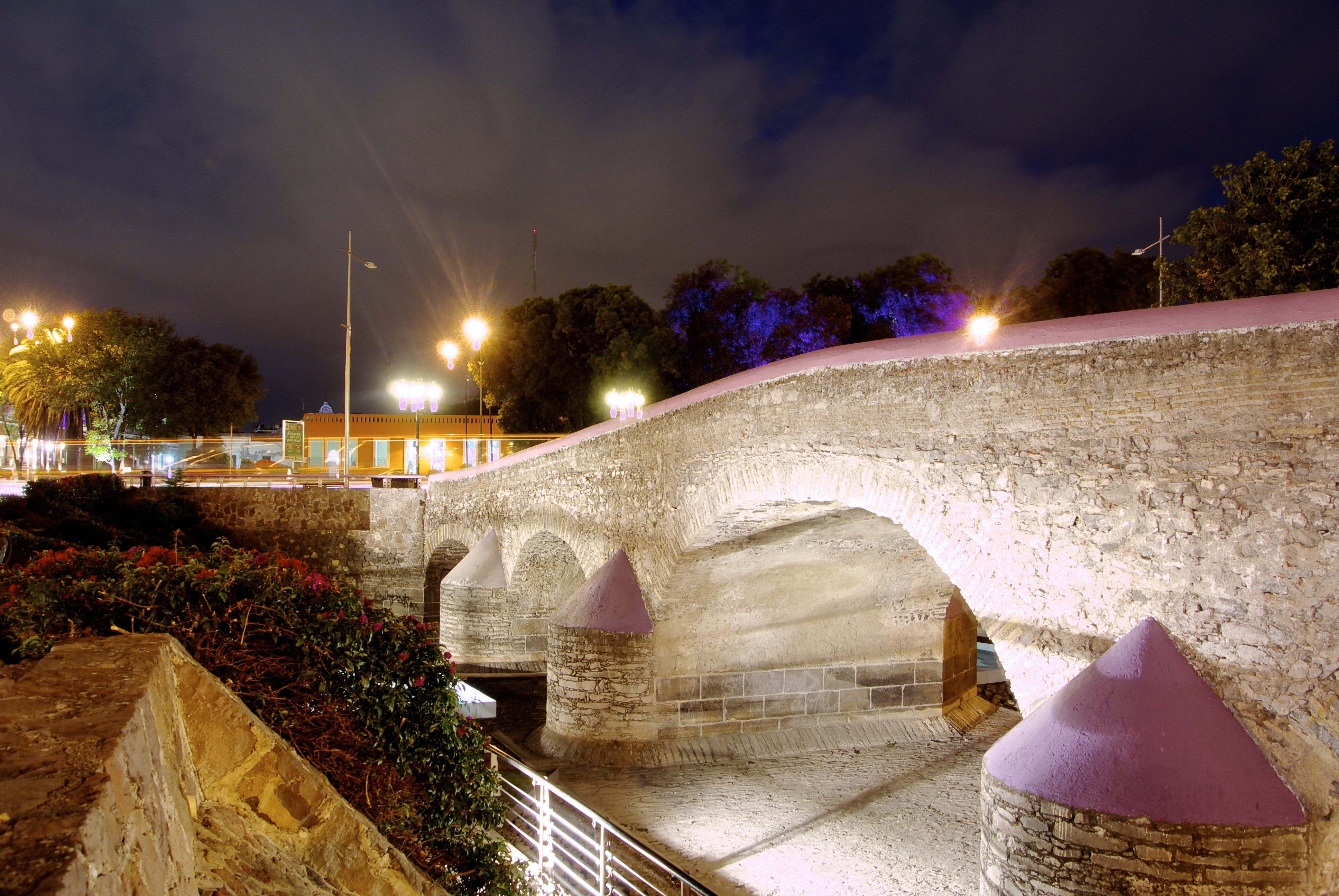
Puente de Ovando, Centro histórico, Puebla

- El Cuexcomate, conocido como «el volcán más pequeño del mundo», es en realidad un géiser inactivo. Se ubica en la Plaza el Cuexcomate, el zócalo de la junta auxiliar La Libertad.

Barrio del artista, centro histórico, Puebla

- Barrio del Artista: La Plazuela del Torno fue remodelada en 1941 y conserva un fuerte estilo virreinal (parte de ella ha sido destruida por obras del gobierno). Debe su nombre a los tornos de hilar que funcionaron aquí en la antigüedad. Es un pintoresco rincón con una fuente barroca adornada con esculturas, donde se puede dar un paseo ideal visitando los talleres de los pintores y artistas que trabajan a la vista del público. Ocasionalmente, se realizan conciertos y obras de teatro al aire libre.

- Barrio de Xanenetla es considerado el barrio más joven de la ciudad de Puebla, su nacimiento se aproxima al año 1551.[37] Entre sus atractivos turísticos destaca la plazuela de Texcoco, cuya fuente data del año 1781. Era considerado uno de los lugares más peligrosos de la ciudad hasta la década de los 90, cuando amplió sus márgenes y desde entonces se convirtió en área residencial. Actualmente, como parte del proyecto "Corredor Turístico Zócalo-Fuertes"[38] el Barrio de Xanenetla está bajo renovación. El primer inmueble intervenido fue el Estadio Olímpico Zaragoza, sede del legendario concierto de la banda inglesa Queen.

- Angelópolis es un moderno distrito financiero, residencial, y comercial de la ciudad de Puebla, ubicado entre el municipio de mismo nombre y San Andrés Cholula. Se desarrolló en 1999 explotando las zonas adyacentes de la carretera a Atlixco, actualmente es una de las zonas más modernas de México y la más grande de Puebla. En él se encuentra un centro comercial del mismo nombre, de ahí ha sido así denominado, destacado por ser uno de los más lujosos del país; siendo un imán para inversionistas tanto locales como extranjeros. También destaca por sus altos rascacielos, opulentos residenciales, centros culturales y comerciales, etc.

### Templos
- La Catedral, ubicada entre la calle 16 de septiembre y la avenida 5 Oriente, tardaron 300 años en finalizarla, en parte debido a las interrupciones en su construcción. La catedral se inició en 1575 bajo las órdenes de Felipe II de España por los arquitectos Francisco Becerra y Juan de Cigorondo. El edificio fue consagrado por Juan de Palafox y Mendoza en 1649 a pesar de que solo la mitad de las paredes y gran parte del techo estaban desaparecidos y las torres no se habían construido todavía. La torre norte se añadió en 1678 y la torre sur en 1768. La forma de la catedral es de cruz latina y consta de cinco naves. El altar mayor es octogonal. El complejo consta de catorce capillas en varios estilos con numerosas obras artísticas como la cúpula principal y el altar mayor, ambos decorados por Cristóbal de Villalpando. La fachada está clasificada como barroco tardío en transición a la arquitectura neoclásico, con columnas de orden jónico y corintio. Sus campanarios están situados en algo menos de 70 metros de altura, el más alto de México. Los asientos en el coro son de parqué de maderas finas, ónix y marfil. Los dos órganos fueron donados por Carlos V. En la catedral, pueden verse numerosas estatuas de santos y ángeles. Con el enlozamiento en 1772, prácticamente se terminan los trabajos en la catedral, quedando concluida.

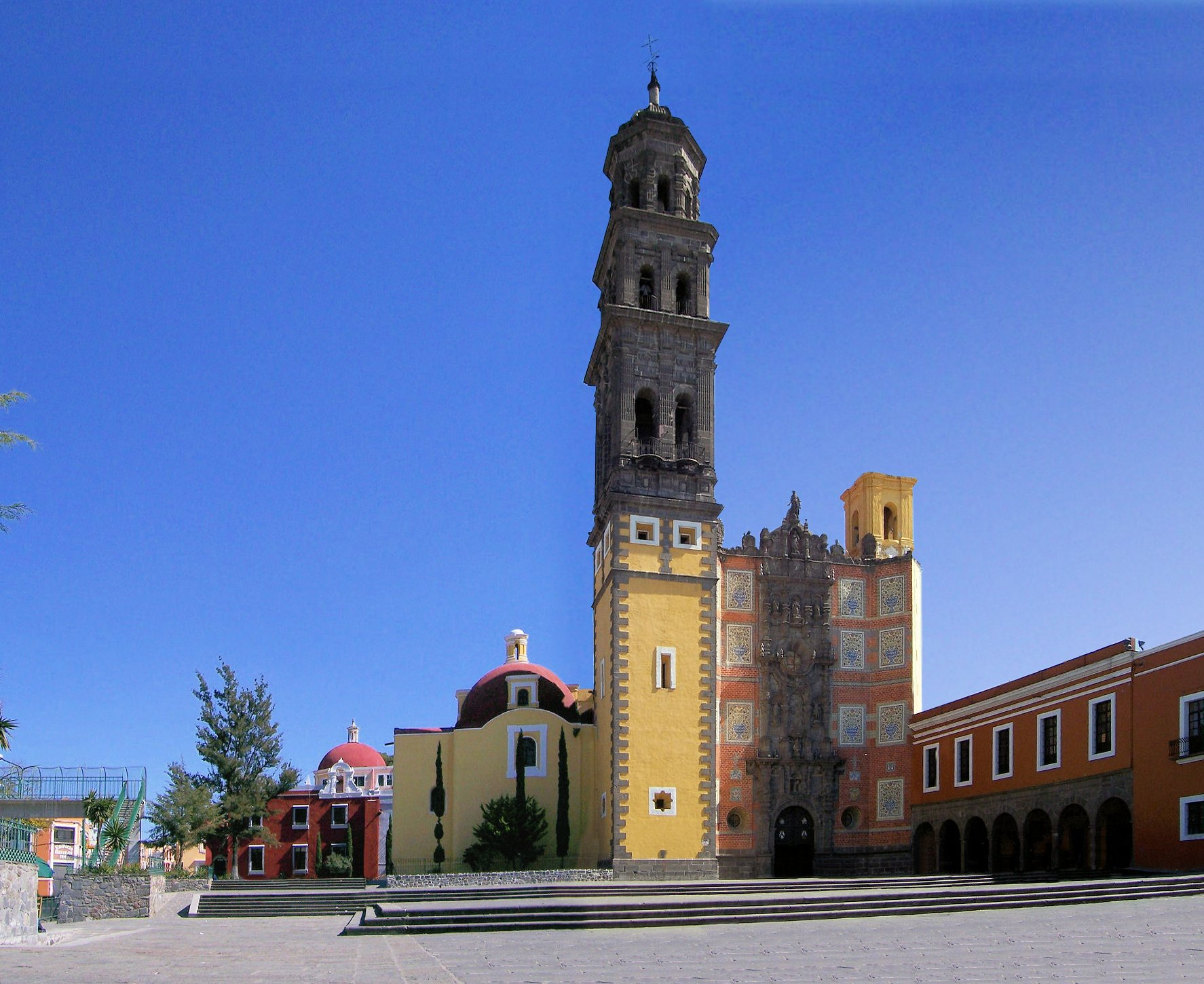
Templo de San Francisco.

- La Iglesia de Santo Domingo se encuentra en la calle 5 de mayo. El portal principal es de puro estilo clásico, acabado en piedra de cantera gris. Se compone de tres niveles, con columnas dóricas pareadas similar. La fachada del antiguo monasterio es muy decoradas en estilo barroco, en frente de la cual es un gran atrio. En el interior del techo está formado por dos grandes bóvedas y contiene retablos dorados de estilo barroco, salomónico y estilo churrigueresco.

- La Capilla del Rosario está localizado en la iglesia de Santo Domingo. La capilla fue construida entre 1650 y 1690 y fue la primera que se dedica a la Nuestra Señora del Rosario. La capilla está llena de simbolismo, ya que está llena de imágenes y elementos que son representativos del barroco de la Nueva España. Este simbolismo está principalmente destinado a la ayuda con el proceso de evangelización. La capilla contiene tres temas importantes para la iglesia, los misterios del rosario, las virtudes de la misma y la Virgen de la propia Rosario. La cúpula está en la forma de la corona de la Virgen María. La capilla está decorada con esculturas de yeso que se ha dorado realizado por artistas locales. También hay seis pinturas realizadas por José Rodríguez Carnero, así como pinturas del altar, que representan la vida de la Virgen.

- La Iglesia y Monasterio antiguo de San Francisco está en Blvd. Héroes del 5 de mayo. Su elevada torre de cuatro niveles se destaca con sus molduras y pilastras jónicas y dóricas. La fachada principal está realizada en piedra de cantera gris en el que están esculpidos frascos grandes y flores. El portal principal es de churrigueresco estilo, flanqueado por grandes paneles de azulejos rodeado de plateresco decoración. Dentro hay un coro de estilo plateresco, retablos neoclásicos y el cuerpo momificado del beato Sebastián de Aparicio.

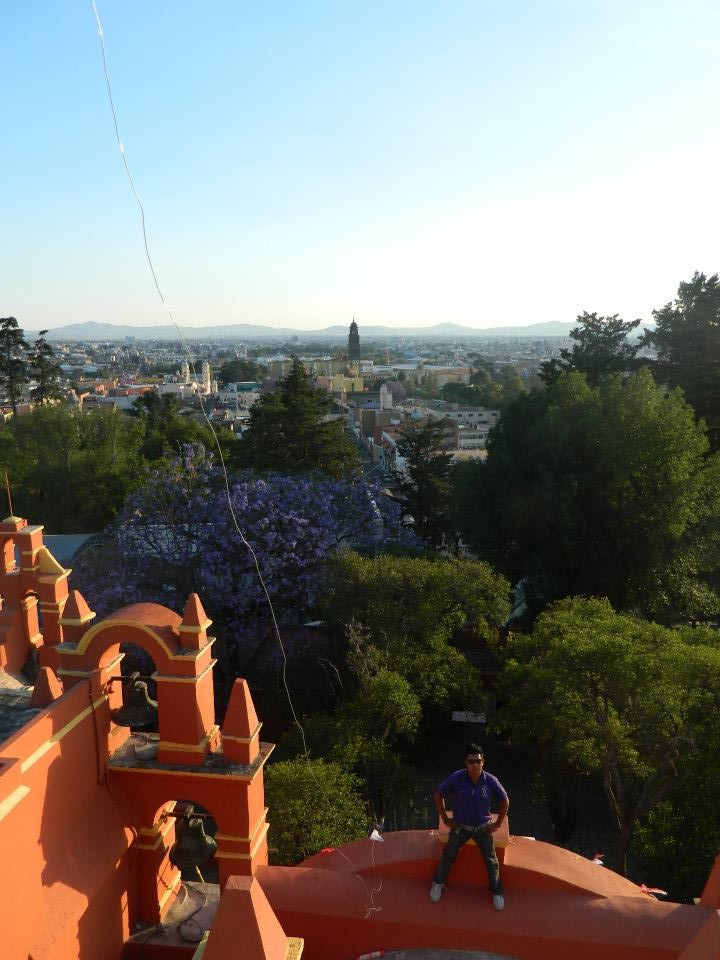
Vista de la Ciudad de Puebla desde la cúpula mayor del Templo de El Calvario.

- El Templo de El Calvario ubicado en la Calz. de los Fuertes y 22 Ote. El complejo arquitectónico se conforma de 7 capillas de tamaños diferentes, cada una dedicada a una de las estaciones del Vía Crucis católico. Tomando en cuenta al Templo de San Francisco y otras capillas ubicadas en las faldas del cerro de Los Fuertes forman parte del Vía Crucis Franciscano, el cual consta de 14 capillas alineadas y a distancias similares de la Vía Dolorosa y la Calle de la Amargura de Jerusalén. Dichas capillas fueron construidas por familias poblanas en tiempo de la colonia a petición de los Franciscanos. Cada Viernes Santo miles de personas acuden al Templo de El Calvario a orar por sus intenciones el día de la muerte de Jesucristo. Esta tradición se gestó desde tiempos de la colonia por la gran cantidad de indulgencias que el Papa Beato Pío IX concedió a los fieles que visitasen ese lugar en Viernes Santo. Estos fieles también acuden a venerar la astilla de la Santa Cruz, la piedra del Santo Sepulcro y el trozo de Lino de la Sábana Santa, reliquias que se resguardan en alguna parte del templo, se perdió la ubicación de las mismas para evitar robos. Dichas reliquias fueron obsequiadas a la capilla número XII del Vía Crucis Franciscano cuando el Papa la nombró Basílica Lateranense, adjunta a San Juan de Letrán, Roma. Actualmente aún se conservan en las columnas ubicadas a la altura del presbiterio las bulas papales escritas por el beato Pío IX en donde concede tantas gracias a dicho Templo. El templo se encuentra algo deteriorado por la indiferencia del gobierno local hacia con él.
- Parroquia de Santa Anita y del Señor de la Salud, ubicado en la 26 poniente 110 en el barrio de Santa Anita. Se inició su construcción en 1549 para asistir a los indígenas tlaxcaltecas que ayudabas en la construcción de la ciudad de Puebla. El Templo es de tres naves, con la central más alta, tiene en el altar principal la representación del calvario con una escultura de Cristo de gran tamaño, que es conocida como “El señor de la salud”. Al fondo de la nave del evangelio está el altar dedicado a Santa Ana, al cual acuden cotidianamente numerosas mujeres que lo barren implorando fecundidad. El templo tiene atrio bardeado de 1600 m² y dos pesados contrafuertes enmarcan el portón de la fachada principal, en cuya parte superior se encuentra un nicho con la escultura de Santa Ana, en la portada lateral existe otro con la de San José y el Niño en sus brazos, al norte del atrio se conservan vestigios del antiguo convento construido en 1678.

### Mercados

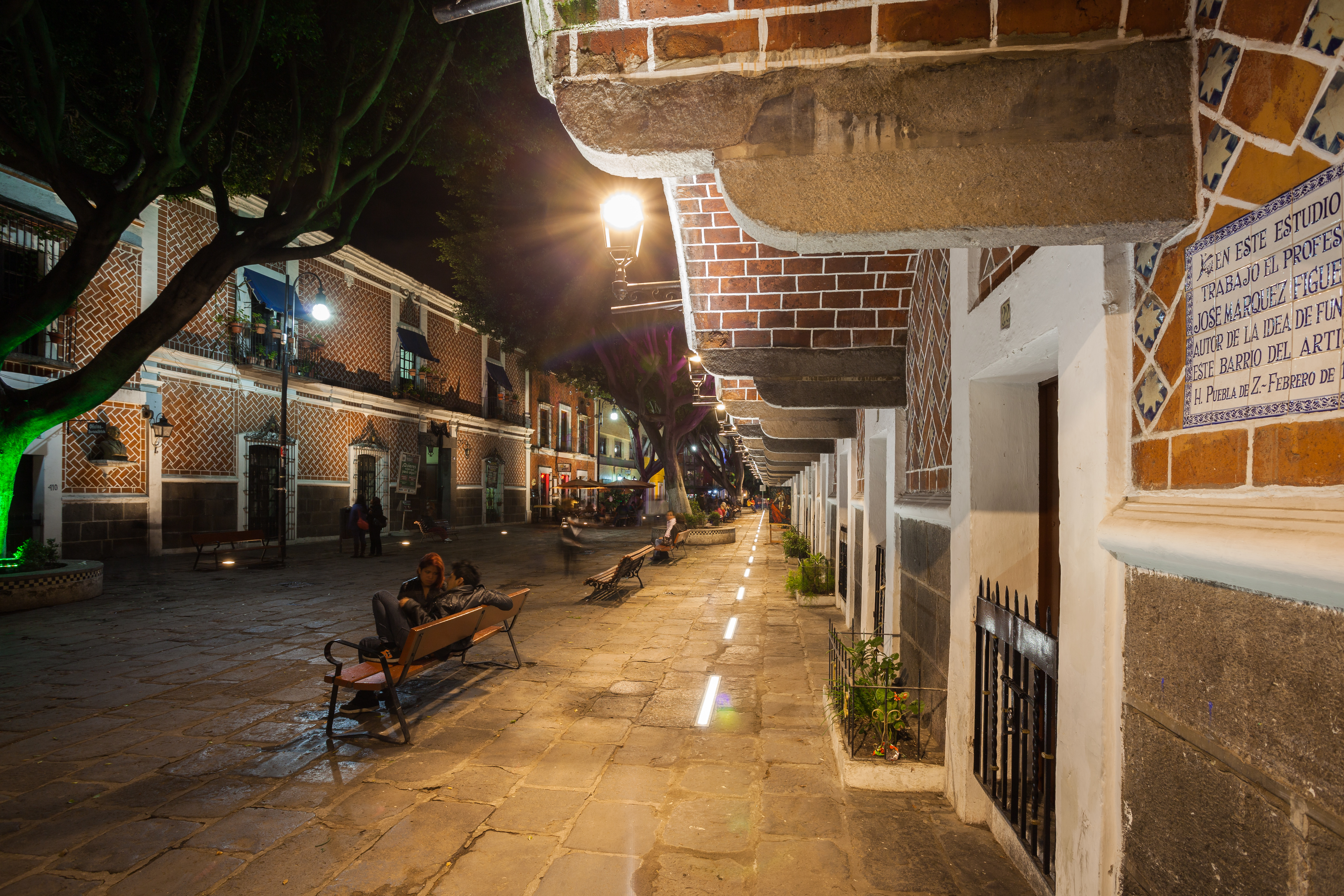
Mercado el Parián.

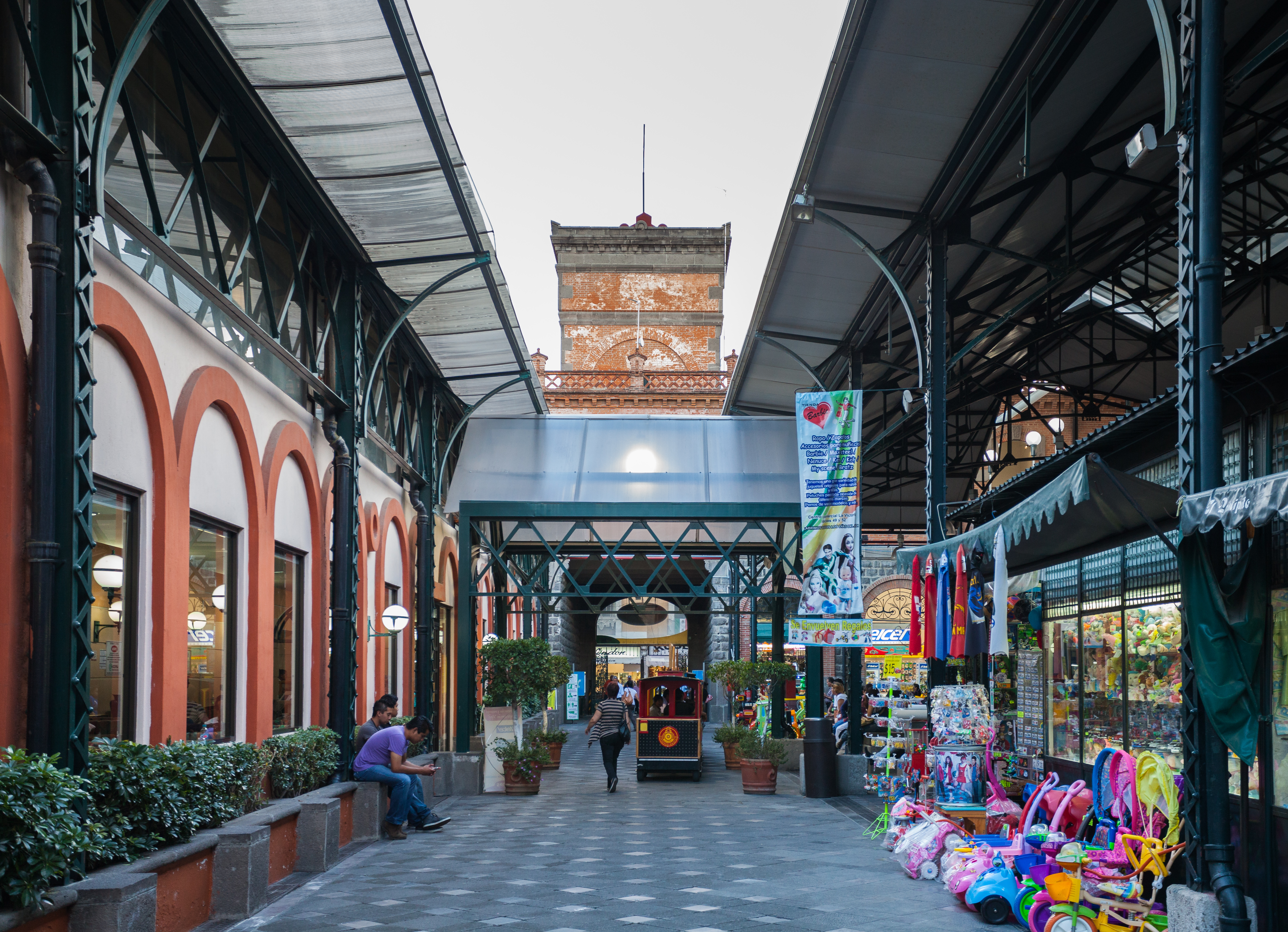
Antiguo Mercado de la Victoria.

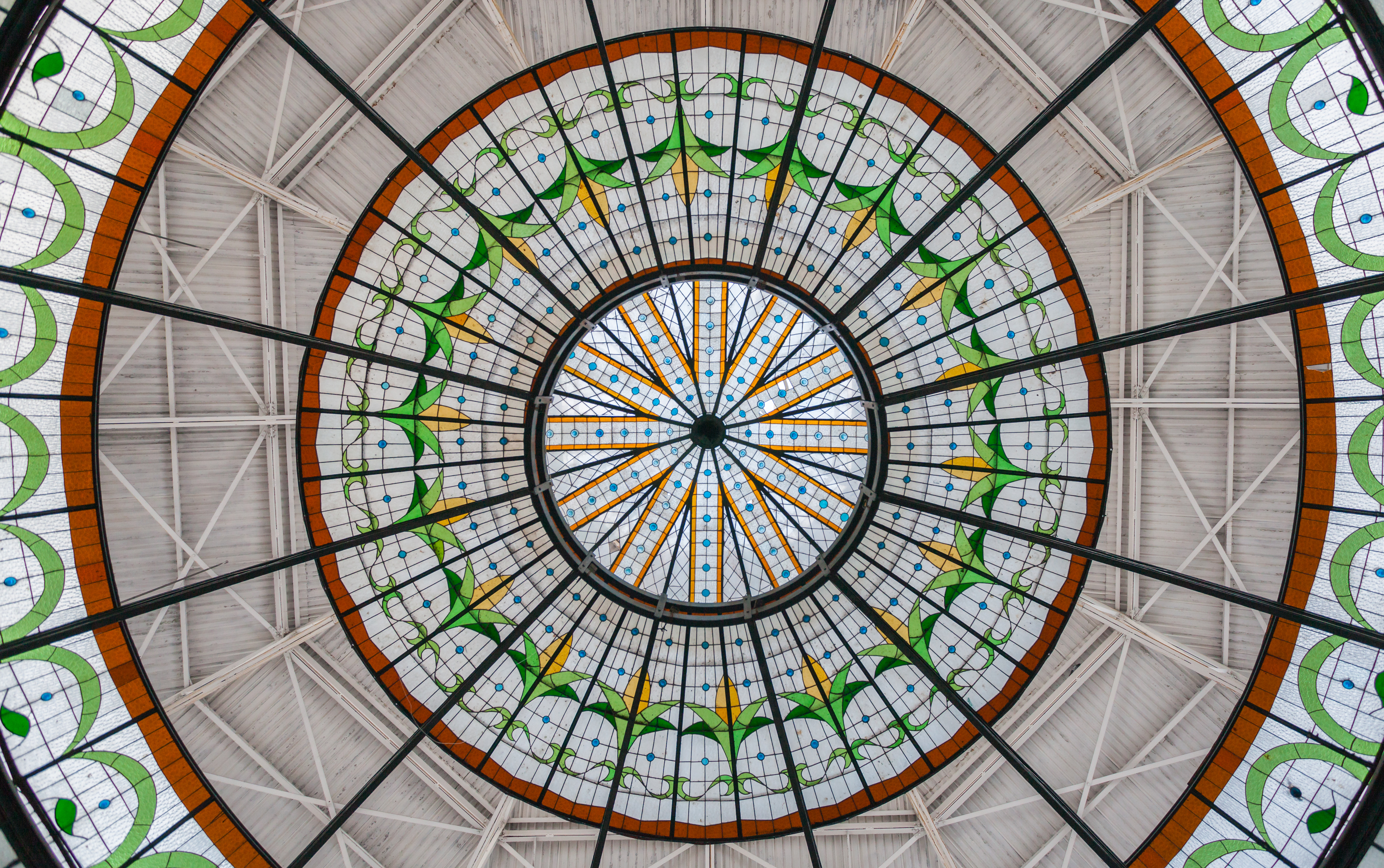
Detalle de la bóveda del mercado de la Victoria.

El Parían es un mercado de arte y artesanía, a poca distancia del Zócalo. Se trata sobre todo de puestos permanentes donde destaca la Talavera, pero hay una zona prevista para los vendedores que visitan y venden sus mercancías(dijes, pulseras, aretes, etc.) sobre mantas extendidas en el suelo.
Sigue siendo el Mercado de Artesanías más representativo de la ciudad. Y familias enteras lo siguen visitando; a pesar de su modernización, Puebla sigue siendo una ciudad de tintes coloniales y tradiciones muy arraigadas.
La Ciudad de Puebla era una parte fundamental en los viajes que se realizaban, porque su ubicación colinda con diferentes puertos, como el de Veracruz y Acapulco. El Parián fue utilizado como el mercado donde se concentraban los viajeros de diferentes partes. Era el punto de encuentro e intercambio de productos procedentes de los distintos puertos, para lograr abastecer a las diferentes ciudades.
Con la llegada del Ferrocarril, este mercado perdió su importancia; sin embargo, nunca dejó de funcionar como un lugar donde se reunían para la comercialización. Es así como se inicia lo que hoy conocemos como el mercado "El Parian".
Mercado de Artesanías de Barrio de Analco
Especialmente es un punto de reunión los domingos para las familias poblanas y para nuestros visitantes, donde encontrarán artículos de forma, hierro, marcos de madera, plata, manualidades para toda ocasión, ónix, piezas de barro, bisutería, madera tallada, manta, dulces típicos, pinturas, naturaleza seca y toda clase de antojitos.
Mercado de la Victoria
El mercado de la Victoria se construyó en 1914 en honor a Guadalupe Victoria, durante el mandato del presidente Porfirio Díaz (1830-1915), siendo una de las últimas construcciones de hierro forjado en México. En aquella época, fue uno de los mercados más importantes por la gran actividad comercial que tuvo la ciudad de Puebla hasta 1986.
La belleza arquitectónica de la edificación se fue opacando con el paso del tiempo; sin embargo, hace algunos años fue remodelado completamente, convirtiéndose en el Centro Comercial La Victoria, el cual conjuga las líneas clásicas de la arquitectura poblana con rasgos estructurales avanzados.
El centro comercial se localiza en el centro histórico de la ciudad, a un costado de la capilla del Rosario. En la actualidad, conserva sus valores arquitectónicos a través de las tiendas departamentales y restaurantes de cadena que se encuentran al interior.

### Museos
- El Museo Amparo se encuentra en dos edificios de la época virreinal de los siglos XVII y XVIII que se conoce popularmente como El Hospitalito. Uno de ellos fue el Hospital de San Juan de Letrán, que se convirtió en un colegio para mujeres. La otra es una mansión del siglo XVIII. Se unió al hospital y luego se convirtió en el "Depósito de Mujeres Casadas" (Refugio de la Mujer Casada) Este fue establecido en 1606 para las mujeres cuyos maridos se habían ido por largos períodos de tiempo. Sin embargo, la idea no era popular entre las mujeres y en 1609, se convirtió en el asilo para "mujeres perdidas", los obligados a ser apartada por alguna razón. Esta instalación fue trasladado a otro edificio y el edificio pasó a formar parte de la universidad de las mujeres fundó al lado, luego un convento. El museo cuenta con catorce salas de exposición con la cerámica, estelas y esculturas de las culturas zapoteca, huasteca, maya, olmeca y azteca, así como muebles y objetos religiosos de la época virreinal y ejemplos de arte contemporáneo. Estos representan las tres épocas de la historia mexicana, prehispánica, época virreinal y después de la Independencia. Siete de las salas están dedicadas a piezas prehispánicas.

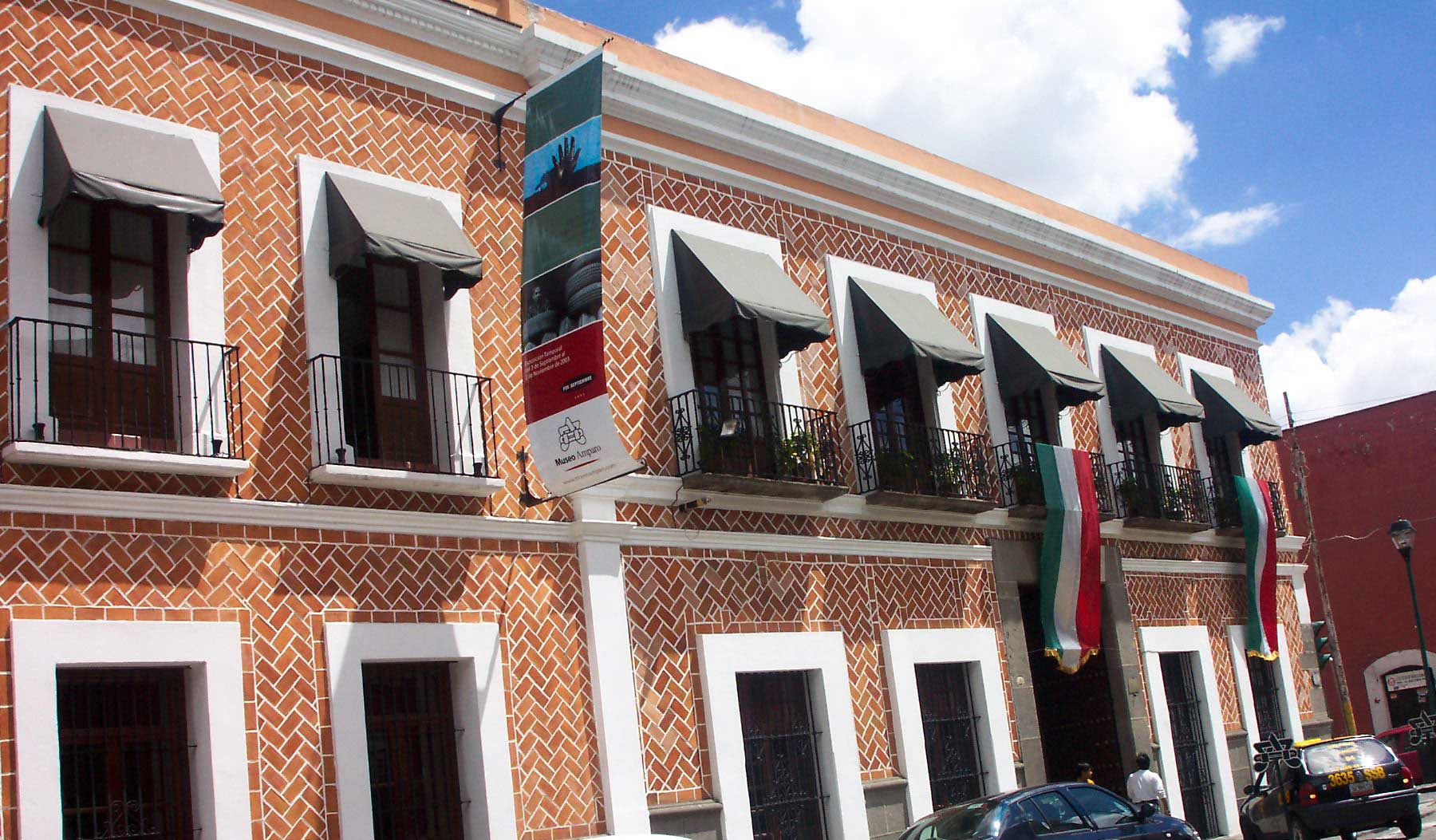
Fachada del Museo Amparo.

- El Museo de la Revolución fue la casa de Aquiles Serdán en el siglo XX. Estuvo activo y el movimiento contra la reelección de la época y fue acusado de distribuir propaganda contra el presidente Porfirio Díaz. La policía asaltado el edificio y Serdán y su familia se defendió, hasta que Aquiles fue asesinado. El presidente Francisco I. Madero se quedó en la casa en honor de Serdán. Poco después, la familia se trasladó a la Ciudad de México y el edificio se convirtió en viviendas y comercios. Décadas más tarde, el gobierno federal adquirió el edificio de la familia para convertirlo en el museo que está aquí hoy.

- El Museo de José Mariano Bello y Acedo se fundó inicialmente con la colección privada de la familia Bello, junto con obras donadas por amigos. En un principio comenzó como un museo privado o pinacoteca. Tras la muerte de José Mariano, la casa y la colección fue legada a la ciudad.

- El Museo de la Evolución cuenta con 10 mil metros cuadrados de cuatro salas que muestra el cosmos en un recorrido a través de 14 mil millones de años de historia,y resalta las evidencias fósiles en el estado de Puebla.

- El Museo de Arte Virreinal, originalmente fue construido para ser el templo de San Pedro, fundada en 1541 para ser una iglesia y un hospital. Finalmente se estableció como el Hospital de San Pedro y San Pablo, bajo la dirección de la catedral de Tlaxcala. Se funciona como un hospital por 1544, pero incurrió en gastos importantes, lo que obligó a limitar el servicio a los hombres solamente. Los arcos del patio principal se completó en 1640, así como las unidades de fuente y de enfermería. En la primera mitad del siglo 18, el hospital dejó de estar bajo el control directo de la catedral, pasando a los monjes de la orden de San Juan de Dios. En la segunda mitad del siglo, comenzó a casa de los soldados con el fin de mejorar sus finanzas. El hospital realizó importantes reformas en el siglo 19 para mejorar la atención médica, y comenzó a recibir estudiantes de medicina de la Academia Médico-Quirúrgica de Puebla. En 1867, la instalación se convirtió en el Hospital General del Estado. En 1917, el hospital se trasladó a unas nuevas instalaciones en la ciudad. Durante la mayor parte del siglo XX, el edificio fue utilizado para una amplia variedad de propósitos. En 1998, un proyecto para restaurar el edificio para su uso como Puebla, Museo de Arte Virreinal. En 2002, este museo se convirtió en el Museo de San Pedro de Arte, que exhibe obras de distintas épocas.

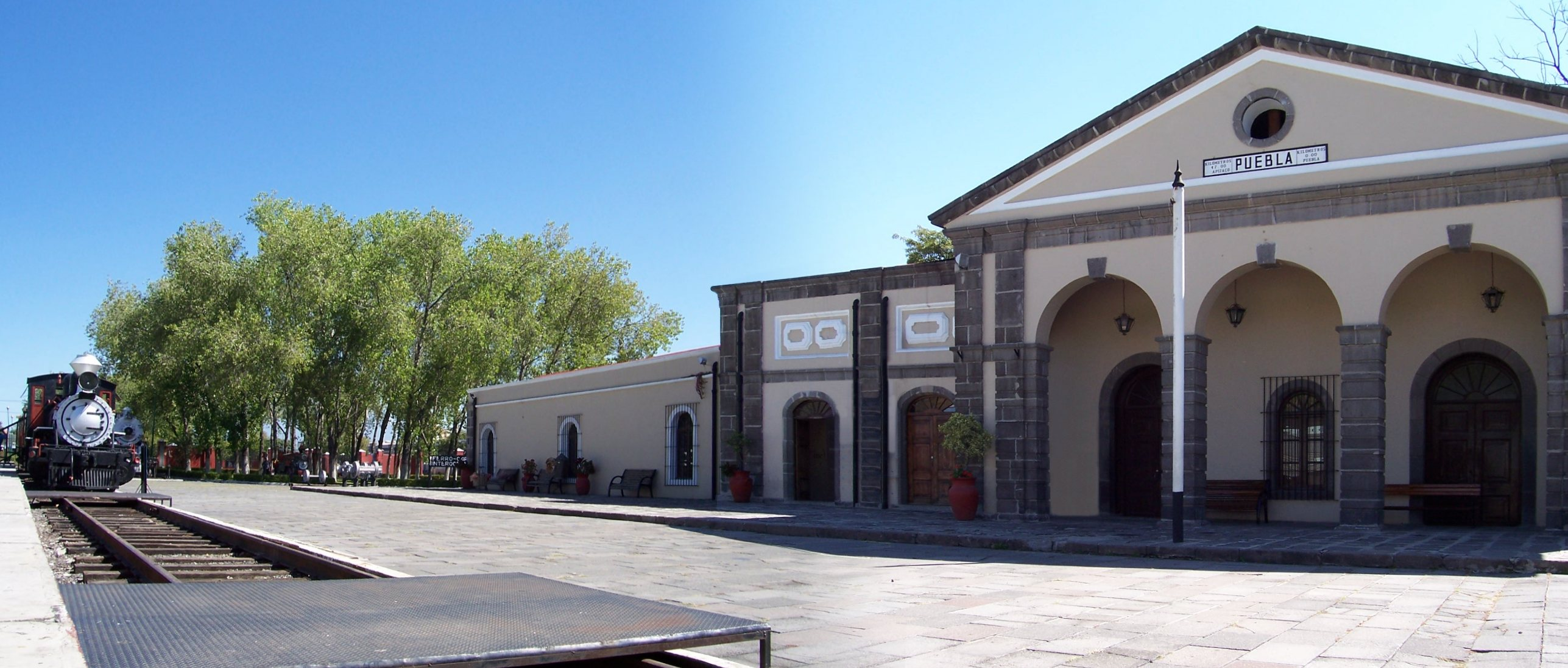
El Museo Nacional de los Ferrocarriles Mexicanos.

- El Museo Nacional de los Ferrocarriles Mexicanos está ubicado en la 10 Poniente y 11 Norte en lo que fue la antigua Estación de Ferrocarril del Sur, fue inaugurado en 1869 por el presidente Don Benito Juárez.

En este museo como su nombre lo indica podemos observar trenes de diferentes siglos.
Cuenta con tres salas de exposición. La primera exhibe una maqueta de la ruta del Ferrocarril de México-Veracruz con algunas litografías de principios del siglo XIX. La segunda sala presenta una colección de litografías que ilustran máquinas que datan del siglo XIX y principios del siglo XX.
Finalmente la tercera sala abarca la historia gráfica del ferrocarril. En el interior del museo se encuentran auténticos vagones de ferrocarril que fueron usados en diferentes épocas, entre estos se incluye un vagón presidencial y máquinas de vapor antiguas.
- Fuerte de Loreto Museo de la No Intervención Capilla del siglo XVI en honor a la Virgen de Loreto, donde en 1820 se convierte en un bastión para almacenar pólvora y armas. Hoy en día, se puede encontrar en este espacio el Museo de la No Intervención, inaugurado en 1972 que ofrece una variedad de salas centradas en diferentes momentos históricos, con una amplia colección de objetos del siglo XIX como banderas, armas, escudos, vestimentas militares y documentos oficiales. Teniendo un horario de lunes a domingo de 10:00 a 16:30 horas.

- Museo José Luis Bello y Zetina, ubicado en el Centro histórico de Puebla anexo al Templo de Santo Domingo. La casa y la colección de obras de arte que alberga se formaron gracias a la donación del filántropo poblano José Luis Bello y Zetina. Entre la colección se hallan pinturas de Murillo, El Greco, Zubarán, Miguel Cabrera, Agustín Arrieta, entre muchos otros.

- 'Museo Casa del Mendrugo', se encuentra en el centro histórico de la ciudad, en la casa del mismo nombre; exhibe el entierro prehispánico más antiguo de la ciudad y una colección de Talavera encontrados durante los trabajos de restauración de la casona; además de una colección de piezas de ritos post mortem de la cultura Zapoteca.[39]

- Museo de arte religioso Ex Convento de Santa Mónica

### Bibliotecas

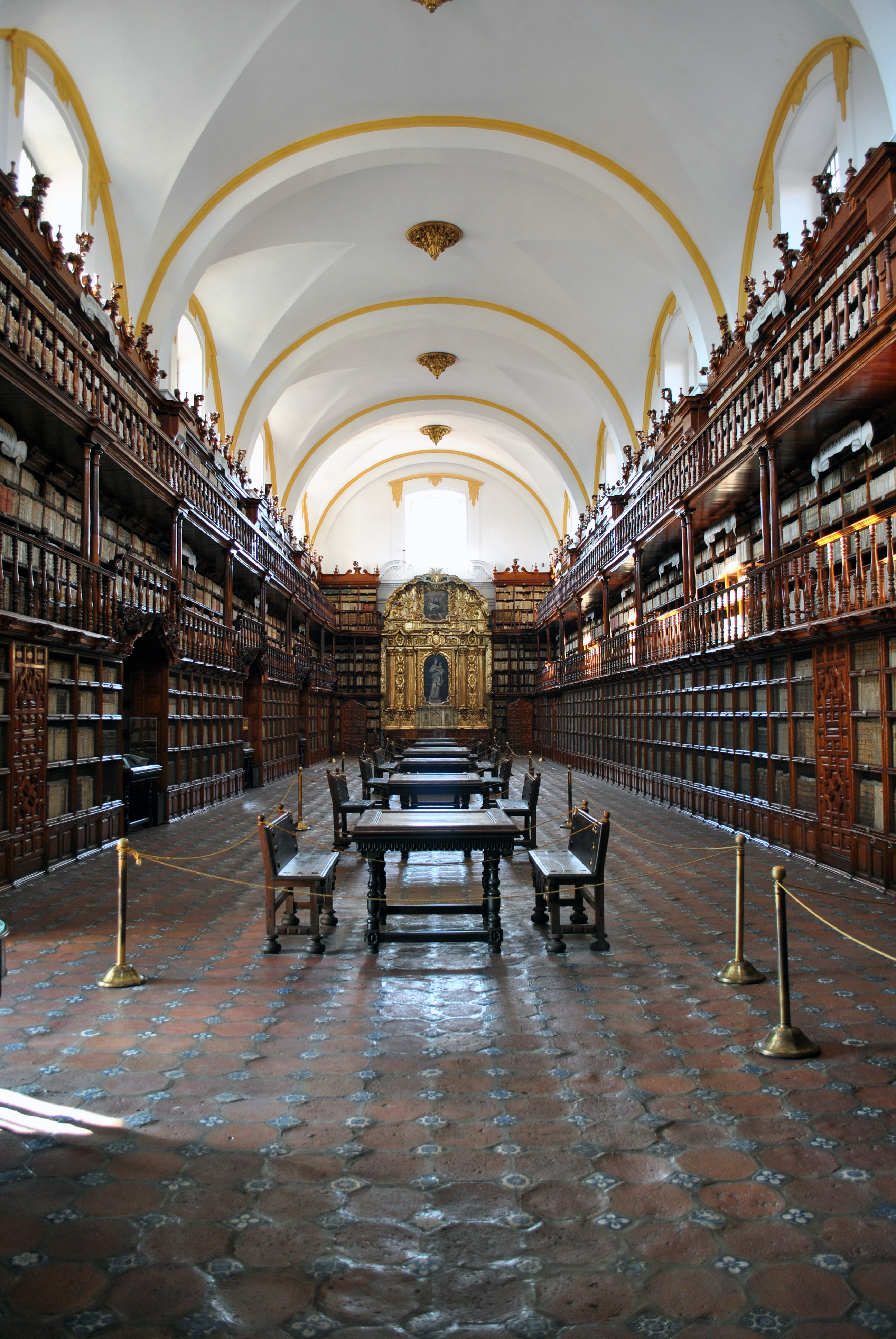
La Biblioteca Palafoxiana.

La Biblioteca Palafoxiana fue establecida en 1646 por Juan de Palafox y Mendoza para el Seminario de Puebla. Él donó su propia colección de 5000 libros al Colegio de San Juan para iniciar la colección. Fue la primera biblioteca en las Américas. La habitación principal es de estilo barroco que fue construido en 1773, por el obispo Francisco Fabián y Fuero, que también nombró a la institución después de Palafox. Hoy en día la biblioteca contiene más de 42.000 libros, 5000 manuscritos y otros objetos, que datan desde 1473 hasta 1910. La biblioteca fue nombrada Monumento Histórico de México y la UNESCO ha hecho parte de la Memoria del Mundo.

### Recintos culturales
- El Teatro Principal de Puebla fue inaugurado en 1761 por Miguel de Santamaría. En 1902, el teatro se quemó y fue reconstruido en 1940, y nuevamente en 1998. El teatro es anfitrión de eventos culturales y exposiciones de arte de artistas regionales, nacionales e internacionales.

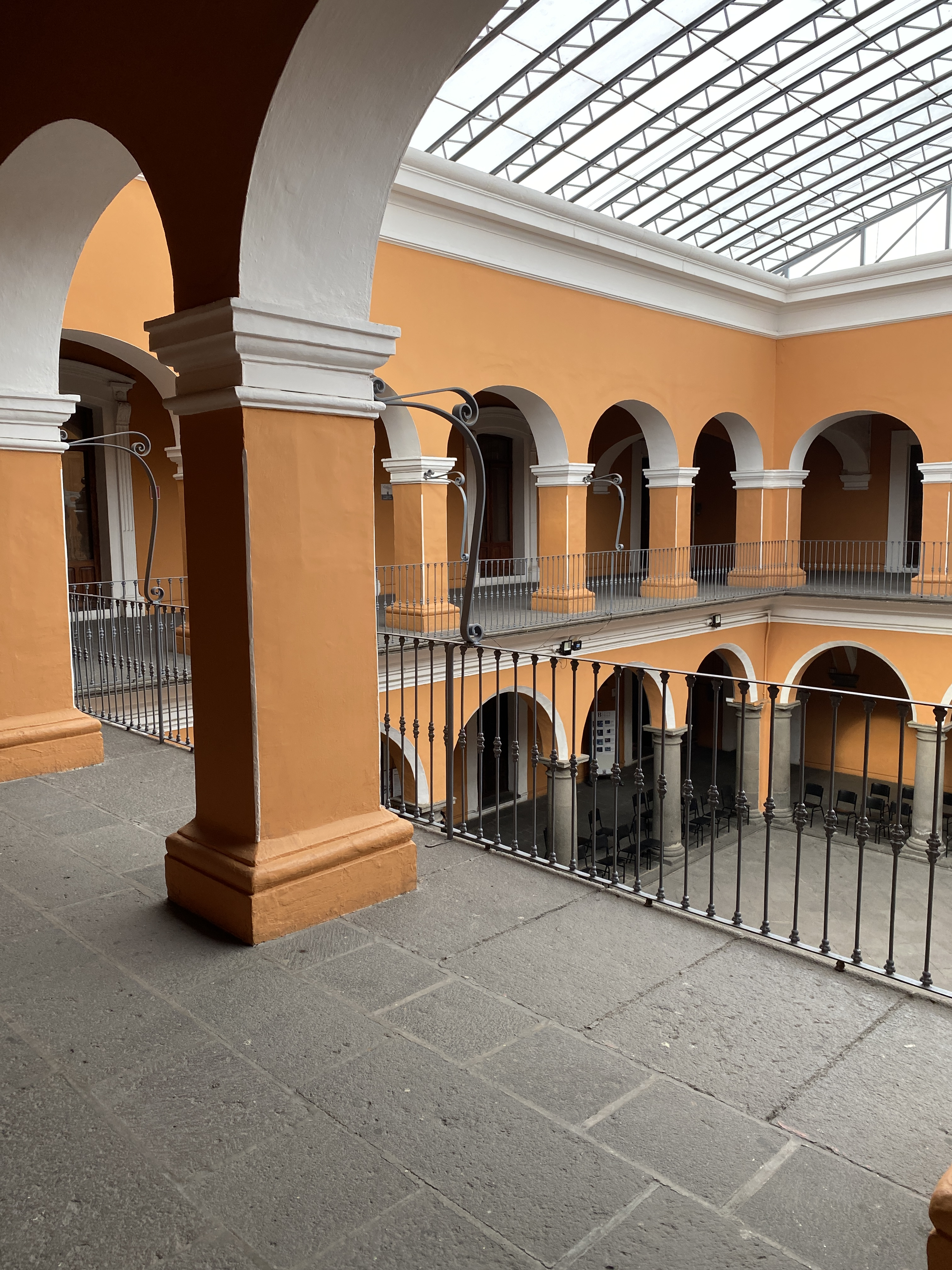
Interior de la Casa de la Cultura de Puebla (2024)

La Casa de la Cultura conocida anteriormente como el colegio de San Juan, fue fundado 1595 para la enseñanza de temas como Filosofía y Moral. Juan de Palafox y Mendoza llega a Puebla en 1640 e integra este colegio junto con el de San Pantaleón y San Pedro para unificarlos en el importante Seminario Tridentino. En este edificio se construyó la biblioteca que en actualmente lleva el nombre de Palafoxiana y que hoy es orgullo de la ciudad y de América. A lo largo de los años venideros el uso del edificio se diversificó como sede gubernamental, escuela o edificio de correos. Su arquitectura es típica poblana, con su fachada de ladrillo y talavera, verjas de hierro forjado así como un patio con gárgolas y arcos. En 1974 se convierte en sede de la Casa de la Cultura de Puebla donde semana tras semana se programan innumerables eventos artísticos que muestran la cultura de la ciudad y del estado.
Para contribuir a la preservación de la identidad poblana, la Casa de la Cultura monta anualmente el tradicional Altar de Dolores; además, es sede para el montaje más grande de Altares de muertos en la entidad durante la celebración de los fieles difuntos. En coordinación con artistas y grupos independientes, instituciones públicas y privadas, la Casa de la Cultura de la ciudad de Puebla impulsa a creadores de nueva generación locales, nacionales e internacionales durante los 365 días del año. Cabe mencionar que en este recinto se ofrecen de manera constante presentaciones de danza, música, teatro, exposiciones, entre otros.
- La Casa del Deán es la más antigua casa noble en la ciudad de Puebla, construido por Tomás de la Plaza Goes, que era el Deán de la catedral de Puebla. Fue terminada en 1580. El edificio se mantuvo prácticamente intacto hasta 1953, cuando iba a ser demolido para construir una sala de cine, las protestas de salvar el edificio, debido a sus murales y fachada, tuvieron éxito. Los murales fueron hechos bajo la técnica del fresco, y son los únicos ejemplos sobrevivientes de pintura no religiosa del siglo XVI en su lugar de origen, México. El edificio fue diseñado por el arquitecto Francisco Becerra desarrollando una fachada estilo renacentista con un escudo de armas bajo el balcón de hierro forjado. Dentro, una escalera de piedra gris lleva a las dos habitaciones decoradas con murales. La primera habitación llamada "La Sala de las Sibilas" tiene un mural envolvente que describe un desfile de sibilas, profetisas de la mitología griega, que narran la pasión de Cristo. Usan ropa del siglo XVI y llevan una banda que describe diferentes momentos de las horas finales de la vida de Jesús. La escena central de cada muro está delimitada por un cordón, símbolo de la orden de los franciscanos y evidencia de su influencia en estas tierras. Sin demérito de las imágenes cristianas, el mural es considerado herético por el uso de personajes de la mitología griega y no representar metáforas de la Biblia.

La fachada de piedra gris es completamente lisa para que el portal principal, de estilo renacentista destaque.
- El Centro Cultural Santa Rosa se encuentra en un edificio que data del siglo XVII que originalmente era la vivienda de monjas dominicas. Más tarde, se convirtió en un convento en el nombre de Santa Rosa de Lima. Aquí es donde la historia de la invención del mole poblano se lleva a cabo. En 1869, dejó de ser un convento y se convirtió en un hospital psiquiátrico. En el siglo XX el Museo de Cerámica fue fundada en la cocina del edificio, con el resto del edificio ocupado como viviendas para cerca de 1500 personas. En 1973, el Museo de Arte Cultural Poblano se fundó en 2000 el nombre fue cambiado al actual. La instalación ofrece exposiciones, espectáculos y clases de arte.

- La Galería de Arte y Diseño Contemporáneo está dedicada a las artes visuales como la pintura, escultura, cerámica, metal grabado, fotografía, video, y otros, y pertenece a la Secretaría de Cultura del Estado de Puebla. Se encuentra en la antigua fábrica textil La Violeta, que se remonta a 1908, y fue uno solo de muchas fábricas en esta zona en ese momento. Este edificio fue restaurado entre 1995 y 1998.

- Los Fuertes de Loreto y Guadalupe se encuentran en el centro cívico la parte 5 de mayo de la ciudad. Ambos fueron decisivos a la batalla de Puebla el 5 de mayo de 1862. La capilla del fuerte de Loreto contiene una antigua capilla, que ahora es el Museo de la No Intervención. Esto es para conmemorar un pacto de no agresión firmado por México y América Central y Sudamérica en la década de 1960. El Museo de Guerra del Fuerte (Fuerte Museo de la Guerra) de Loreto y Guadalupe se encuentra en esta fortaleza también. Este museo contiene cañones, escopetas, espadas, documentos y otros objetos relacionados con esta batalla. Los Fuertes se encuentran separados el Fuerte principal es el de Loreto, siendo el Fuerte de Guadalupe en donde se inició la batalla ya que es el que está en primer lugar y por tal motivo es el que ahora está más destruido. que el otro.

Cocina de la Casa de Alfeñique

- La Casa de Alfeñique es el nombre de la obra de mortero intrincados que cubre su fachada. Alfeñique es un tipo de azúcar y los dulces de almendra. Fue construido por Antonio Santamaría de Incháurregui de Juan Ignacio Morales, quien fue un maestro herrero. Las fachadas también contienen hierro balcones, cornisas y una corona. La casa se quedó con el estado de Alejandro Ruiz Olavarrieta en 1896. Fue utilizado por primera vez a la casa del primer museo público de la ciudad de Puebla. La colección contiene más de 1500 piezas de carácter histórico.

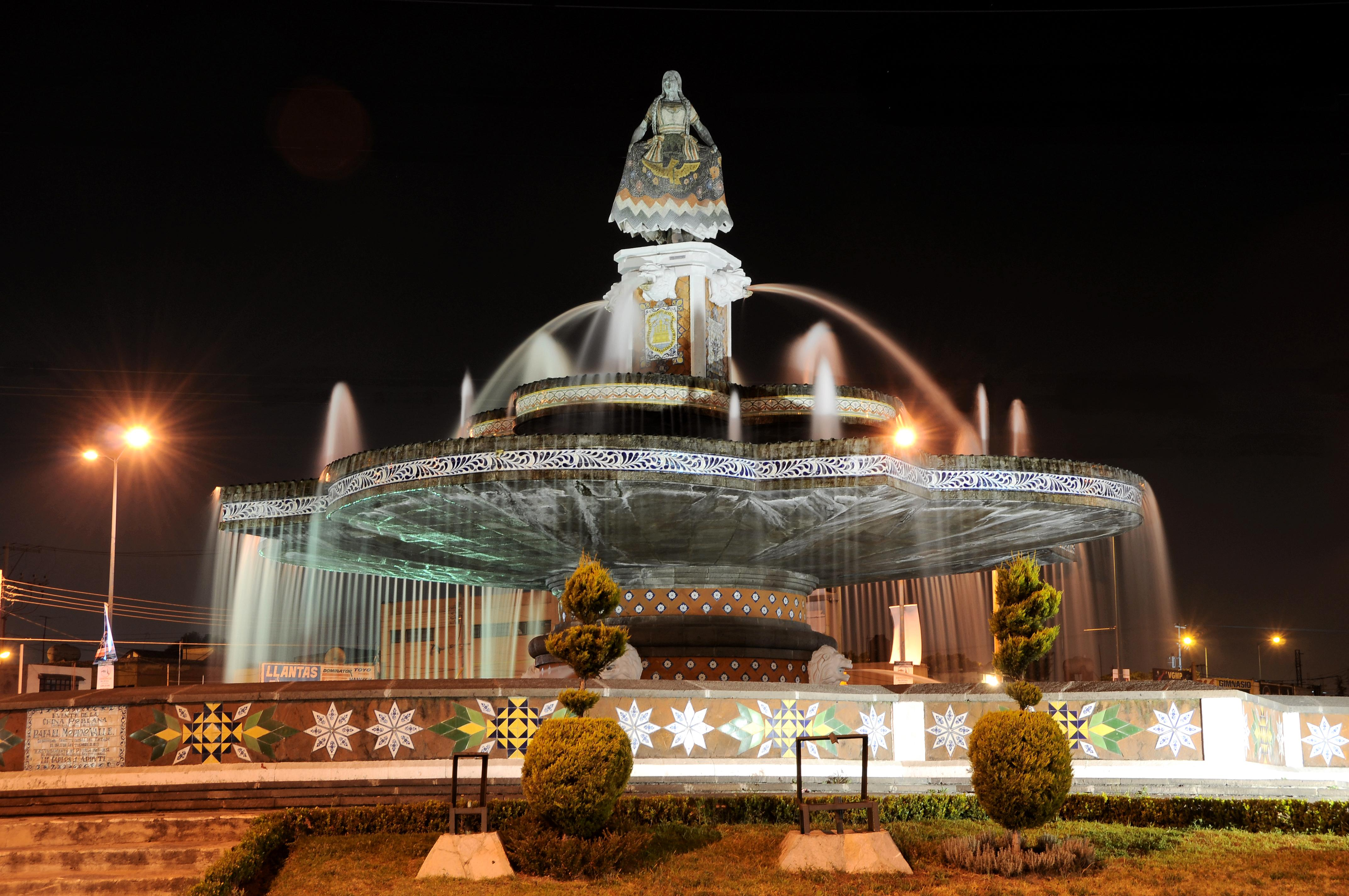
Fuente de la China poblana.

- La Fuente de la China Poblana  es uno de los trabajos del arquitecto Jesús Corro Ferrer, localizada en el Blvd. Héroes de 5 de mayo. Es una obra monumental realizada en piedra de cantera y azulejos de Talavera, con una base de unos treinta metros de diámetro. En el centro hay una columna que soporta dos grandes tazones de fuente y una escultura de la China Poblana, que tiene más de tres metros de altura.

- La Estrella de Puebla es parte de un proyecto llamado "Parque lineal". Fue colocada con la intención de fomentar el turismo y la convivencia familiar. La estrella de Puebla recibió el récord Guiness por ser la más grande de Latinoamérica con sus 80 metros de altura y con un peso de 750 toneladas.

### Áreas verdes

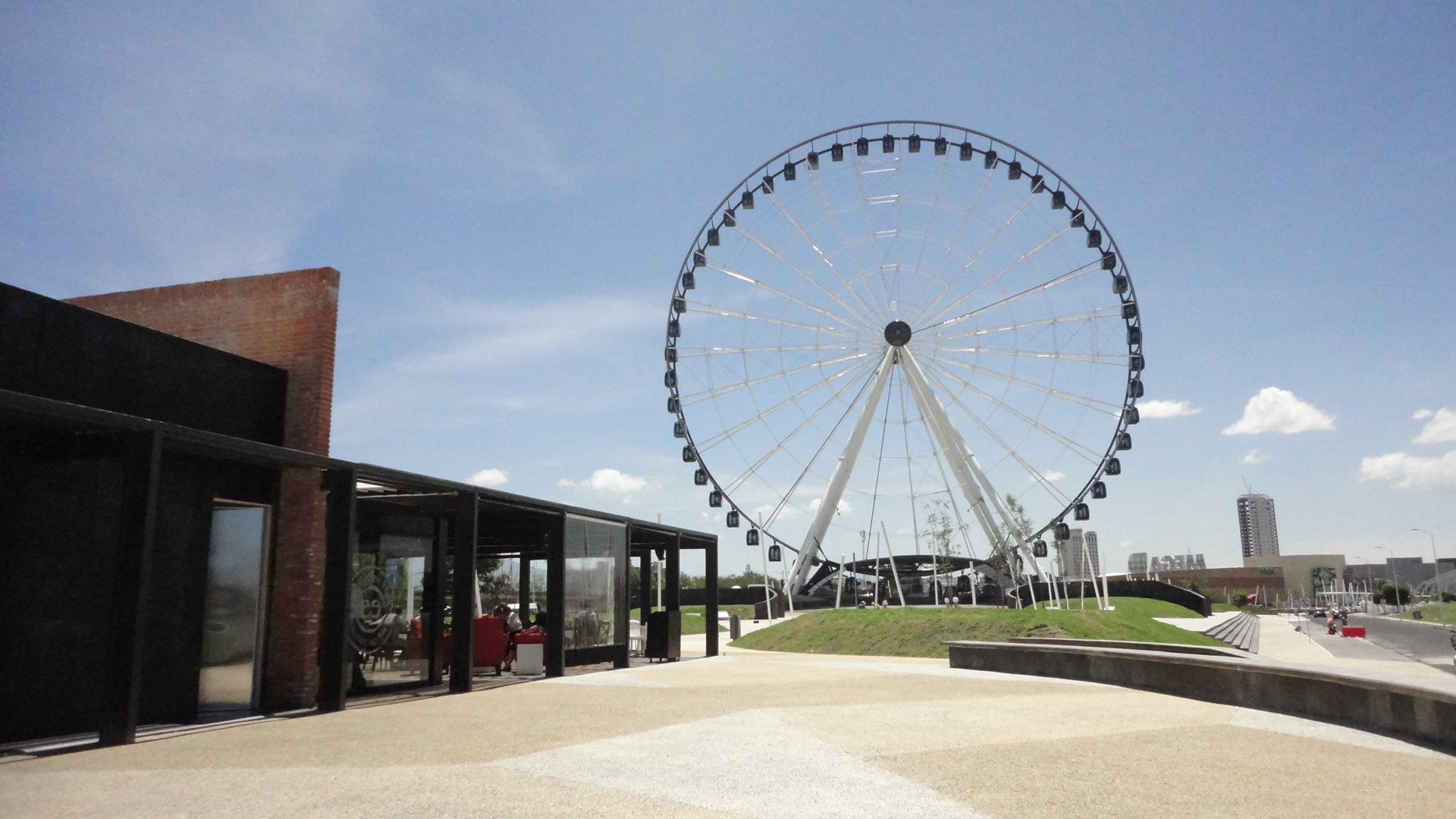
Café en el parque lineal

Algunos parques dentro de la localidad de Puebla de Zaragoza que destacan son:
- Ecoparque Metropolitano de la Ciudad de Puebla: Parque ubicado en la Zona Angelópolis de la ciudad que está conectado directamente con el paseo del Río Atoyac.
- Parque Jardín del Arte: Parque ubicado en la Zona Angelópolis que es parte del "Parque Lineal"; una red de ciclovía que conecta el parque-jardín del arte con el Auditorio Metropolitano, con la Estrella de Puebla, con el CIS (Centro Integral de Servicios), con 2.5km de ciclovía conectados al Ecoparque Metropolitano.
- Parque Ecológico Revolución mexicana: Se abrió con el fin de proteger, conservar y mejorar las áreas naturales del estado y para brindar a los poblanos espacios de cultura, educación, deporte y esparcimiento se habilitó el Parque Ecológico Revolución Mexicana con 58 hectáreas. A comienzos de 2015 se modernizó este parque que cuenta con una afluencia de un millón de visitantes por año. Anteriormente era un aeródromo.
- Los Fuertes: En esta zona, ubicada en el cerro de San Cristóbal, posee varios parques y museos destacando los Fuertes de Guadalupe y Loreto (Museo de la No Intervención), el Mausoleo Ignacio Zaragoza, el Museo Regional de Puebla (INAH), el Monumento a la Bandera, el Museo Interactivo 5 de mayo, el Paseo del teleférico, el Museo de la Evolución y el Planetario, el Centro Expositor, la plaza de toros “El Relicario”, el auditorio Rafaela Padilla, etc.
- Parque Juárez: Ubicado en la “Zona Dorada”, fue de los primeros parques urbanos de la ciudad. Fue remodelado en el 2018 mejorando la imagen del mismo.
- Parque Amalucan: Ubicado en el cerro de Amalucan, es un parque inaugurado en 2018 que contiene ruinas arqueológicas, una estatua de “La Victoria” mirador, playa artificial, canchas, etc.

### Gastronomía

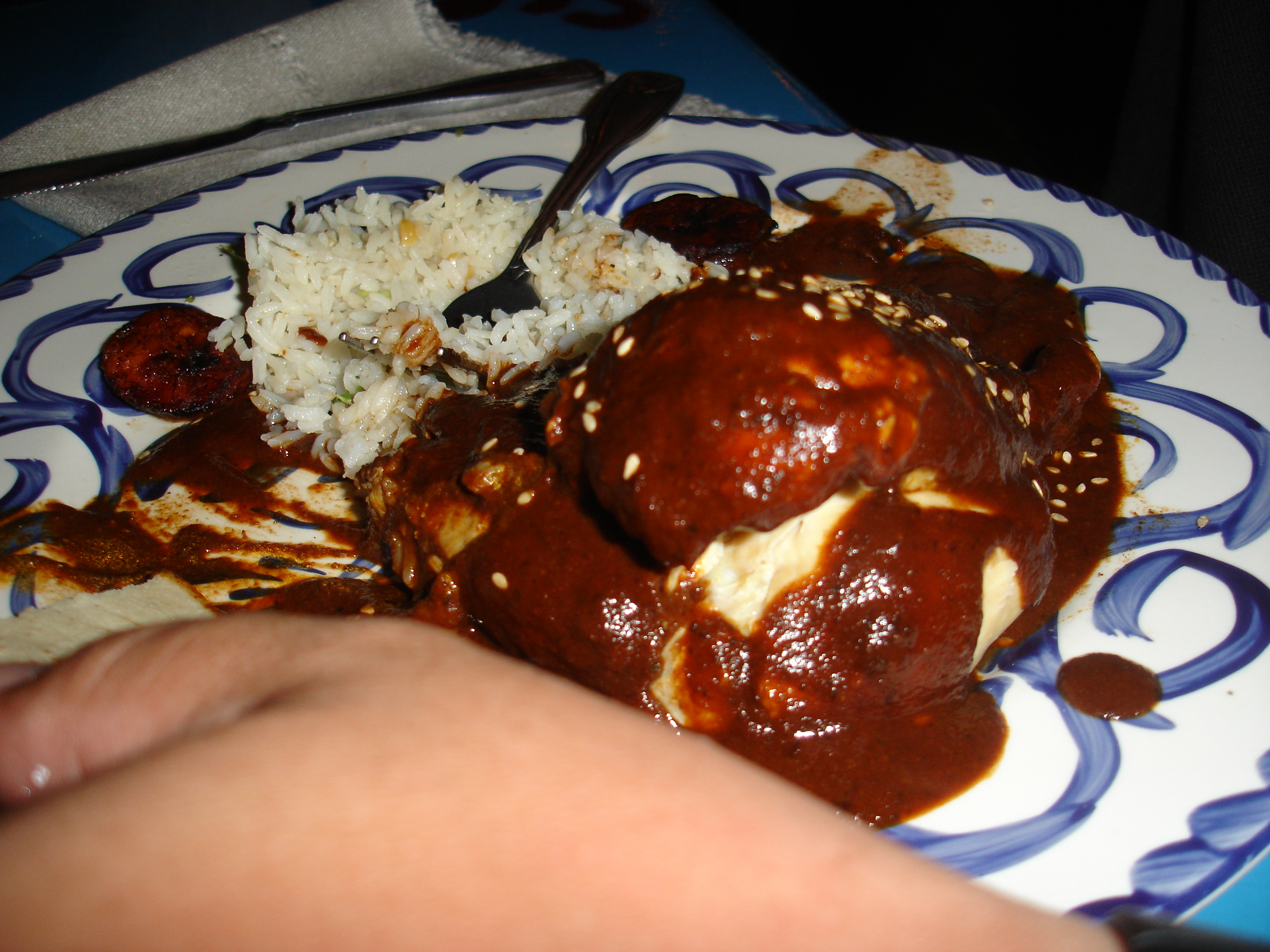
Tradicional Mole Poblano con Arroz blanco.

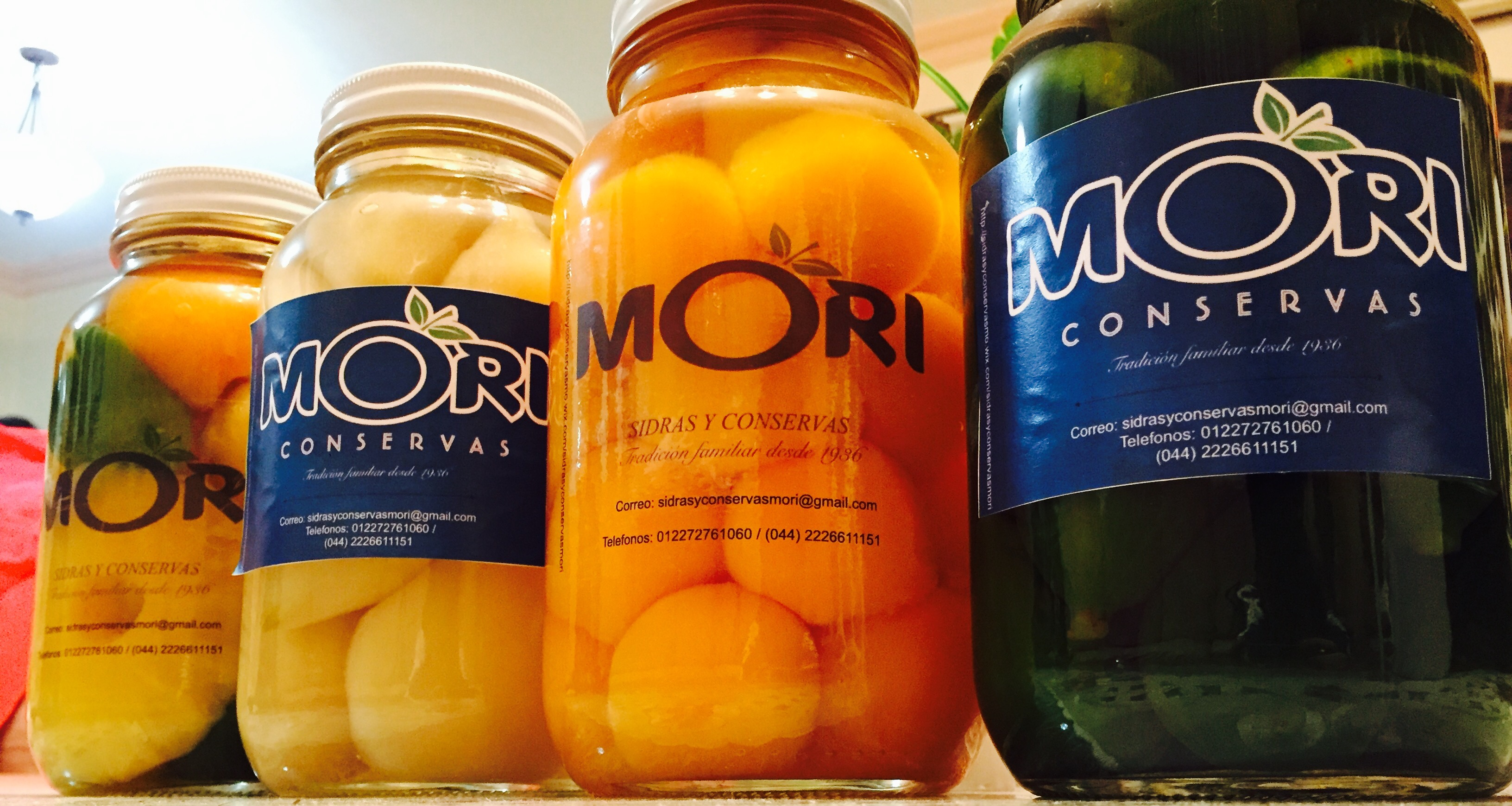
Conservas tradicionales.

La gastronomía poblana es una de las más representativas de la República Mexicana, incluso hay platillos poblanos que son considerados platillos nacionales, como por ejemplo: el mole poblano, los chiles en nogada y el mole de caderas. En cuanto a los dulces, son típicos los camotes, los limones rellenos de coco, el jamoncillo, los muéganos, el piñón, cacahuates garapiñados y otros muchos más.
El mole más conocido es el nombre de la ciudad de Puebla, el mole poblano. El origen de esta salsa se discute y hay dos versiones de la leyenda que más a menudo citadas. La primera dice que las monjas del siglo 16 del Convento de Santa Rosa estaban preocupados porque se acababa de enterar de que el arzobispo iba a visitarlos y no tenían nada que preparar para él a excepción de un pavo viejo en el patio. Supuestamente debido a la inspiración divina, empezaron a mezclar muchas de las especias y los aromas que tenían a la mano en la cocina, incluyendo diferentes tipos de chiles como por ejemplo: chile mulato, chile pasilla, chile chilpotle, chile ancho, especias, de chocolate, pan y una veintena de otros ingredientes como el chocolate, la panela o piloncillo. Dejan que la salsa hierva a fuego lento durante horas y se vierte sobre la carne de pavo. Afortunadamente, el arzobispo estaba muy satisfecho con la comida y las monjas fueron capaces de salvar la cara.
La historia indica que otros la salsa es de la época prehispánica y esto fue servido a Hernán Cortés y los conquistadores por otras Moctezuma II. Los aztecas tenían una preparación llamada "chilmulli", que en náhuatl significa "salsa de ají". Sin embargo, no hay pruebas de que el chocolate se usó nunca para condimentar los alimentos preparados o utilizados en chilmulli. Lo que ha sucedido es que la salsa obtenida ingredientes como fue reinterpretada durante el período virreinal. Muchos escritores alimentos y gurmés[¿quién?] consideran hoy en día un plato en particular, el pavo famoso mole poblano, que contiene el chocolate, para representar el pináculo de la tradición culinaria mexicana.

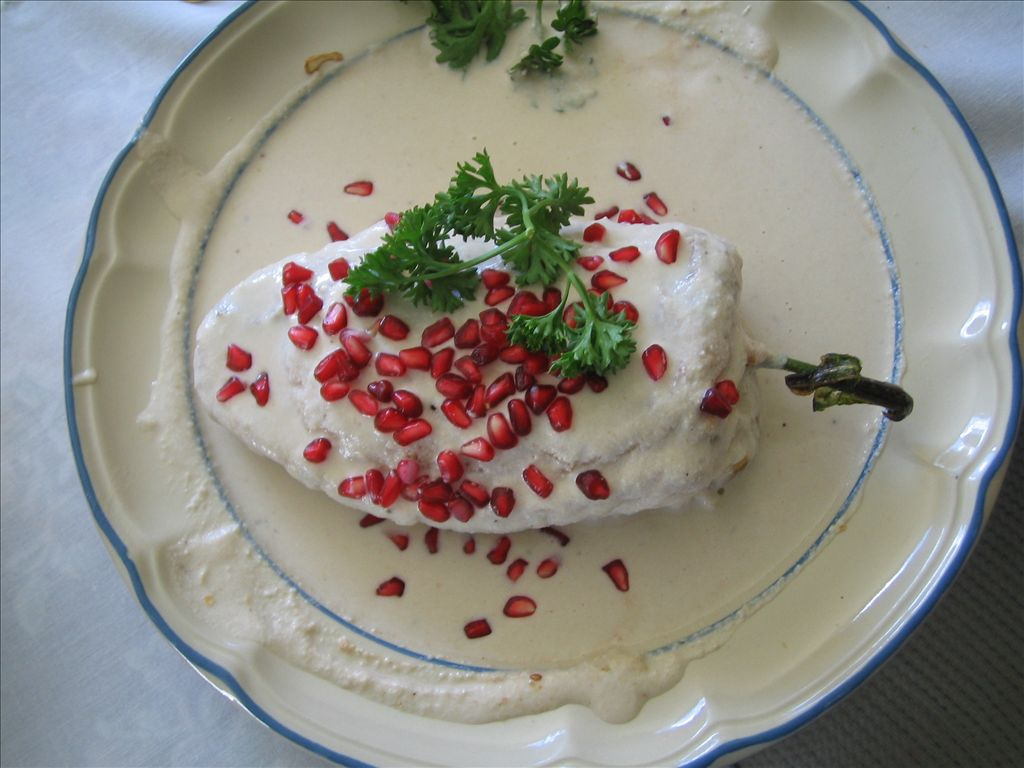
El chile en Nogada.

Otro plato famoso, chiles en nogada, también fue supuestamente inventado aquí. La historia comienza con tres hermanas de Puebla que se reunieron los oficiales del Ejército de Agustín de Iturbide de las Tres Garantías en la Ciudad de México y se enamoró de ellos. Se hicieron intentos para involucrar a las parejas pero un problema fue que ninguna de las hermanas sabían cómo cocinar. A su regreso a Puebla, su madre los envió al Convento de Santa Mónica a aprender. Las mujeres decidieron que querían hacer un plato original para impresionar a Iturbide y sus oficiales cuando tenían previsto visitar Puebla. El plato, chiles en nogada, representa los colores de la bandera mexicana, verde (chile poblano pimienta), blanco (la salsa de nuez) y rojo (semillas de granada). El plato fue servido por primera vez en un banquete de Iturbide con gran éxito.
Así los chiles en nogada son un platillo considerado internacionalmente como uno de los más finos y representativos de la cocina mexicana. En su sabor se mezclan lo dulce y lo salado.
Una característica que tiene este platillo es que solo se prepara en verano en los meses de julio, agosto y septiembre debido a que los principales ingredientes como la fruta se dan en esta temporada como son las nueces y la granada.

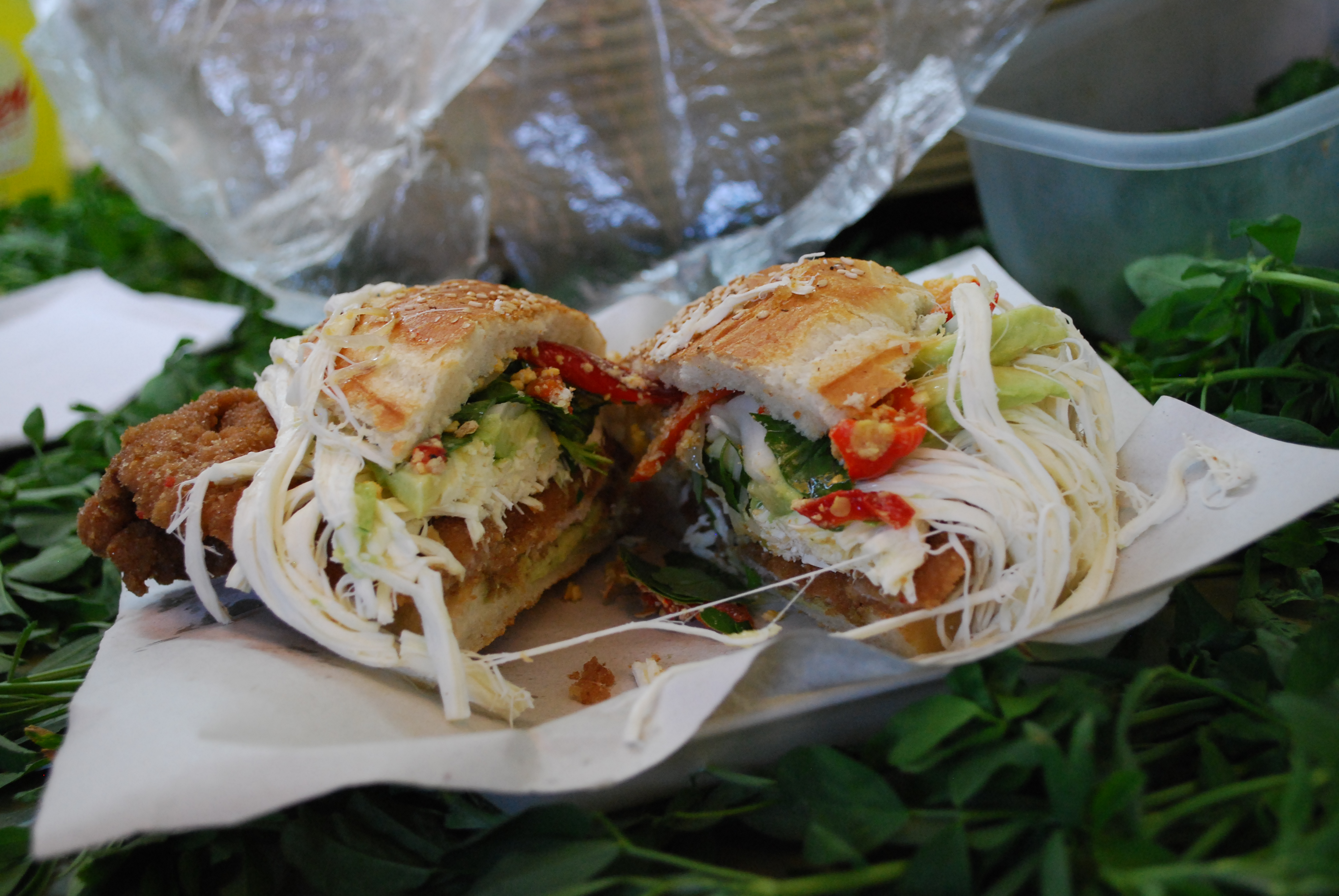
El pan llamado Cemita.

Otro plato de la casa en Puebla es la "cemita", que es un tipo de bien relleno sándwich en un pan. La cemita es considerado como la hermana de la torta mexicana, el primo hermano del pambazo, el primo lejano de la pasta y el bocadillo y el precursor de las tortas gigantes que ahora se venden en la mayor parte del México de hoy[cita requerida]. Este sándwich grande, carnoso lleva el nombre del pan, que es lo que se sirve, una cemita. Este pan se basa en un pan introducida por los franceses durante el período de la intervención francesa en México (1863-1867), pero desde entonces ha evolucionado para adaptarse a los gustos mexicanos, especialmente en el estado de Puebla[cita requerida]. En el siglo XX el pan comenzó a ser servido en rodajas con un relleno de sobras, generalmente papas, frijoles, nopales, carne de res, pollo o cerdo. El mercado de Victoria, en Puebla se hizo famoso por una versión con pata de res, cebollas y chiles con una salsa vinagreta. Otros mercados y puestos de comida pronto crearon sus propias versiones de la cemita con casi cualquier tipo de relleno combinación posible. Durante el mismo período de tiempo, se convirtió en tradicional para espolvorear las semillas de sésamo en el pan cemita, a menudo con diseños de flores, estrellas, animales y otras cosas. Mientras que el plato comenzó como una comida de clase baja, ahora disfrutado por personas de todas las clases sociales de la ciudad como una forma de comida rápida.
Mercado de Sabores Poblanos
Ubicado en la 4 poniente y la 11 norte el mercado de Sabores Poblanos tiene como objetivo principal la promoción, difusión y desarrollo de la gastronomía poblana. A través de diversas capacitaciones, busca elevar la calidad en la elaboración de sus alimentos, de su higiene y del servicio por parte de sus trabajadores.
Este mercado está conformado por 130 locales de comida típica, dulces y artesanías; y catorce franquicias nacionales, quienes ofrecen una gran variedad de alimentos que van desde molotes, cemitas, quesadillas, tamales y carnitas hasta guisos como el famoso mole poblano.
También se encuentra una gran variedad de pescados y mariscos, así como un sinfín de bebidas, desde aguas frescas hasta una refrescante cerveza para aminorar el calor.
Sin duda alguna, este lugar simula la zona de comida rápida de cualquier centro comercial, pues se tiene la libertad de elegir dónde comer sus alimentos, aunque el único inconveniente es que uno tiene que ir por ellos, pues no existe el servicio de meseros. Pero realmente vale la pena, pues los alimentos que se venden en este mercado y su limpieza dan mucha confianza.

## Desarrollo Inmobiliario
En la ciudad de Puebla se encuentran 5 distritos financieros, los cuales son: Angelópolis, La Paz, Sonata, Zavaleta y Avenida Atlixcáyotl. En estos se encuentran rascacielos y edificios de más de 100 metros, de estos destacan:
- Torre Inxignia JV con 265 metros.
- Torre Nvbola con 198 metros.
- Torre Andeza con 170 metros (en construcción).
- Torre Platea con 155 metros.
- Torre Artema con 152 metros.
- Torre Amana con 150 metros (en construcción).
- Torre Helea con 150 metros.
- Torre Selenite con 150 metros. [42]

También cuenta con zonas exclusivas y barrios exclusivos, como Puerta de Hierro, Lomas de Angelópolis, Zavaleta, Estrellas del Sur, Villas de las Américas, Barrio Cascatta, Club Campestre, La vista Country, Las Fuentes, Campestre del Bosque, entre otros más.

## Educación

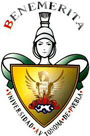
Escudo de la BUAP.

Puebla cuenta con una amplia oferta educativa, tanto pública como privada, cubriendo la totalidad de educación básica, la media, y media-superior.
En cuanto a educación media superior, existen en la ciudad 7 preparatorias dependientes de la BUAP, decenas de preparatorias y bachilleratos federales y estatales de carácter público, además de una gran cantidad de bachilleratos privados. Además, existen grandes centros culturales, desde academias de música y artes, hasta centros de capacitación tecnológica.
Puebla es uno de los estados de México con más universidades del país. Algunas universidades destacadas que se encuentran en la capital del estado son: la Benemérita Universidad Autónoma de Puebla, la Universidad del Valle de Puebla, la Universidad Popular Autónoma del Estado de Puebla, el Instituto Tecnológico de Puebla y la Universidad Tecnológica de Puebla.

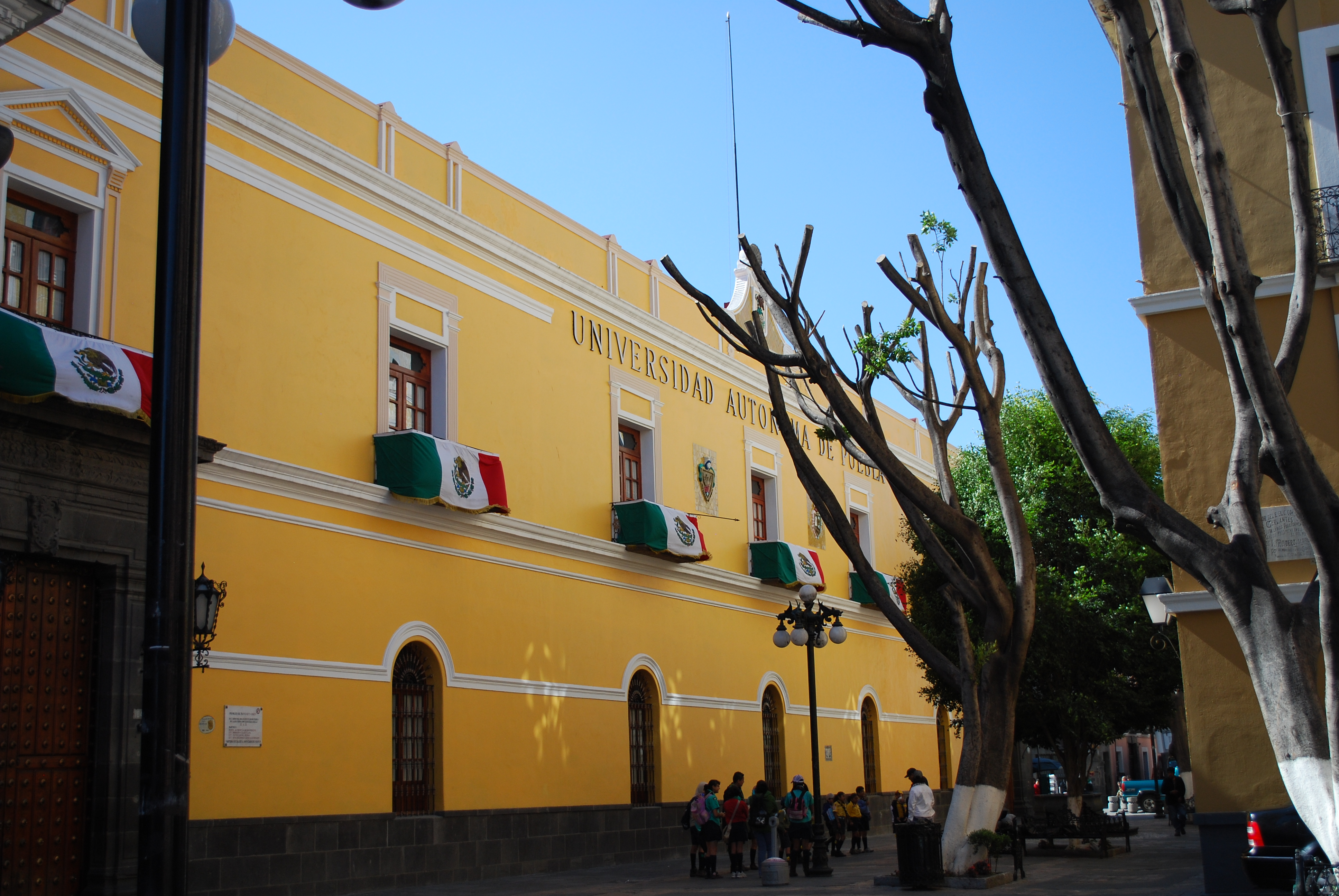
La Benemérita Universidad Autónoma de Puebla en el centro de la ciudad.

La Benemérita Universidad Autónoma de Puebla (BUAP) es considerada una de las universidades públicas más importantes del país[cita requerida]. Su oferta académica es de 149 programas educativos, de bachillerato a posgrado. Cuenta las modalidades de estudio presencial, semiescolarizada y a distancia. Esta última fue incorporada en 2011, ofreciendo cuatro carreras: Administración de Empresas, Contaduría pública, Derecho y Comunicación.
La historia de la Universidad se remonta al 15 de abril de 1578, fecha en que nació el Colegio del Espíritu Santo, teniendo como rector al padre jesuita Diego López de Mesa. Para 1790, con los jesuitas expulsados desde 1767, sus antiguos colegios fueron reunidos en el Real Colegio Carolino, siendo José Mariano Lezama y Camarillo su primer rector. Este colegio se mantuvo operando hasta 1820, año en el que los jesuitas regresaron a México durante un breve lapso para iniciar los cursos en el Real Colegio del Espíritu Santo, de San Gerónimo y San Ignacio de la Compañía de Jesús, cuyo rector fue Ignacio María Lerdo de Tejada. Entre 1821 y 1825, el colegio funcionó bajo el nombre de Imperial Colegio de San Ignacio, San Gerónimo y Espíritu Santo, bajo la rectoría del padre Ignacio González de la Peñuela. Posteriormente se convirtió en el Colegio del Estado, nombre que mantuvo durante el periodo comprendido entre 1825 y 1937.
El 4 de abril de 1937, adquiere el nombre de Universidad de Puebla, al quedar legalmente instituida por iniciativa del general Maximino Ávila Camacho. El impulso de la Federación Estudiantil Poblana fue importante para que la Universidad adquiriera su autonomía, hecho que fue logrado el 23 de noviembre de 1956, con la publicación de la Ley Orgánica de la Universidad Autónoma de Puebla en el Periódico Oficial de Puebla.

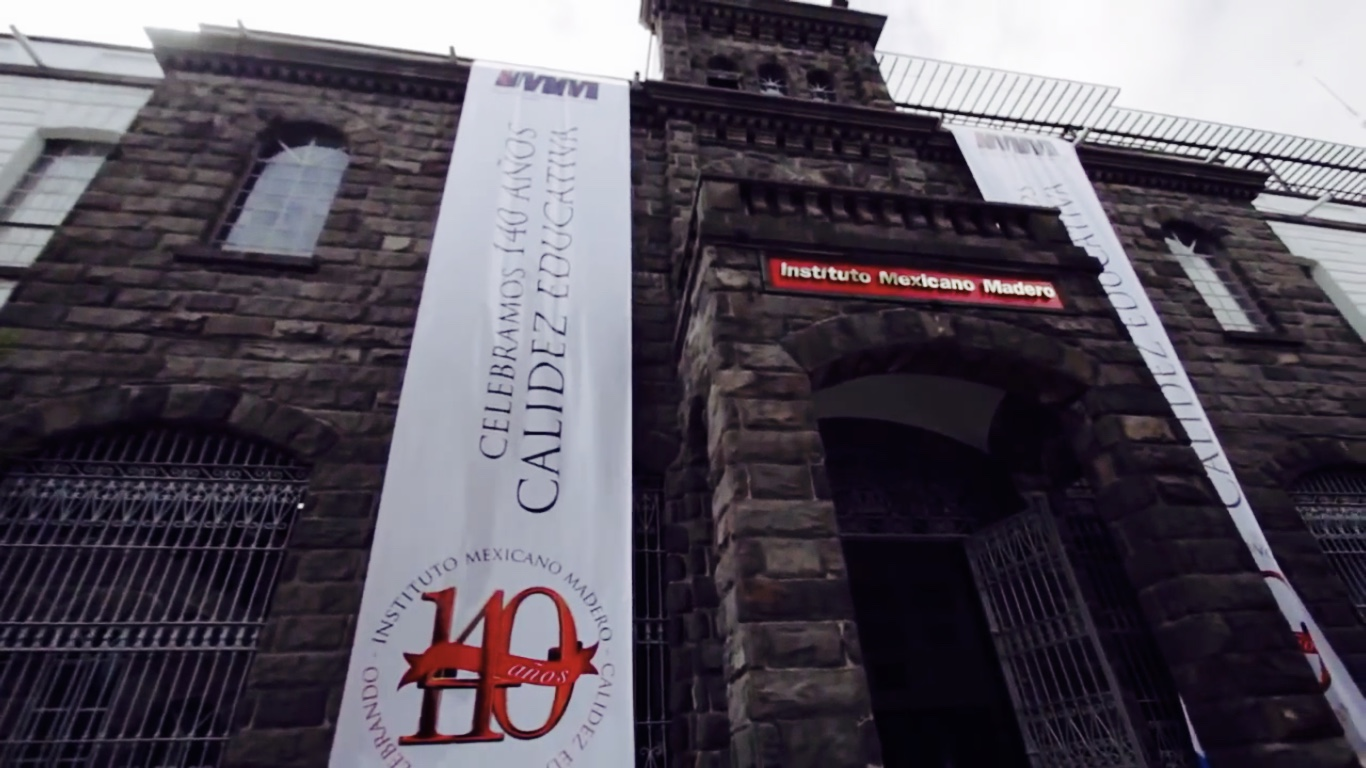
Instituto Mexicano Madero, fundada en 1874.

El 1 de abril de 1987, cinco diputados de la 50 Legislatura sometieron al Congreso del Estado la iniciativa de declarar Benemérita a la Universidad Autónoma de Puebla, la cual fue aprobada en la sesión del 2 de abril de 1987, emitiéndose el decreto correspondiente.
Actualmente, la BUAP cuenta con la estación de radio XHBUAP-FM, conocida como Radio BUAP. Esta estación opera en la frecuencia de los 96.9 MHz de la banda de FM y cuenta con transmisión en vivo a través de Internet.
En el ámbito deportivo, la BUAP ofrece el Complejo Deportivo Universitario y de Alto rendimiento (COMDE), un área dedicada al crecimiento de las capacidades deportivas y de recreación física de la sociedad estudiantil, además de la reciente creación del Estadio Olímpico.

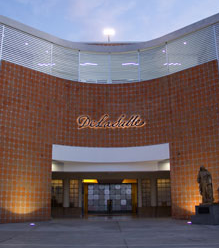
Fachada interna de la entrada principal del Colegio Benavente. Plantel Centro.

Asimismo, en un esfuerzo por aportar un lugar destinado al esparcimiento y explotación de los elementos culturales y sociales, la Benemérita Universidad Autónoma de Puebla edificó el Complejo Cultural Universitario (CCU), un lugar óptimo para el esparcimiento y desarrollo de actividades de índole cultural, social y educativas principalmente. Ubicado en la zona de Angelópolis, el CCU cuenta con salas de cine, librería, talleres dedicados al desarrollo de la música, la danza y la cultura. De la misma manera, tiene a disposición de la comunidad emplazamientos dedicados a la exposición de eventos magnos y zonas de recreación, además de restaurantes y cafeterías, convirtiéndose de esta manera en un icono del estado de Puebla y la BUAP.
Por otra parte, la Universidad Tecnológica de Puebla fue constituida el 27 de octubre de 1994 como un organismo público descentralizado del gobierno del estado, con personalidad jurídica y patrimonios propios. A la fecha cuenta con el 100% de sus Programas Educativos acreditados por CACECA y CACEI.[cita requerida]

El  Instituto Tecnológico de Puebla (ITP) es otra de las instituciones de educación superior tecnológica pública con sede en la ciudad de Puebla. El instituto forma parte del Tecnológico Nacional de México el cual depende del gobierno federal a través de la Secretaría de Educación Pública. Este mismo instituto tiene una extensión en Acajete donde sólo se oferta la carrera de Ingeniería Industrial. Cabe destacar que como todo tecnológico, este está enfocado a las ingenierías. Su oferta académica consta de ocho carreras: siete ingenierías y una licenciatura. La comunidad del ITP la conforma una matrícula de casi 8,300 estudiantes, tanto locales como foráneos. La mascota que representa al instituto es el león, ya que poco después de haberse fundado el ITP nació uno en Africam Safari. Inició sus actividades el 2 de septiembre de 1972 y a sus casi 50 años de servicio se ha consolidado como una de las mejores instituciones de educación superior del estado junto a la UDLAP, BUAP, y la UPAEP.
Actualmente la Secretaría de Educación Pública Federal se mudó de la CDMX hacia el ITP como parte de la descentralización de las secretarías de estado. El tecnológico tiene un campus con una extensión de 255,725.64 metros cuadrados de los cuales comparte 8,707 metros con la SEP Federal. Todo el campus alberga alrededor de 53 edificios en los cuales se incluyen los laboratorios, aulas y administrativos, además de zonas deportivas como una cancha de fútbol con pista de atletismo, canchas de tenis, cancha de béisbol, gimnasio, alberca entre más instalaciones. [cita requerida]

## Transporte

### Transporte urbano

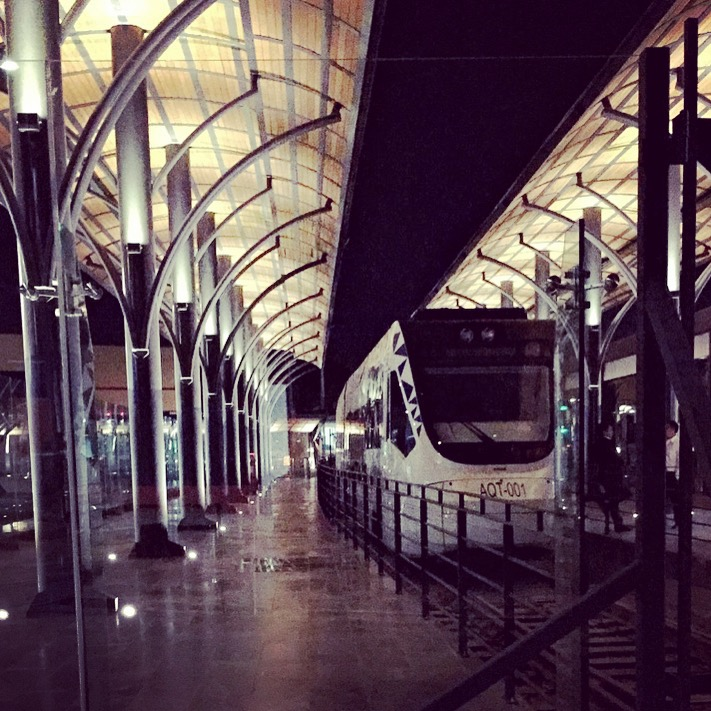
Tren ligero Puebla-Cholula

La Zona Metropolitana de Puebla cuenta con cerca de 3 millones de habitantes, por lo que es necesario contar con un sistema de transporte público colectivo tanto masivo como convencional, para satisfacer las necesidades de la ciudad, formado por diversos sistemas de transporte.

#### Metrobús (RUTA)
Se trata de un sistema de transporte público masivo, similar al metrobús de la CDMX, donde se usa una tarjeta de prepago para poder abordar las unidades, ya sean articuladas o sin articulación. Por el momento solo hay tres líneas.
Sus características son:
-Conexión con el Sistema RUTA y rutas de transporte urbano. 

- 36 Estaciones (Paraderos). 

- 18.5 km de recorrido total. 

- Tiene carriles exclusivos y un paso a desnivel. 

- Va de Surponiente a Nororiente, pasando por los municipios de San Andrés Cholula, Puebla y Amozoc.
- Línea 2: fue inaugurada el 10 de abril de 2015 y opera con 16 rutas alimentadoras. Tiene conexión con la Línea 1 en las estaciones Diagonal Oriente(L2)/El Rayito(L1) y Diagonal Poniente(L2)/Constitución de 1917-11 Norte(L1). La línea 2 del sistema RUTA recorre la avenida 11 norte–sur desde Diagonal Defensores de la República hasta la terminal Margaritas con extensión a calle limones o 157 poniente, cubriendo una distancia de 13.8 km.

La línea 2, al igual que la línea 1, funciona a través de un sistema de cobro con tarjeta, evitando así los asaltos a los conductores de las unidades. La llegada de la línea 2 del RUTA agiliza el flujo vehicular en la calle 11 norte-sur.
Sus características son:
- Conexión con el Sistema RUTA y rutas de transporte urbano. 

- 28 Estaciones (Paraderos). 

- 13.8 km de recorrido total. 

- Tiene carriles exclusivos. 

- Va de norte a sur, pasando por la zona centro y sur de la ciudad.
- Línea 3: fue inaugurada el 13 de noviembre de 2018 y opera con 35 rutas alimentadoras. Tiene conexión con la Línea y recorre el bulevar Valsequillo desde el Periférico Ecológico y el Héroes del 5 de mayo hasta la CAPU, cubriendo una distancia de 15.3 km.

La línea 3 funciona a través de un sistema de cobro con tarjeta homologada con las líneas 1 y 2.
Sus características son:
- Conexión con el Sistema RUTA y rutas de transporte urbano. 

- 28 Estaciones (Paraderos). 

- 15.3 km de recorrido total. 

- Tiene carriles exclusivos. 

- Va de Noroeste a Sureste, pasando por la zona centro de la ciudad.

#### Teleférico

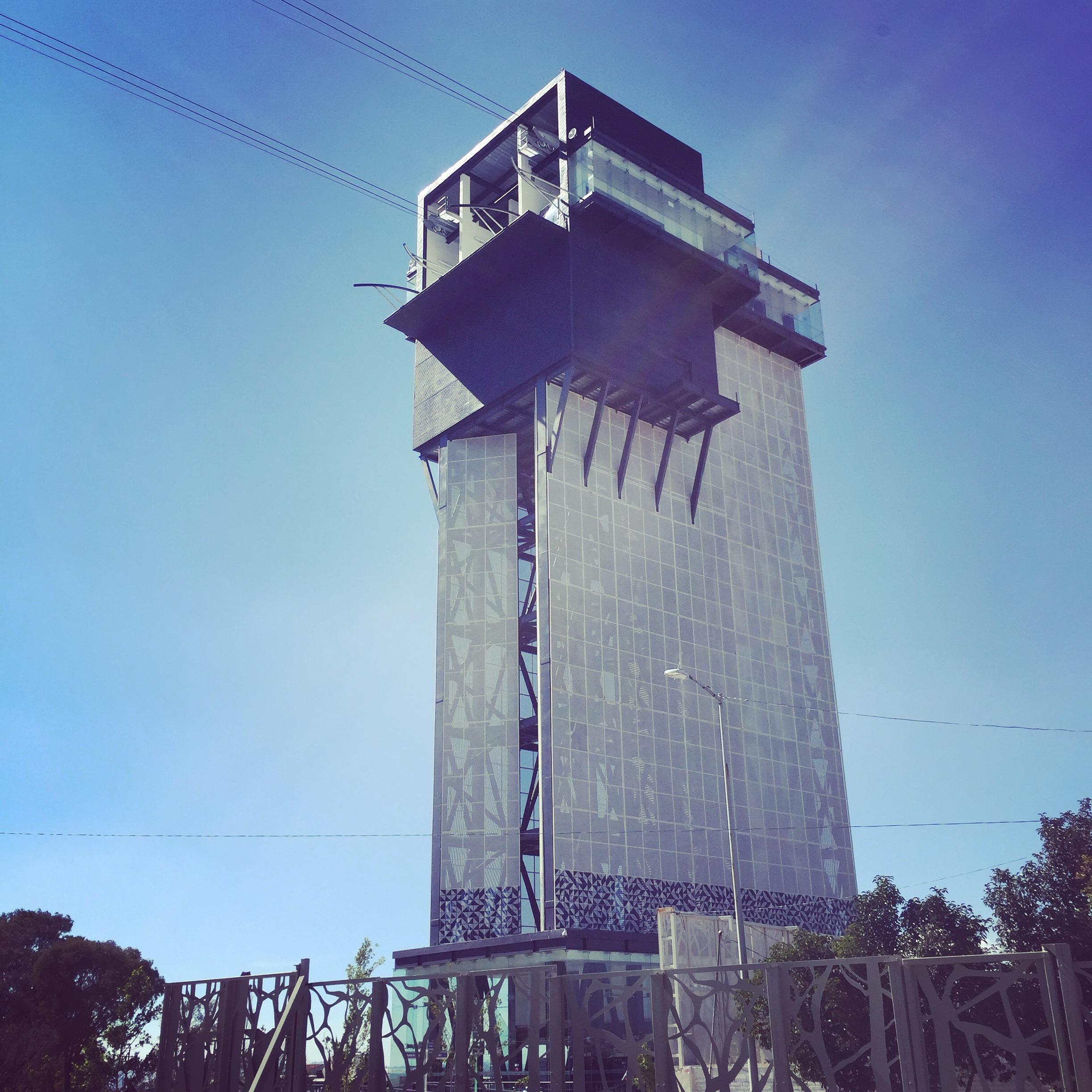
Teleférico de la ciudad de Puebla

El teleférico de Puebla es un atractivo turístico ubicado en la zona de los Fuertes que comunica el Centro Expositor con el monumento a Zaragoza. Tiene una extensión de 688 metros.

#### Tren Turístico Puebla-Cholula
El tren turístico Puebla-Cholula es un tren ligero de una vía que une el centro de Puebla con el centro de Cholula. Tiene una longitud de 17 kilómetros y viaja a unos 35 km/h en promedio. Si bien originalmente se concibió como un proyecto exclusivamente turístico, el gobierno estatal anunció que tendrá una tarifa más barata para los poblanos que lo usen frecuentemente como medio de transporte. Fue inaugurado el 23 de enero de 2017 y clausurado el 31 de diciembre de 2021, por lo que ya no es posible ingresar a este tren. 

#### Transporte terrestre
- Autobuses de transporte público: son los encargados de transportar a la mayor cantidad de personas cada día, gracias a la variedad de rutas que existen en la ciudad. El 80 % de la ciudad está comunicada mediante este servicio (tarifa estudiantil: $6,00 MXN; tarifa normal: $8,50 MXN, gratis para personas con alguna discapacidad).

- Los taxis cubren un amplio sector, la ciudad cuenta con más de 20.000 unidades.

### Autobuses foráneos para pasajeros
La Terminal Central de Autobuses de Pasajeros de la Ciudad de Puebla es la principal en Puebla y proporciona acceso a la gran mayoría de México a través de una amplia gama de compañías de autotransporte. Debido a la proximidad de Puebla a Ciudad de México existen numerosas rutas que van desde la CAPU a dos de los depósitos de la capital de autobuses más importantes de la Ciudad de México. Además de contar con líneas para diversos destinos de la zona sureste del país, como son los estados de: Veracuz, Oaxaca, Tabasco, Chiapas, Campeche, Yucatán, Quintana Roo.
Fuera de las puertas principales de la CAPU existen numerosas rutas de autobuses locales que pueden llevar pasajeros por toda la ciudad, así como las flotas de taxis. Para los pasajeros que llegan a la CAPU es recomendable comprar un viaje en taxi con una de las cabinas autorizados por seguridad y por costo.
Puebla cuenta con una terminal para autobuses, la CAPU, que es una de las más grandes de América Latina. Ahí entran y salen autobuses de las líneas ADO, Estrella Roja, Futura, AU, OCC, ORO, ERCO, ATAH, Estrella Blanca y otras líneas más.

### Ferrocarril Mexicano (Ferromex)
Es una empresa privada de transporte de carga, comercial e industrial. Actualmente Puebla forma parte de la red de distribución, carga, mantenimiento, por su base de abastecimiento y administración permanente.
- Una nota sobre: Ferrocarril Mexicano es una dab. (varios artículos), incluido el presente: Grupo México Transportes (GMxT) o Ferromex, propiedad de Grupo México. Las anteriores dos, son un par de redirec. hacia el artículo: Grupo México Transportes.

### Bicicletas públicas

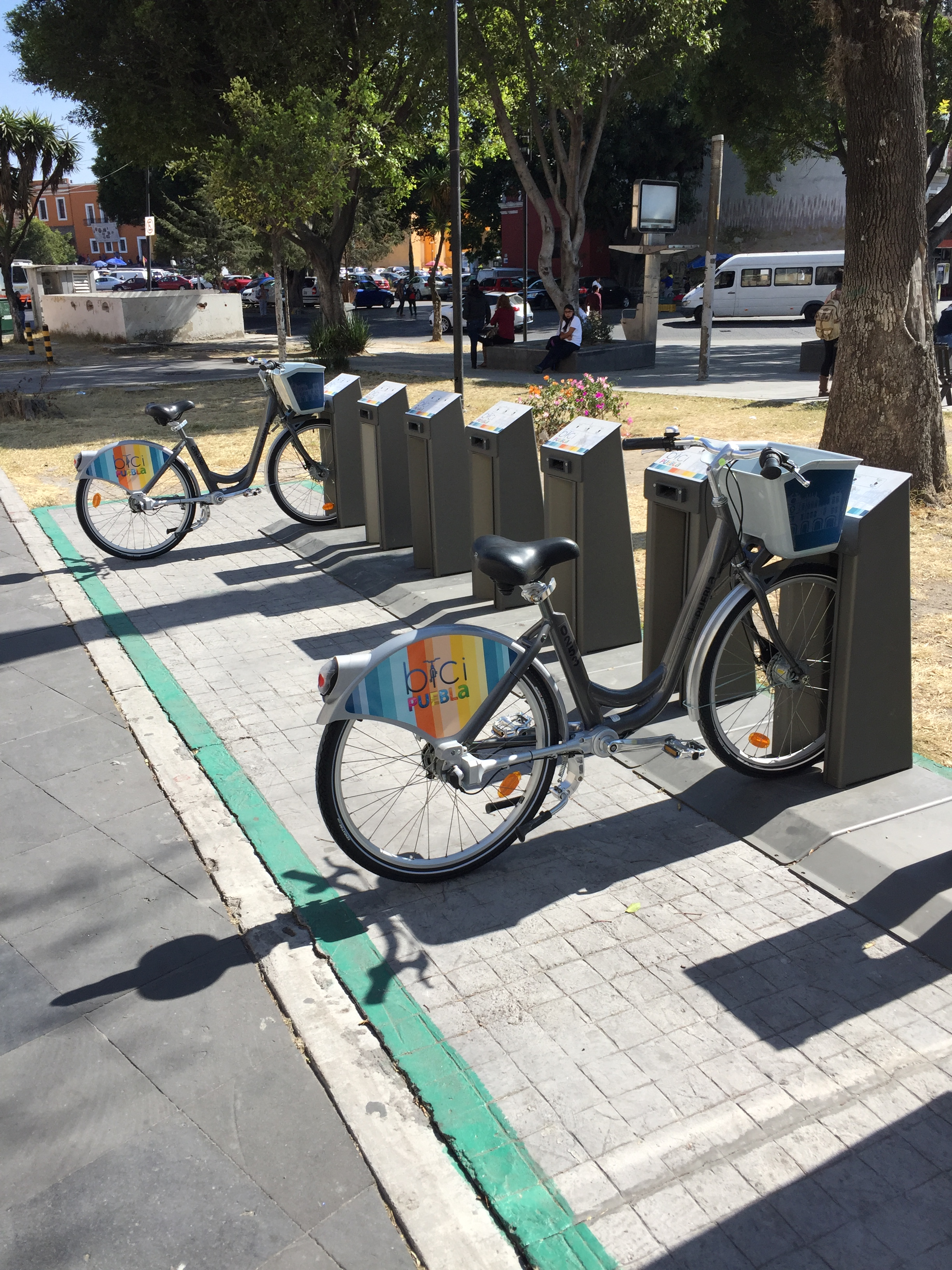
Ciclo estación Puebla

La empresa mexicana Cycloshare a partir del año 2017 empezó a operar una extensa red de bicicletas públicas en la ciudad de Puebla, cubriendo desde el centro histórico de la ciudad hasta Ciudad Universitaria, se espera que esta red de ciclo estaciones sea la más grande de Latinoamérica.

## Deporte
Puebla cuenta con clubes profesionales en diferentes disciplinas de conjunto, tales como fútbol, béisbol y fútbol americano. También ha contado con exponentes destacados en deportes individuales como el atletismo, el tenis y el taekwondo. Además, la ciudad ha sido de las pocas en México que han albergado a dos clubes de fútbol en la primera división al mismo tiempo (Club Puebla y Lobos de la BUAP).

### Equipos profesionales
Puebla sirve como sede a una gran diversidad de equipos en distintos deportes importantes a nivel nacional.
| Equipo               | Deporte          | Liga                                              | Estadio                     |
| -------------------- | ---------------- | ------------------------------------------------- | --------------------------- |
| Club Puebla          | Fútbol           | Liga MX                                           | Estadio Cuauhtémoc          |
| Pericos de Puebla    | Béisbol          | Liga Mexicana de Béisbol                          | Estadio Hermanos Serdán     |
| Ángeles de Puebla    | Baloncesto       | Liga Nacional de Baloncesto Profesional de México | Gimnasio "Miguel Hidalgo"   |
| Artilleros de Puebla | Fútbol Americano | Liga de Fútbol Americano Profesional de México    | Estadio Olímpico de la BUAP |

#### Fútbol
- Club Puebla

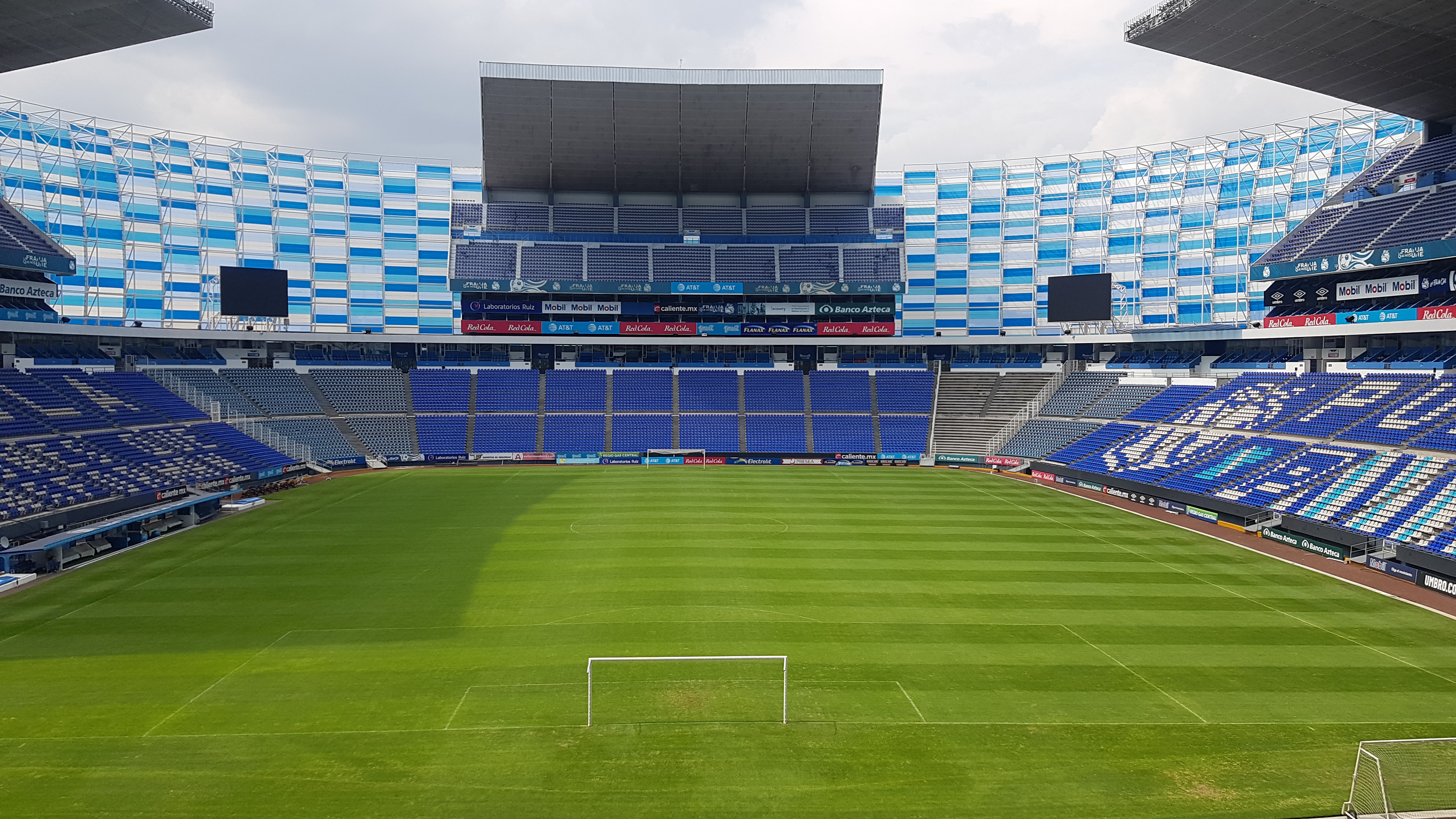
Estadio Cuauhtémoc remodelado.

El Club Puebla es un equipo de fútbol profesional que participa en la Liga MX (también conocida como Primera División) y Copa MX (Torneo alterno), fundado el 7 de mayo de 1944, en su mayoría por ingleses que se integran a la Liga Mexicana de Fútbol. Por su historia, es el equipo más emblemático de la ciudad y juega en el Estadio Cuauhtémoc. Ha sido campeón de la liga mexicana en dos temporadas: 1982-1983 y 1989-1990, cinco veces campeón de copa en las temporadas: 1944/45, 1952/53, 1987/88, 1989/90 y el reciente Clausura 2015 y una vez campeón de Concacaf en 1991, del campeón de campeones en la temporada 89-90 y de la Supercopa mx en 2015. Su mayor rivalidad fue con los hoy extintos Lobos BUAP por estar en la misma ciudad y con los Tiburones Rojos de Veracruz por su cercanía, también ya desaparecidos.
- Lobos BUAP

El club Lobos de la Benemérita Universidad Autónoma de Puebla jugó como local en el Estadio Universitario de la BUAP. Fue un equipo profesional del fútbol angelopolitano, que fue fundado en diferentes ocasiones: 1967, 1996, 1999, la última de todas en 2004. Logró el ascenso en mayo de 2017 a la primera división, al vencer al equipo Dorados por marcador global 4-2. En su primera temporada en la Liga MX hicieron una buena actuación para un club recién ascendido, su máximo rival fue el Club Puebla teniendo así el llamado "Derbi Poblano", sin embargo tuvo una participación breve en el torneo debido a diversos rumores sobre la mudanza del club, esta misma se terminó concretando en mayo del 2019 hacia Ciudad Juárez, convirtiéndose en los Bravos de Juárez.

#### Béisbol
- Pericos de Puebla

Los Pericos de Puebla es un equipo de béisbol profesional de la Liga Mexicana de Béisbol, el cual juega en el Estadio Hermanos Serdán. Fue fundado en 1942 y ha conseguido cuatro títulos (1963, 1979, 1986 y 2016).
La liga de Béisbol de México, la fundó el general Alejandro Aguilar Gómez. El estado tuvo su primer equipo profesional, siendo este el sexto en participar a nivel nacional. El equipo Pericos de Puebla contemporáneo entró en juego en el año 2000.

#### Baloncesto
- Ángeles de Puebla

Los Ángeles de Puebla es un equipo de baloncesto profesional que participa en la Liga Nacional de Baloncesto Profesional de México (LNBP), fue fundado en 2007 y compitió por cinco temporadas hasta el 2011, pero luego fue cancelado por varios años y para la temporada 2018-2019 se reintegrará al circuito como equipo de expansión. Su sede es el Gimnasio "Miguel Hidalgo".

#### Fútbol Americano
- Artilleros de Puebla

El Fútbol Americano es un deporte que también tiene una gran popularidad en la ciudad. En agosto de 2018 la Liga de Fútbol Americano Profesional de México anunció  que a partir de la temporada 2019 la Ciudad de Puebla albergaría a una de las franquicias de expansión de la Liga, los Artilleros de Puebla. Sus partidos de local iniciaron en el Estadio Templo del Dolor, ubicado dentro del campus de la Universidad de las Américas Puebla, en San Andrés Cholula, para después cambiarse al Estadio Universitario BUAP, ya en el municipio de Puebla.
En cuanto al fútbol americano colegial, la institución precursora de este deporte a nivel local es la Universidad de las Américas de Puebla, cuyo equipo representativo los Aztecas de la UDLAP fue fundado en 1947 y desde entonces han logrado varios campeonatos nacionales de fútbol americano universitario, y se ha mantenido entre los equipos más fuertes del país desde los años noventa del siglo pasado a la fecha, por lo que se considera uno de los programas más exitosos de la historia. Otras universidades que tienen programas de fútbol americano son la BUAP, cuyos equipo representativo, los Lobos (fundados en 2016), compiten en la Liga Mayor de la ONEFA, y el Tec de Monterrey, campus Puebla, cuya escuadra, los Borregos Puebla (fundados en 2007), juegan en la Liga Premier de la CONADEIP. Además de los equipos universitarios, existen varias ligas locales infantiles y juveniles cuyos equipos suelen ser igualmente exitosos y reconocidos a nivel estatal y regional.

### Eventos deportivos

#### Tauromaquia
La ciudad ha sido cuna de grandes artistas de la tauromaquia. Figuras como Joselito Huerta.

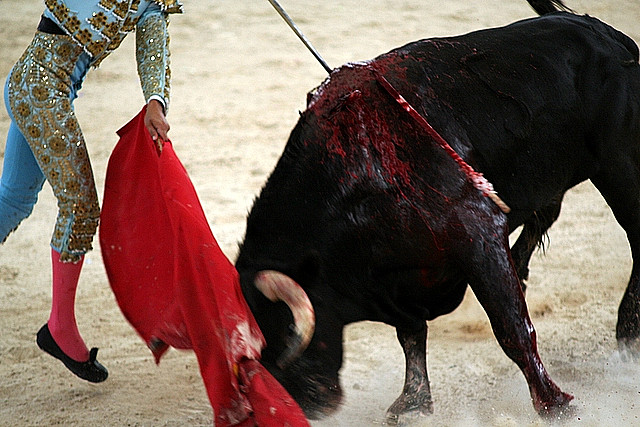
Toreo

Estos toreros han dado renombre a la ciudad de Puebla que cuenta con una plaza de toros, la Plaza de Toros Monumental "El Relicario", en la cual, se celebran las corridas de toros. También son realizadas en menor medida en la “Acrópolis” de Puebla, donde también se celebran diversos espectáculos.

#### Golf
Puebla cuenta actualmente con varios campos de golf privados de 18 hoyos, La Vista, Las Fuentes, el Club Campestre de Puebla, etc.

#### Lucha libre
La ciudad es una de las sedes de lucha libre más importantes en el país. Los eventos del pancracio se realizan cada lunes en la Arena Puebla.

#### Eventos importantes
El 17 de octubre de 1981, el grupo de rock británico Queen se presentó en Puebla con más de 100,000 espectadores.
En los años recientes, y de manera creciente, Puebla ha sido sede de importantes eventos políticos y deportivos a nivel internacional y hoy en día es sede de eventos internacionales. En 1986 fue una de las subsedes de la Copa del Mundo de la FIFA celebrada en México.
Puebla ha sido sede de eventos deportivos de renombre, como los Juegos Olímpicos de México en 1968, y las Copas Mundiales de Fútbol en 1970 y 1986. En 2013, la capital poblana fue sede del Campeonato Sub-20 de la Concacaf, y albergó el Campeonato Mundial de Taekwondo de 2013 en el Centro Expositor y de Convenciones de Puebla. En el ámbito tenístico, Puebla destaca por haber sido sede de la Copa Davis en 2005 en una ronda de ascenso hacia el Grupo l.

### Infraestructura deportiva
Puebla cuenta con varios recintos deportivos. Que se alterna su función primordial para eventos musicales, culturales. Entre los principales inmuebles con los que cuenta Puebla para la práctica del deporte, como el estadio Cuauhtémoc, el Universitario de la BUAP, el Hermanos Serdán o el gimnasio Miguel Hidalgo.

#### Estadio Cuauhtémoc

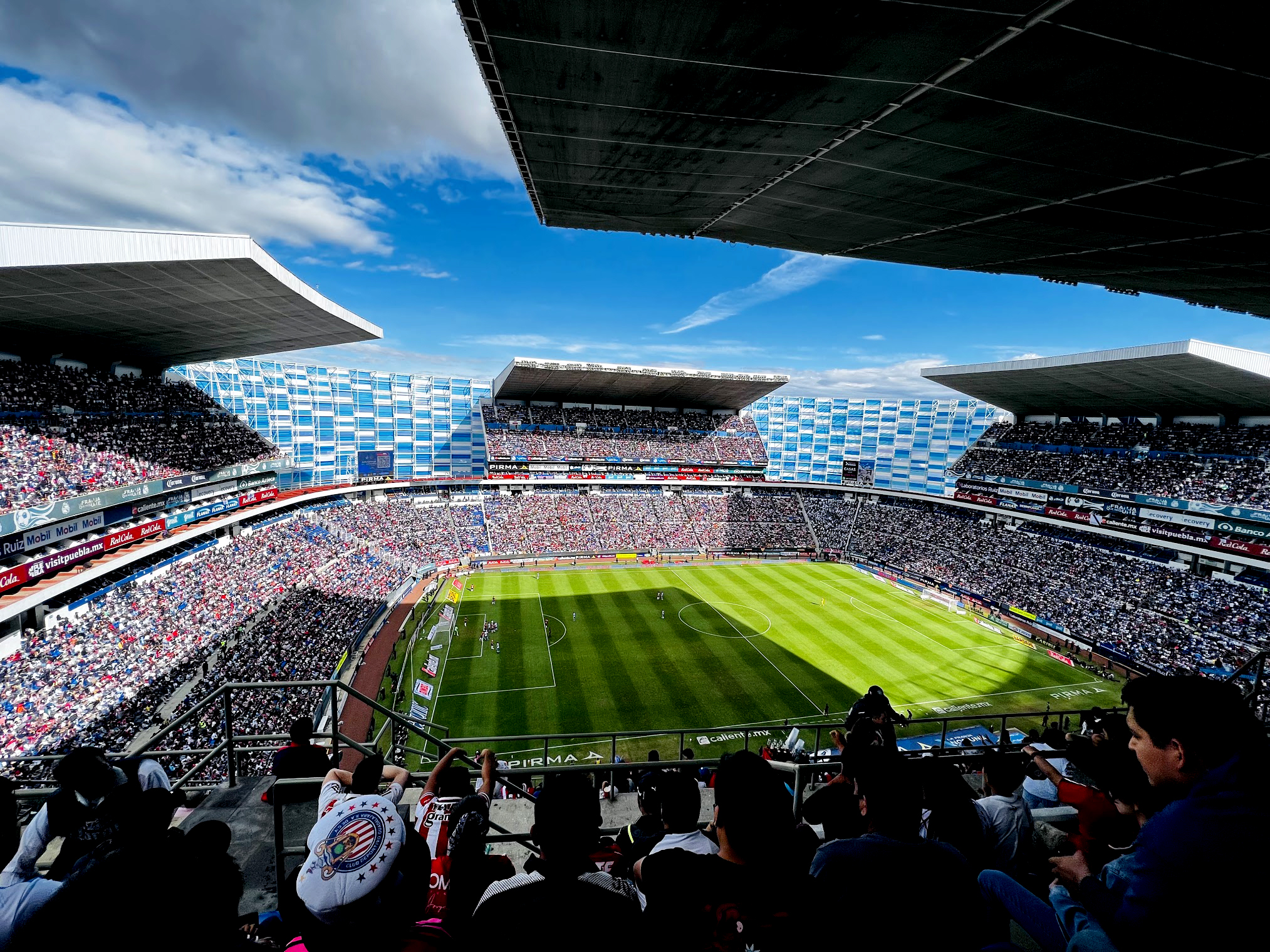
Estadio Cuauhtémoc en día de partido

El estadio Cuauhtémoc es un inmueble deportivo ubicado en la Ciudad de Puebla de Zaragoza. Es la casa del equipo Puebla F.C. y ha sido sede mundialista en dos ocasiones: 1986 y 1970 así como del Campeonato sub-20 de la Concacaf 2013. También llamado “Coloso de Maravillas”. Es el cuarto estadio con mayor capacidad en México después del estadio Azteca, el Olímpico Universitario y el Jalisco. Cuenta con una capacidad aproximada de 51,726 espectadores. El 18 de noviembre de 2015 después de su remodelación se convirtió en el primer estadio en México y América Latina en estar completamente cubierto con una fachada de ETFE. Hoy en día se encuentra entre los mejores estadios de México por su modernidad, instalaciones y capacidad de espectadores mostrando su majestuosidad al combinar la iluminación y materiales.

#### Estadio Universitario de la BUAP
El estadio Universitario de la BUAP (también conocido como Olímpico de la BUAP) es un estadio de fútbol de la ciudad de Puebla, con una capacidad para 21,750 espectadores. En dicho inmueble jugaban los Lobos de la BUAP ahora extintos, de la Liga MX y los Lobos Prepa de la Segunda División mexicana. La construcción del estadio inició en 1992, bajo la gestión del rector José Doger Corte, pero fue concluida hasta 2011, durante el periodo del Dr. Enrique Agüera al frente de la institución. El 3 de noviembre de 2012, el estadio se hizo acreedor al Premio Obras CEMEX 2012, ganando el primer lugar nacional en la categoría Edificación Educativa y Cultural.

#### Estadio Olímpico Ignacio Zaragoza
El Estadio Olímpico Ignacio Zaragoza es un estadio multiusos ubicado en la Ciudad de Puebla; enclavado en la zona cívica 5 de mayo, al pie del cerro de Loreto sede de la famosa Batalla del 5 de mayo.
Con motivo de la olimpiada nacional de 1952 en Puebla, se edificó este nuevo estadio con un fin multifuncional albergando a 22 mil espectadores, fue inaugurado por el entonces gobernador de Puebla, Lic. Carlos I. Betancourt para albergar tales eventos. El primer deporte oficial que albergó fue el béisbol donde los Pericos de Puebla utilizaron este estadio de 1952 a 1972; pero en 1964 con motivo del retorno del Puebla FC al fútbol profesional utilizó el estadio por 4 años jugando entonces en Segunda División. Tras el traspaso de ambos clubes profesionales a nuevos estadios, en la década de 1970 el estadio quedó en un abandono sustancial. Solo se ocupaba para realizar eventos políticos, religiosos, conciertos.
El más famoso concierto fue el que albergó en 1981 cuando la banda británica Queen se presentó 2 veces seguidas, el día 17 y 18 de octubre de aquel año. Tras ese evento no tuvo mayor función que la antes descrita, incluso la Liga de Béisbol Zaragoza amateur no lo utilizaba dado que las autoridades hacían un cobro. En los noventa albergó algunos equipos de Tercera y Segunda División, pero en 1999 volvió al fútbol de ascenso cuando por 2 años los extintos Lobos UAP lo ocuparon.
En 2012 el gobierno de Puebla luego de décadas de abandono total, comenzó una remodelación con intención de convertirlo en un Centro de alto rendimiento como parte del programa "Juventud Puebla", en área de paseo y recreo, además de darle usos para conciertos y eventos incluso a nivel mundial.

#### Estadio Hermanos Serdán
El estadio Hermanos Serdán, también llamado parque Hermanos Serdán, es un estadio de béisbol de la ciudad de Puebla, donde juega el equipo de Pericos de Puebla de la Liga Mexicana de Béisbol. También ha sido casa de los extintos Ángeles de Puebla y Ángeles Negros de Puebla, así como de la franquicia Tigres de la Angelópolis (a partir de 2007, Tigres de Quintana Roo). Tiene una capacidad para 12,112 espectadores y fue sede del Juego de Estrellas de la Liga Mexicana de Béisbol en 2005.

#### Plaza de Toros "El Relicario"
Plaza de toros, ubicada en la zona de "Los Fuertes", con un ruedo de 30 metros. Cuenta con la capacidad para aproximadamente 1000 aficionados a la fiesta brava y fue remodelada varias veces.

## Relaciones exteriores

### Ciudades hermanadas
La ciudad de Puebla de Zaragoza tiene varios hermanamientos nacionales e internacionales:
- Lodz, Polonia (1997).[54][55]
- Talavera de la Reina, España (2001).[54][56]
- Fitero, España (2001).[54][57][58]
- Wŏnsan, Corea del Norte (2001).[57]
- Cuenca, Ecuador (2003).[54][59]
- León, España (2006).[57]
- Pueblo, Estados Unidos (2006).[57]
- Rodas, Grecia (2006).[57]
- Arequipa, Perú (2006).[57]
- Cusco, Perú (2006).[57]
- Mexicali, México (2007).[60]
- Iguala, México (2008).[61]
- San José, Costa Rica (2008).[62][57]
- Wolfsburg, Alemania (2010).[57]
- Wuxi, China (2012).[57]
- Chilpancingo, México (2013).[63]
- Huamantla, México (2014)[64]
- Acapulco, México (2019).[65]
- Guanajuato, México.[66]
- Oaxaca, México.[67]
- El Burgo de Osma, España.[57]
- San Antonio, Estados Unidos.[57]
- Florencia, Italia.[57][68]
- Naha, Japón.[57]
- Tlaxcala de Xicohténcatl.
- Iztapalapa.

### Consulados
- Consulado General de Honduras
- Consulado Honorario de Alemania
- Consulado Honorario de Bélgica
- Consulado Honorario de Francia
- Consulado Honorario de España
- Consulado Honorario de Finlandia
- Consulado Honorario de Italia
- Consulado Honorario de Guatemala
- Consulado Honorario de Panamá

### Convenios
- Veracruz

(desde 2025)
- Oaxaca (desde 2025)